# Musée du Petit Palais (Avignon)
Pour les articles homonymes, voir Petit Palais (homonymie).
Le musée du Petit Palais à Avignon, en Provence-Alpes-Côte d'Azur, est un musée consacré à la peinture et à la sculpture médiévales et de la première Renaissance, rassemblant environ 390 peintures et 600 sculptures, ouvert en 1976 dans une livrée cardinalice contemporaine du séjour des papes dans la cité et donc des collections qu'elle met en valeur. Musée unique en son genre, puisqu'il est essentiellement basé sur la peinture d'avant la deuxième moitié du XVIe siècle, il n'en possède pas moins l'une des plus importantes collections internationales de primitifs italiens, avec 326 peintures de plus de 130 artistes, et la plus grande de France avec celle du musée du Louvre. Le musée est situé dans le Petit Palais, ancienne résidence des archevêques d'Avignon datant du XIVe siècle, nommée ainsi en opposition avec le palais des papes situé à proximité dans le centre historique d'Avignon. Aux collections de primitifs italiens s'adjoint aussi une collection de peinture et de sculptures des maîtres de l'école d'Avignon.

## Collections
Les collections du musée, exposées dans dix-neuf salles réparties sur trois niveaux, ont une double origine : elles proviennent en majorité de fonds de la réserve du musée du Louvre et d'autres musées français de province, fonds qui eux-mêmes proviennent à la base de la collection Campana, l'une des plus importantes de peinture ancienne italienne, dont la majeure partie fut acquise par l'État en 1861. Plus de 300 primitifs italiens du musée sur 326, soit l'immense majorité, proviennent de l'ex-collection Campana. L'autre source de la collection du musée du Petit Palais est la collection de peintures et sculptures anciennes du musée Calvet d'Avignon qui a fourni des œuvres de l'école d'Avignon du Moyen Âge et de la Renaissance, avec une soixantaine de peintures et 600 pièces de sculpture.

La collection permanente du musée présente des œuvres datant du XIIIe au début du XVIe siècle. On trouve de nombreux noms peu connus par le grand public et très rares en dehors d'Italie mais aussi quelques artistes célèbres tels que Sandro Botticelli ou Vittore Carpaccio.

### Peinture

#### XIIIeetXIVesiècles
Sont notamment exposées des œuvres de Simone Martini, Paolo Veneziano, Lippo Memmi, Taddeo Gaddi, Agnolo Gaddi (Le Calvaire), Ambrogio Lorenzetti, Bartolo di Fredi, Giovanni Baronzio, Lorenzo di Bicci, Maître de 1310, Jacopo del Casentino, Mariotto di Nardo, Jacopo di Cione, Puccio di Simone, Paolo di Giovanni Fei, Turino Vanni, Barnaba da Modena (atelier), Simone dei Crocifissi, Angelo Puccinelli, Girolamo Marchesi, Niccolo di Pietro Gerini, Niccolò di Tommaso, Francescuccio Ghissi.

#### XVeetXVIesiècles
La majorité des peintures de la collection datent du XVe siècle et du début du XVIe siècle. Si les peintres italiens dominent largement par le nombre, on retrouve aussi des œuvres de l'école de peinture d'Avignon. On remarque pour cette période des peintures de Sandro Botticelli (Vierge à l’enfant), Vittore Carpaccio (avec sa très belle Sainte Conversation), Lorenzo Monaco, Carlo Crivelli, Vittorio Crivelli, Sano di Pietro, Matteo di Giovanni, Benvenuto di Giovanni, Taddeo di Bartolo, Andrea di Bartolo, Benozzo Gozzoli, Lorenzo di Credi (atelier), Antonio Vivarini, Bartolomeo Vivarini, Liberale da Verona, Pesellino, Jacopo del Sellaio, Neri di Bicci, Cima da Conegliano, Vecchietta, Giovanni di Paolo, Jacopo di Paolo, Cosimo Rosselli, Ludovico Mazzolino, Ridolfo del Ghirlandaio, Giovanni da Udine, Biagio di Antonio Tucci, Benvenuto di Giovanni, Bartolomeo Veneto, Ambrogio Bergognone, Francesco Botticini, Antoniazzo Romano, Bonifacio Bembo, Marco Palmezzano, Bernardino Fungai, le Maître des Cassoni Campana, Louis Bréa ou encore pour l'école d'Avignon Josse Lieferinxe et Enguerrand Quarton.

### Sculpture
La statuaire avignonnaise du Moyen Âge, en particulier de l'époque de la papauté, est très bien représentée. L'époque romane figure surtout avec des chapiteaux sculptés provenant d'églises d'Avignon, notamment ceux du cloître de la cathédrale Notre-Dame des Doms (XIIe siècle). De nombreuses pièces datent du XIVe siècle : ce sont surtout des statues provenant des monuments funéraires des diverses églises d'Avignon construites du temps de la papauté (tombeaux de Jean XXII et d’Innocent VI, gisant du pape Urbain V, tombeau du cardinal Philippe de Cabassole, transi du cardinal Jean de La Grange datant de 1388-1389, etc.). De belles sculptures, notamment celles d'Antoine Le Moiturier et de Jean de la Huerta, témoignent de la finesse atteinte par la statuaire avignonnaise au XVe siècle.

## Répartition des collections par salles d'exposition

### Salle 1: Avignon duXIIesiècleauXVesiècle

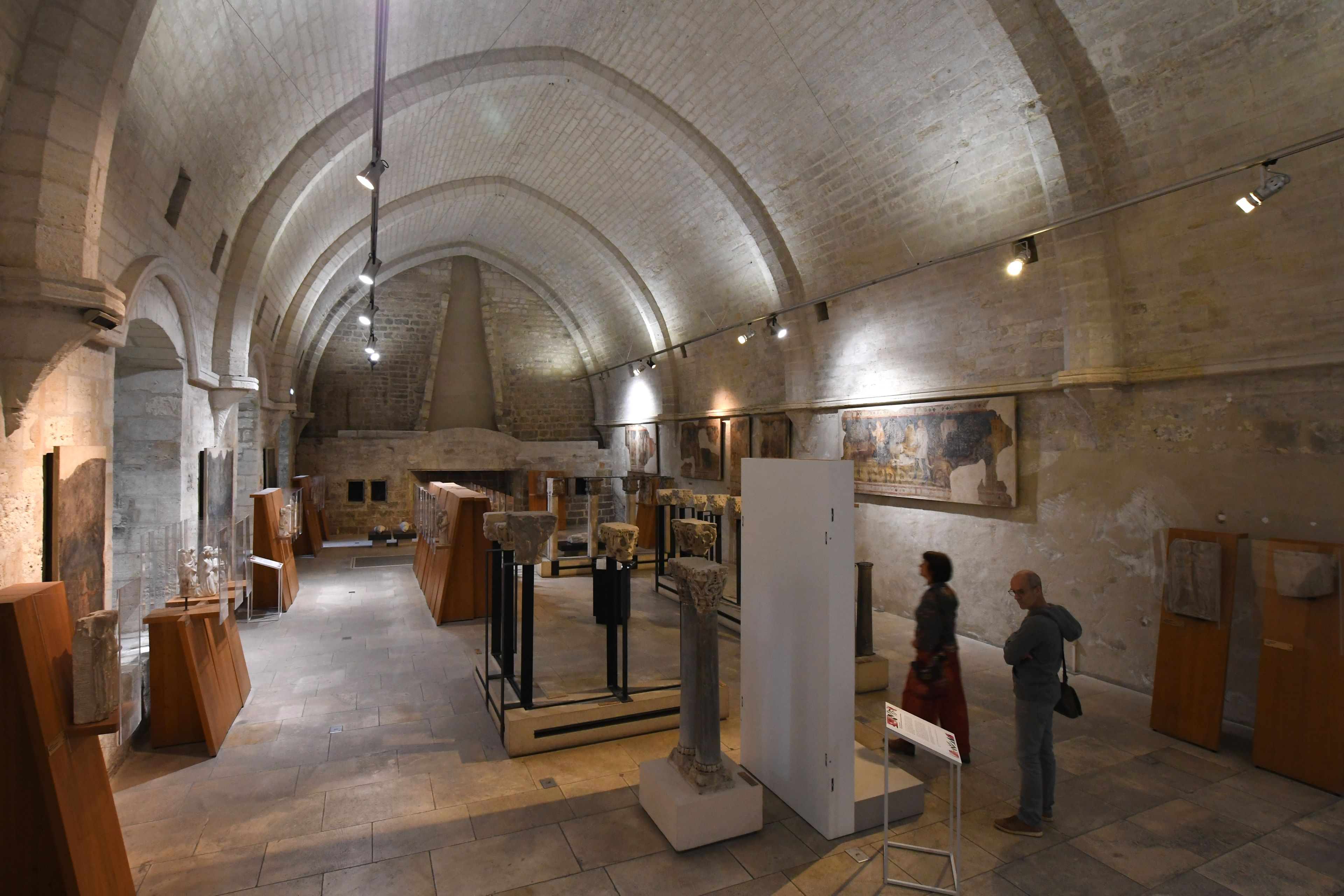
Salle 1

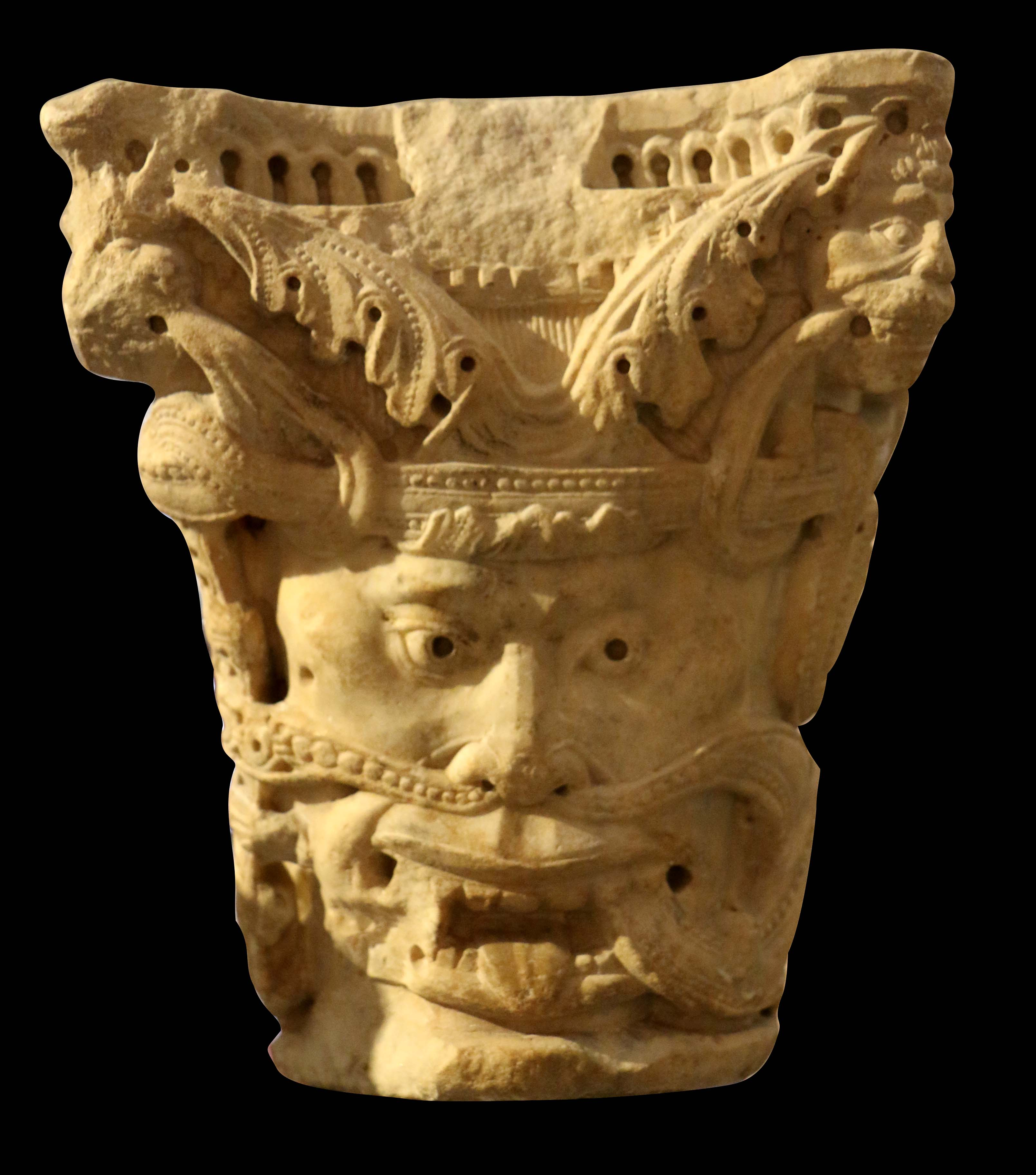
Chapiteau avec masque et entrelacs, cathédrale N-D des Doms

Dans cette salle sont exposés des chapiteaux, sculptures et statuettes funéraires avignonnaises et des peintures. Plusieurs cloîtres avignonnais ainsi que des églises ont subi de nombreuses mutilations voire destructions pendant la Révolution ainsi qu'au cours du XIXe siècle. 
Chapiteaux
- Trois chapiteaux en marbre du cloître de l'abbaye de Saint-Ruf datant du milieu du XIIe siècle. Ils représentent la Visitation, l'Annonciation et le songe de Joseph.
- Des chapiteaux en provenance du cloître de la Cathédrale Notre-Dame des Doms d'Avignon.
- Des chapiteaux du couvent des dominicains entièrement démoli au XIXe siècle. Il s'agissait du plus vaste couvent de la ville où furent inhumés de nombreux prélats.

Sculptures funéraires
- Le tombeau de Jean XXII construit en pierre calcaire de Pernes était placé dans la cathédrale Notre-Dame des Doms. Ce monument a été mutilé à la Révolution et toutes les statuettes qui garnissaient les niches ont disparu à l'exception de deux sculptures exposées ici et représentant un clerc et un diacre.
- Le gisant d'Urbain V qui mourut en 1370 et fut inhumé dans l'Abbaye Saint-Victor à Marseille, est le seul vestige d'un autre tombeau commémoratif qui fut élevé par les bénédictins d'Avignon dans le chœur de l'église Saint-Martial.
- Le tombeau du Philippe de Cabassolle qui se trouvait dans l'église de la Chartreuse de Bonpas était composé d'un gisant, d'un ensemble de statuettes en albâtre placées autour de ce dernier, et, surplombant le tout, un groupe représentant le couronnement de la Vierge par le Christ auquel assistait le cardinal agenouillé présenté par Marie-Madeleine. Le musée expose les vestiges de ce tombeau : quelques statuettes en albâtre avec traces de polychromie représentant saint Pierre, saint Paul, saint Jacques le Majeur, saint Barthélemy et saint André ainsi qu'un Christ qui est la seule statue restante du groupe supérieur.
- Le tombeau du cardinal Guillaume II d'Aigrefeuille était situé à proximité de ceux d'Urbain V et du cardinal Jean de Lagrange. Deux sculptures subsistent : d'une part la tête du gisant et d'autre part une statuette représentant l'apôtre au livre
- Tête de gisant de Clément VII (antipape)
- Six apôtres du tombeau de Martin de Salva dont saint Paul, saint Philippe, saint André, saint Jacques le Mineur.
- Christ bénissant et Christ fustigeant saint Elzéar en provenance du tombeau du cardinal Elzéar de Sabran

Fresques de Sorgues
Ces fresques datées de 1380 furent découvertes en 1936 dans deux salles situées dans une maison de Sorgues dite de la Reine Jeanne. Elles furent déposées et marouflées sur toile. Ces fresques représentent : le baiser, la carole (danse de l'époque), la dame à l'oiseau et personnages devant un château.

Salle 1 : Sculptures et fresques
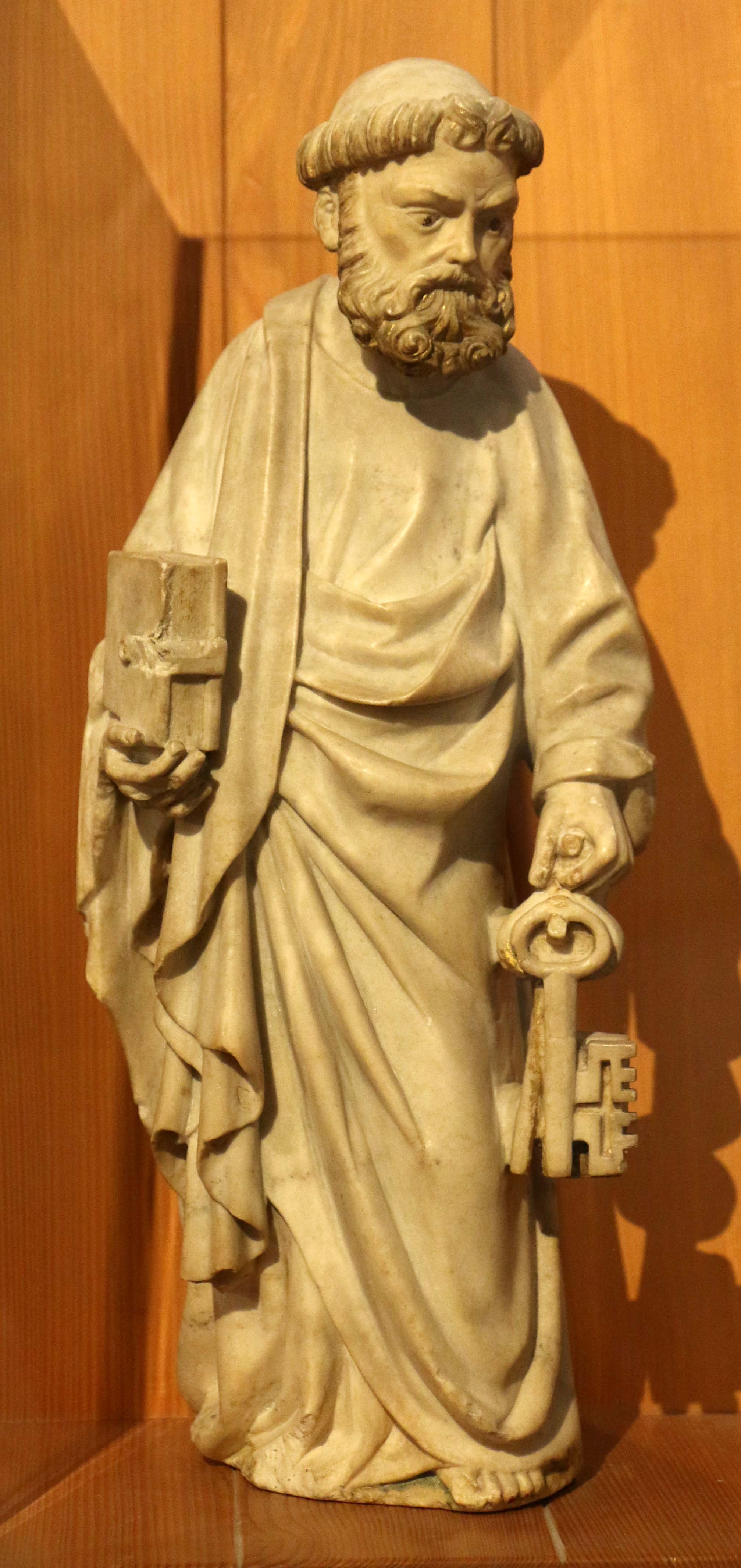
Saint Pierre, tombeau de Cabassole
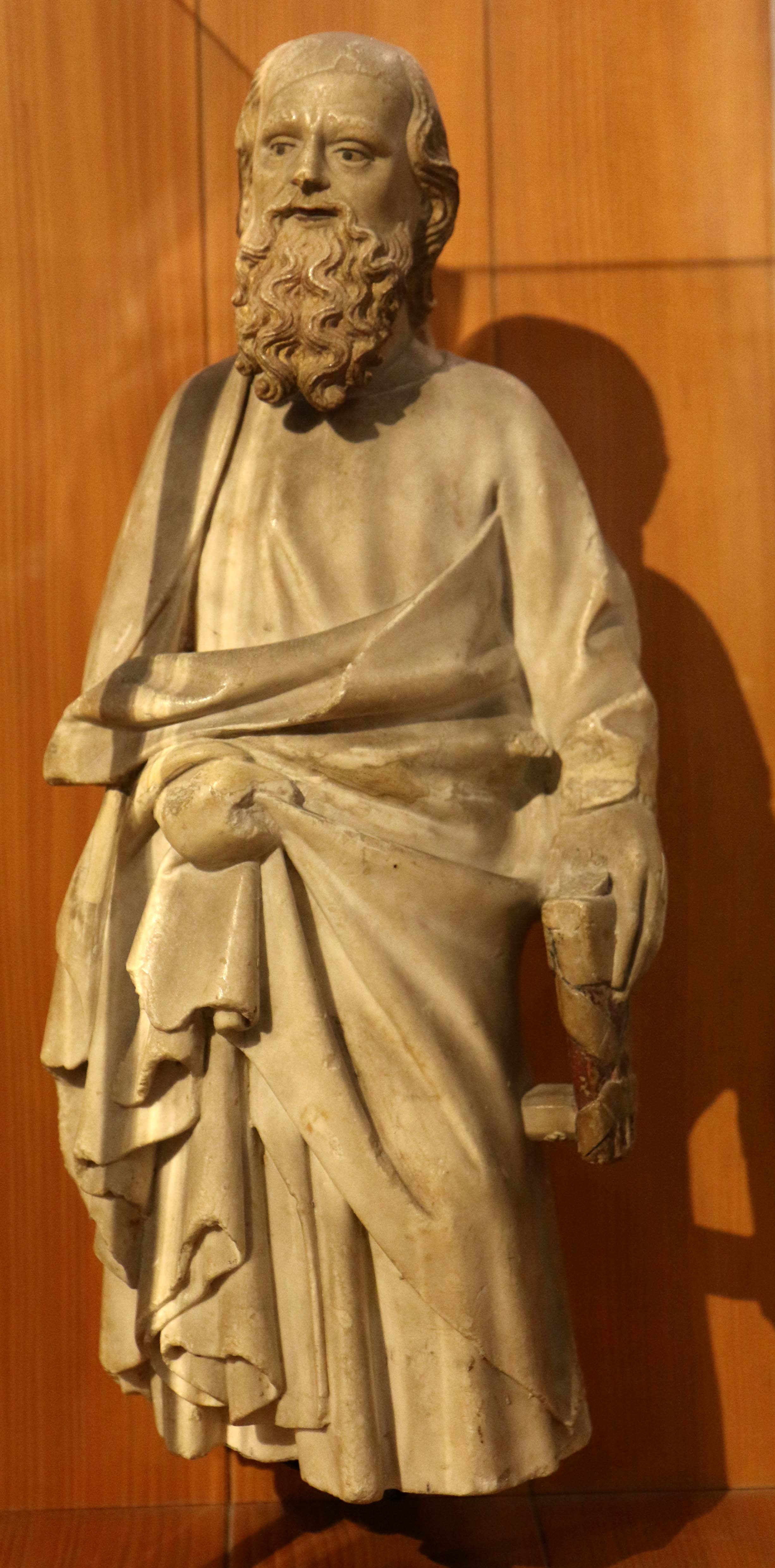
Saint Paul, tombeau de Cabassole
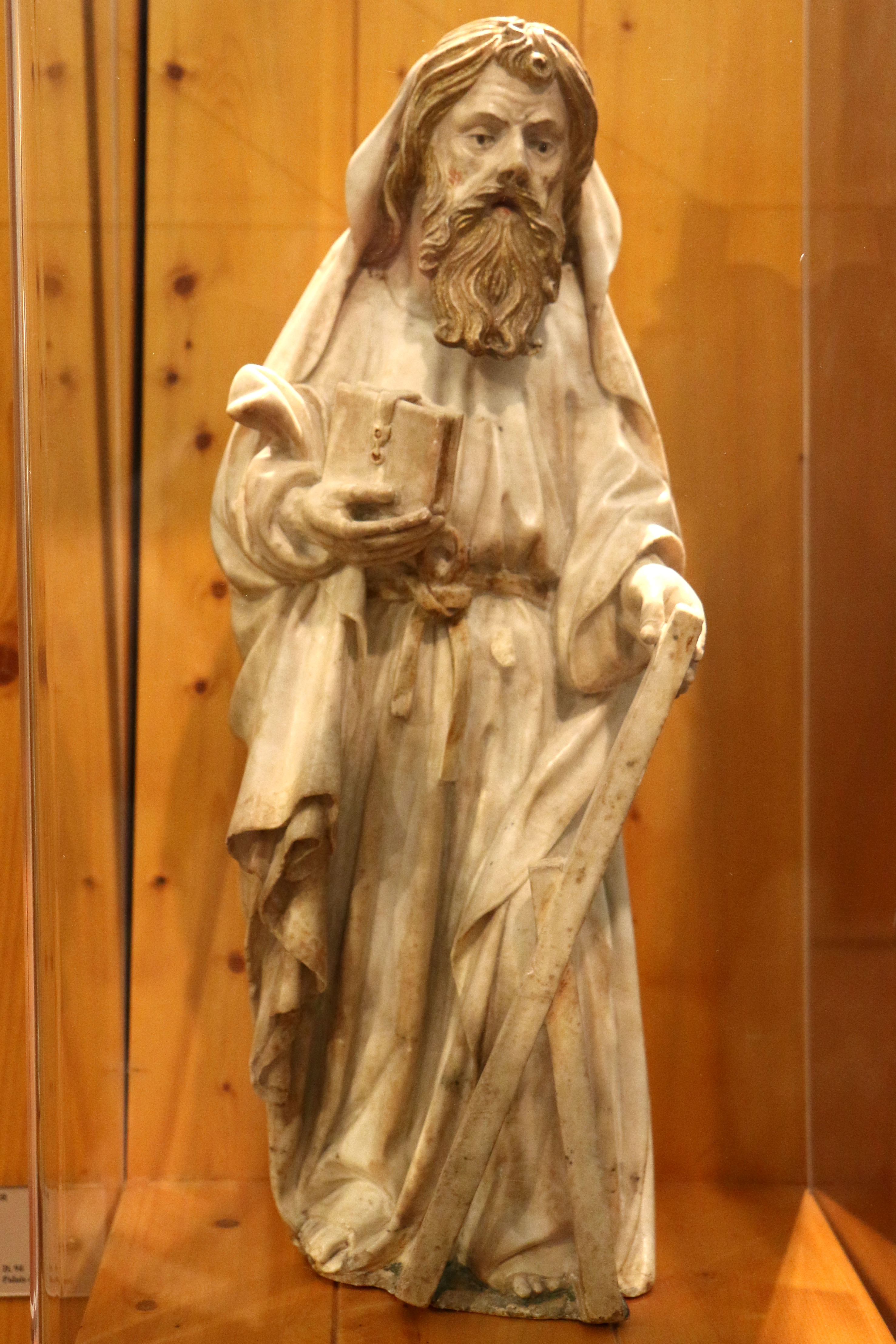
Saint André, tombeau de Cabassole
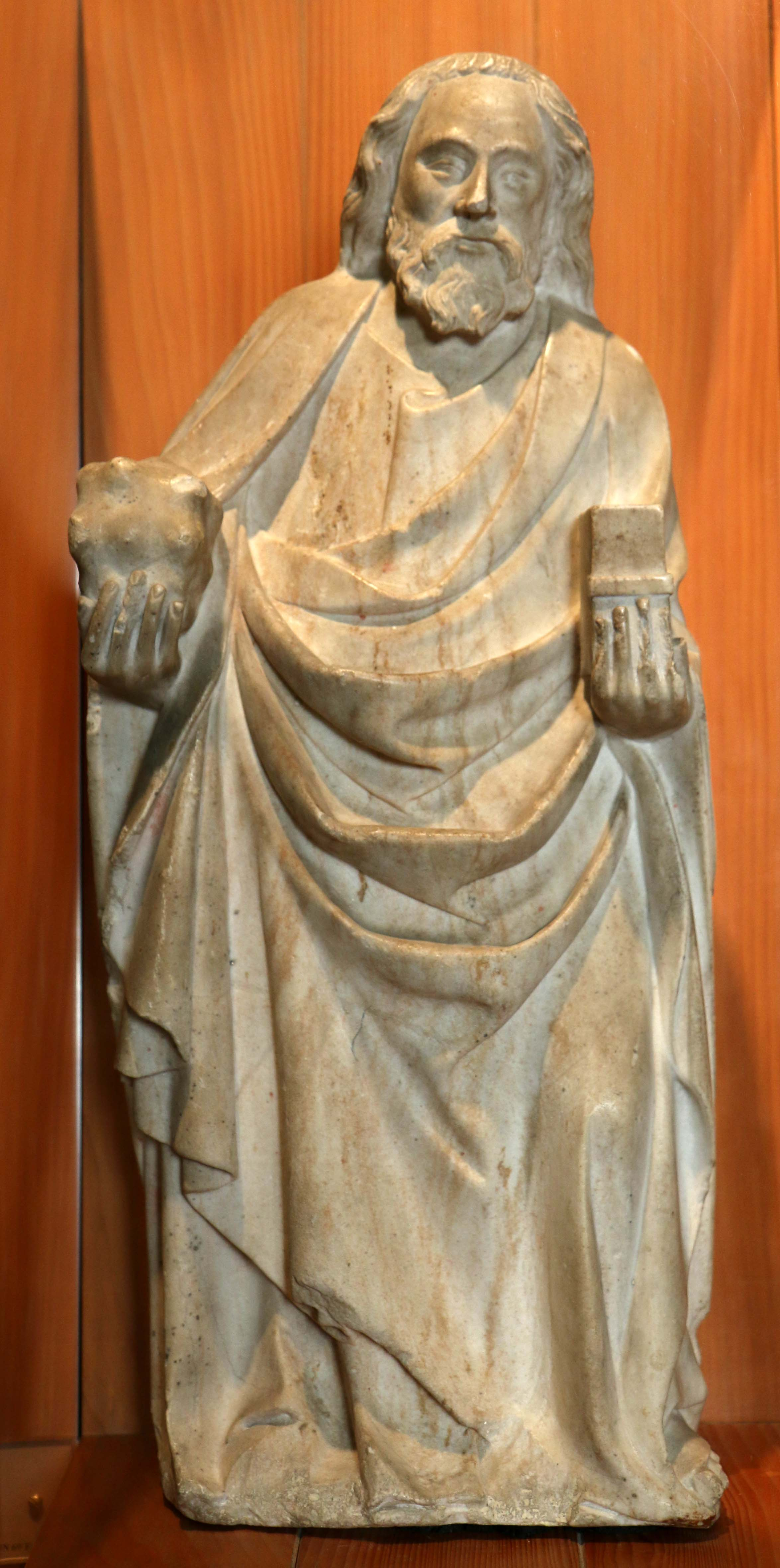
Saint Philippe, tombeau Martin de Salva
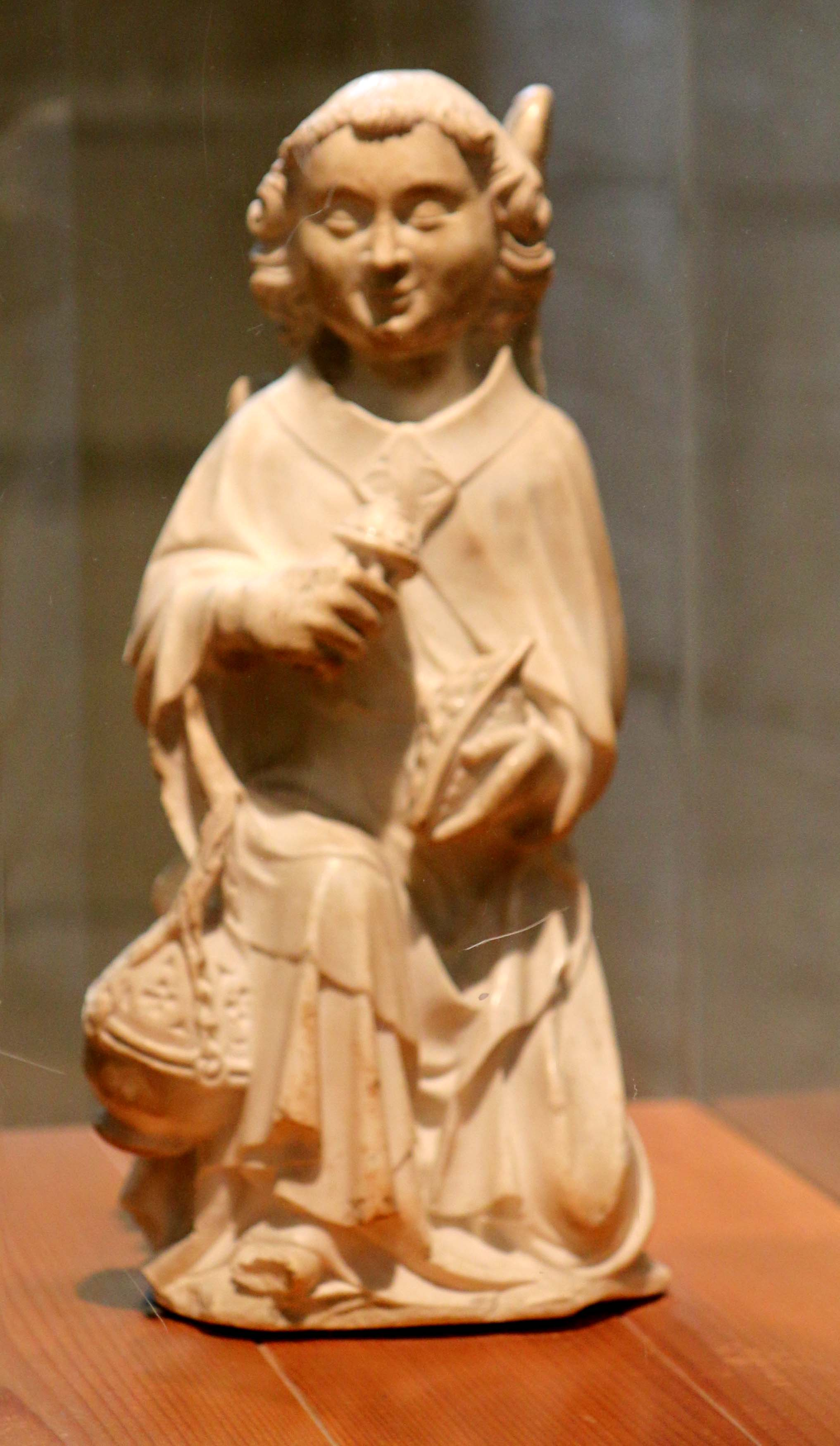
Ange tenant un encensoir, tombeau d'Innocent VI
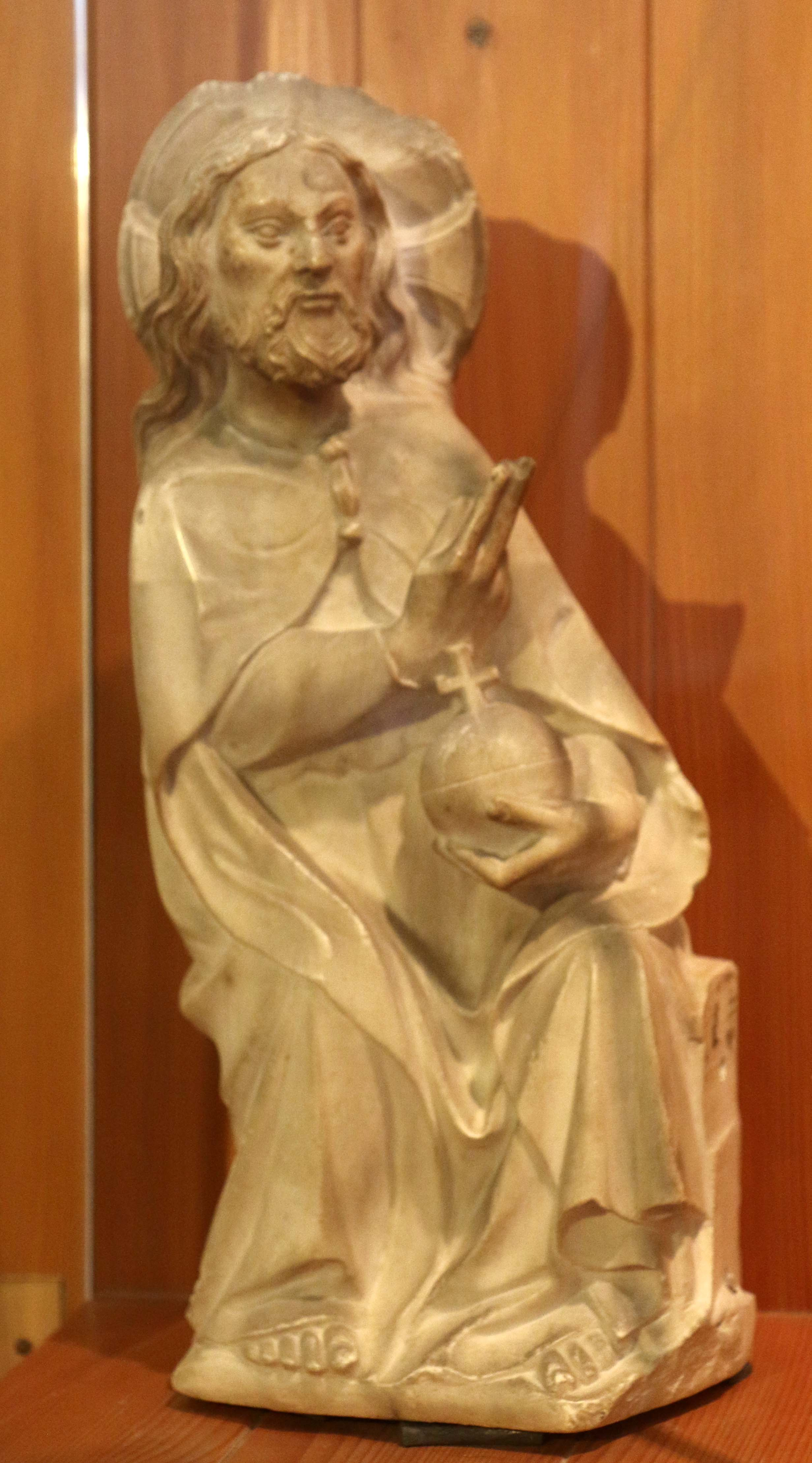
Christ bénissant, tombeau d'Elzéar de Sabran

### Salle 2: Tombeau du cardinal Jean de Lagrange
Dans son testament daté de 1402 et rédigé très peu de temps avant sa mort survenue le 25 avril 1402, le cardinal Jean de Lagrange donne des biens pour réaliser dans le chœur de l'église Saint-Martial d'Avignon, devenue depuis un temple protestant, l'achèvement de la construction de son monumental tombeau dont les premiers travaux avaient commencés vers 1388-89. Jean de Lagrange avait également un autre tombeau dans la Cathédrale Notre-Dame d'Amiens dont il avait été évêque. Conformément à ses dernières volontés, ses os seront inhumés dans le tombeau d'Avignon, tandis que ses chairs seront déposées dans celui d'Amiens.
Le tombeau d'Avignon sera démoli à la Révolution et sa forme n'est actuellement connue que par un dessin datant de la fin du XVIIe siècle retrouvé à la bibliothèque vaticane. Il s'agissait d'un véritable mausolée qui s'élevait jusqu'à la voûte de l'église et passait pour un des plus remarquables de la région. Quelques sculptures de ce monuments ont pu être sauvées et sont exposées dans cette salle.
- Transi du cardinal : cette sculpture représentant la dépouille nue et décharnée du cardinal était placée à la base du monument. C"est un des plus anciens transis connus.
- Gisant du cardinal, placé au-dessus du transi, représente le défunt dans ses vêtements liturgiques d'une grande préciosité.
- Christ bénissant, présenté dans une vitrine, est la seule partie conservée d'un troisième registre ; il occupait la partie centrale d'une composition représentant le Christ entouré des apôtres.
- Cinq scènes superposées de la vie de la Vierge venaient ensuite. Un prince agenouillé et présenté par un saint assistait à chacune de ces cinq scènes.
  - Le cardinal de Lagrange assistait à la naissance de la Vierge ; il ne reste que le buste du saint.
  - Le duc d'Orléans, frère de Charles VI, assistait à l'Annonciation ; c'est la seule scène qui nous soit parvenue à peu près intacte.
  - Le roi Charles VI présenté par saint Jacques assistait à la nativité du Christ ; seules les sculptures du roi et du saint sont conservées.
  - Le roi Charles V et un saint, deux statues disparues, assistaient à la présentation de Jésus au Temple ; seule scène conservée, mais très mutilée.
  - Le pape Clément VII assistait au couronnement de la Vierge par le Christ : il ne reste de cette sculpture qui était placée au sommet du monument, que le Christ couronnant.

Salle 2 : Sculptures du tombeau du cardinal Jean de Lagrange
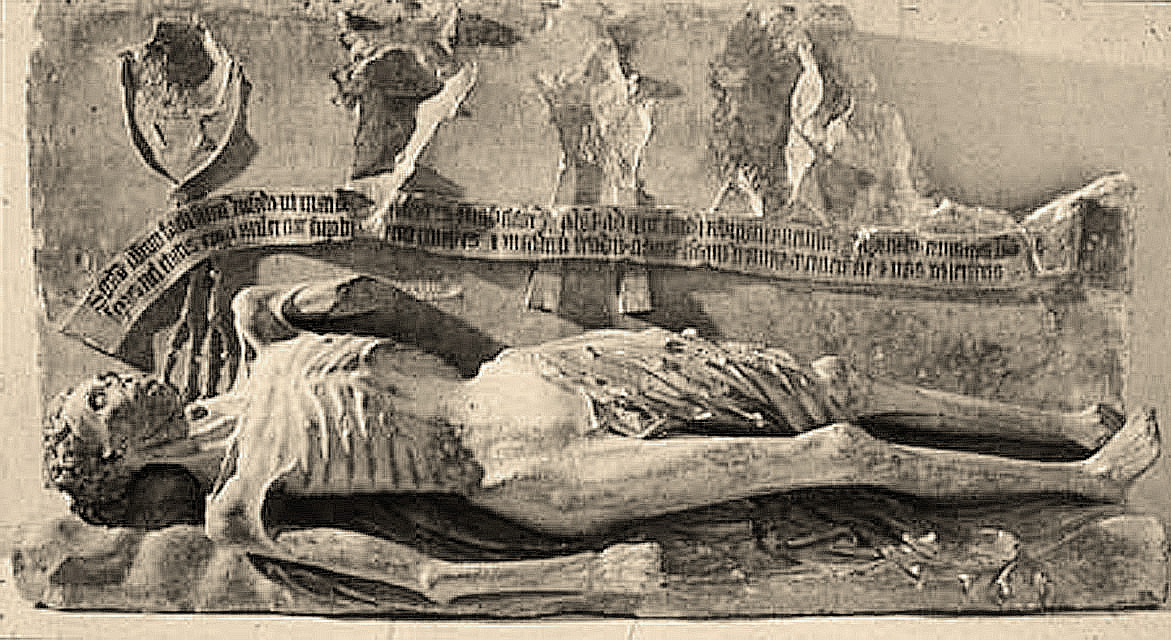
Transi du cardinal
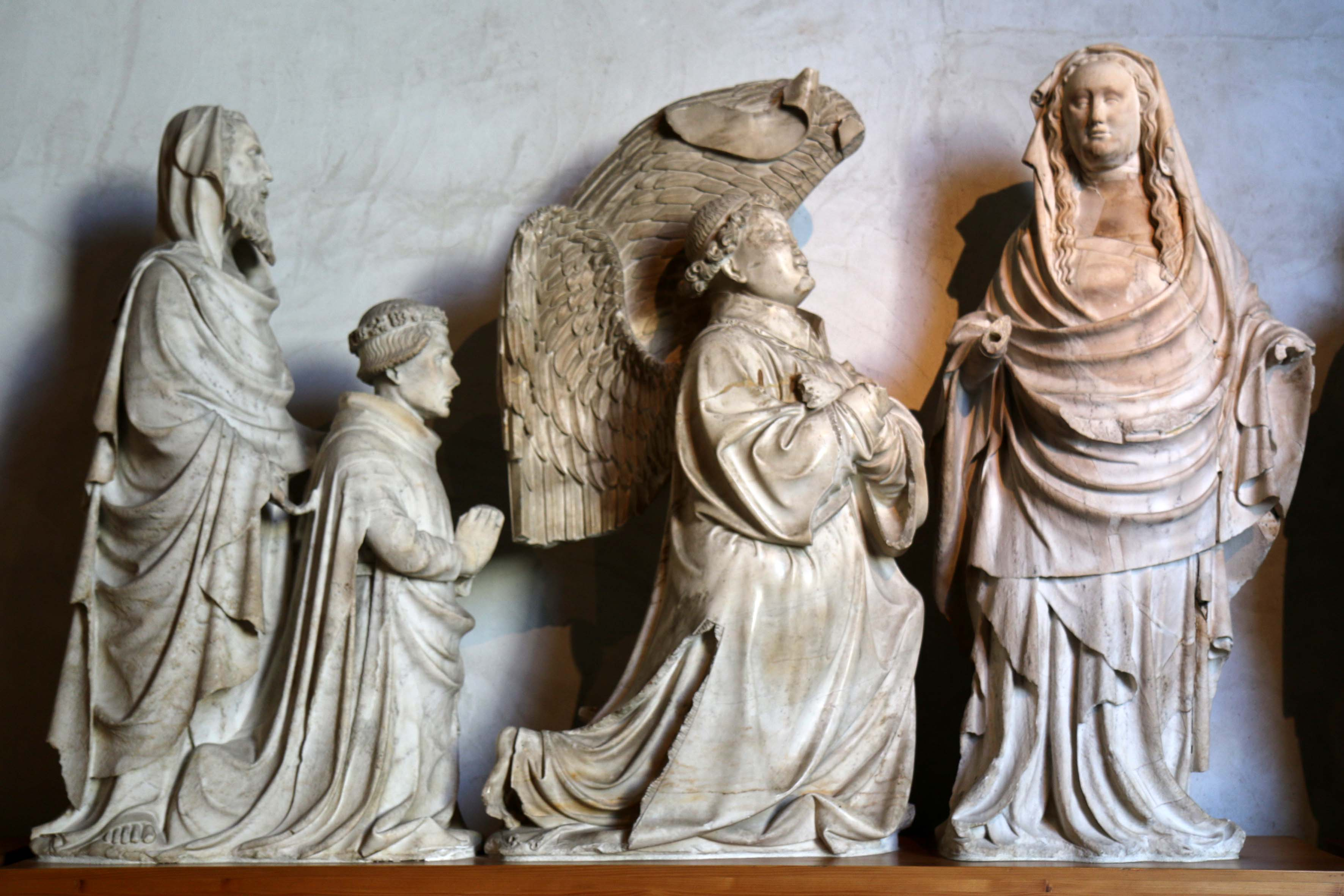
Louis d'Orléans présenté par un apôtre et Annonciation
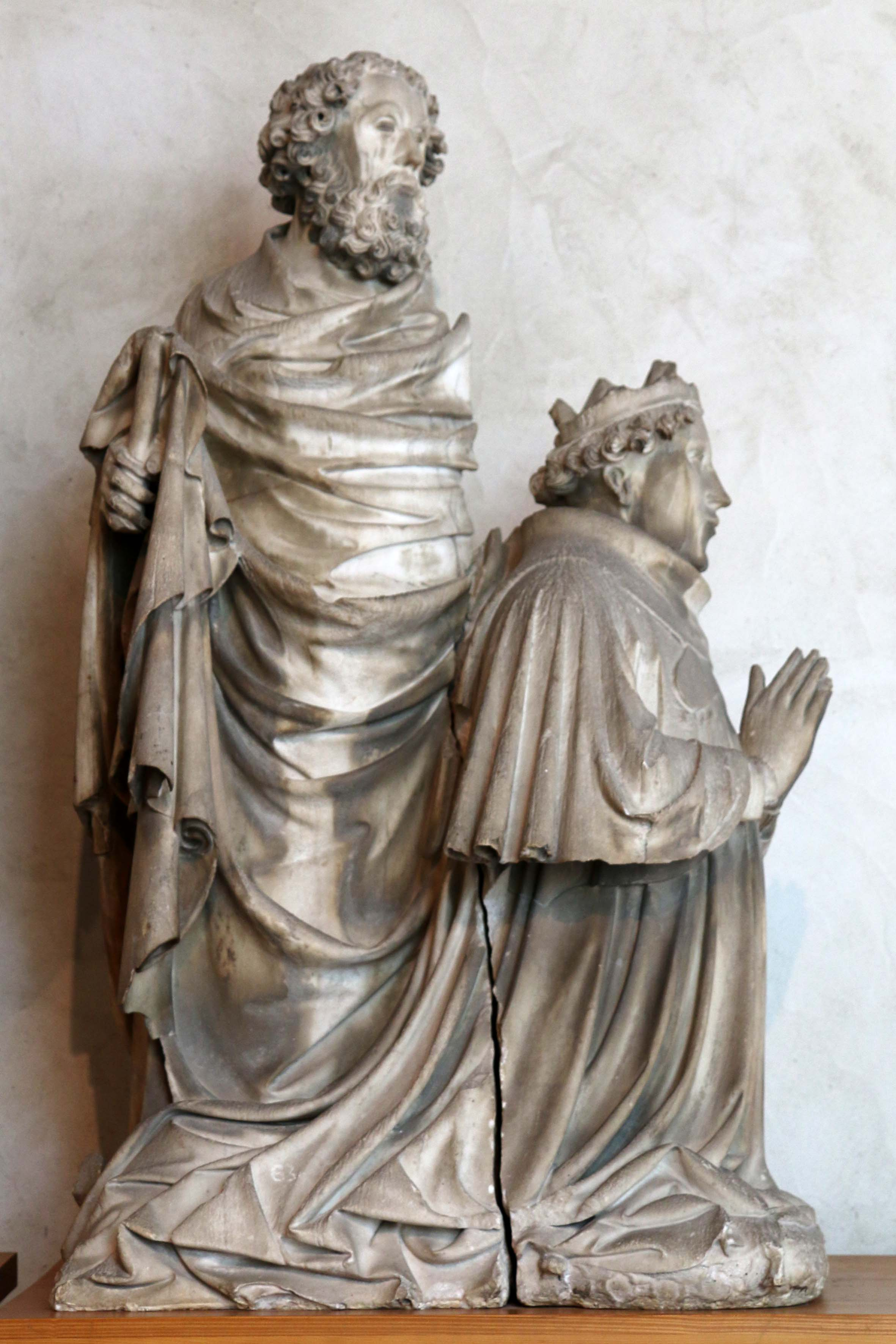
Charles VI présenté par saint Jacques
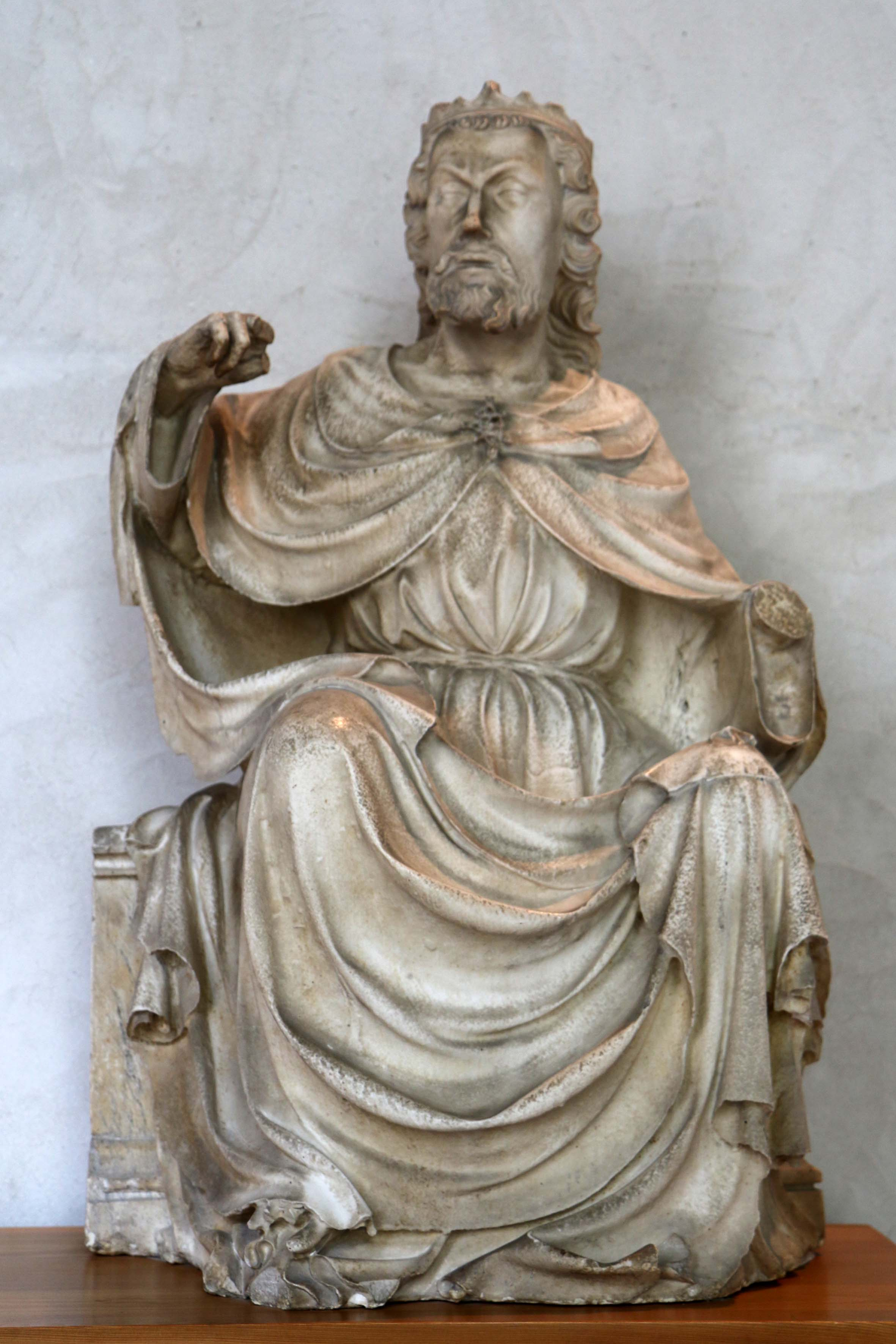
Le Christ couronnant la Vierge

### Salle 3: la peinture en Italie auxXIIIeetXIVesiècles
La collection du musée relative à cette période est exclusivement constituée de peintures réalisées sur des panneaux de bois, essentiellement du peuplier. Il ne faut cependant pas oublier que durant cette longue période les peintres réalisaient également des fresques, décoraient des livres (enluminures) et peignaient des statues. Les œuvres présentées sont :
- Atelier du maître de la Madeleine : La Cène, (58 × 162 cm), Toscane, fin du XIIIe siècle,peinture sur fond d'or et panneau de sapin[J 1]. Les visages et la chevelure des personnages sont empreints de la tradition byzantine avec des traits accusés et une expression sévère et grave.
- Maître de 1310 : La Vierge de majesté avec six anges et les donateurs, (215 × 132 cm), vers 1310, peinture sur fond d'or et bois de peuplier. Ce tableau a été réalisé pour l'autel majeur d'une église et a été offert par Filippo Pace et son épouse.
- École des Berlinghieri (Maître de Calci ?) : Crucifixion, 43 × 34 cm, fond or sur peuplier. Ce fragment de crucifix appartient à un type de croix peinte suspendue dans le chœur des églises, qui se développe en Toscane au XIIIe siècle.
- Maître de Figline : Dieu le père bénissant, (72 × 41 cm), fond d'or sur peuplier.
- Taddeo Gaddi: Vierge et l'Enfant, (90 × 37 cm), vers 1345, fond d'or sur peuplier. L'ovale régulier du visage de la Vierge, le front haut, l'importance donnée au volume des joues et du menton sont très caractéristiques[GL 1]
- Maître de Santa Maria dei servi : Vierge et l'Enfant en majesté entourés de saint Pierre et saint Paul et quatre anges, (58 × 48 cm), 1375/1400, fond d'or sur peuplier.
- Puccio di Simone : Triptyque, (54 × 48 cm), vers 1340, fond d'or sur bois de saule. Le Couronnement de la Vierge, (65 × 33 cm), après 1354, fond d'or sur bois de peuplier.
- Niccolò di Tommaso : Triptyque, (80 × 58 cm), vers 1365, fond d'or sur bois de peuplier. Ce triptyque représente une Vierge d'humilité avec des saints.
- Giovanni Baronzio : Christ de pitié, (47 × 32 cm), vers 1350, fond d'or sur bois.
- Pseudo Jacopino di Francesco : La Crucifixion, (47 × 37 cm), vers 1330, fond d'or sur bois de peuplier.
- Paolo Veneziano : La Vierge et l'Enfant, (44 × 39 cm), vers 1345, fond d'or sur bois de peuplier. Il s'agit du panneau central d'un triptyque analogue à celui intact qui se trouve à la Galerie nationale de Parme ; ce tableau aurait pu être surmonté d'une crucifixion exposée à la National Gallery of Art de Washington[ML 1].

- Salle 3 : Peinture italienne aux XIIIe et XIVe siècles

Salle 3 : Peinture italienne aux
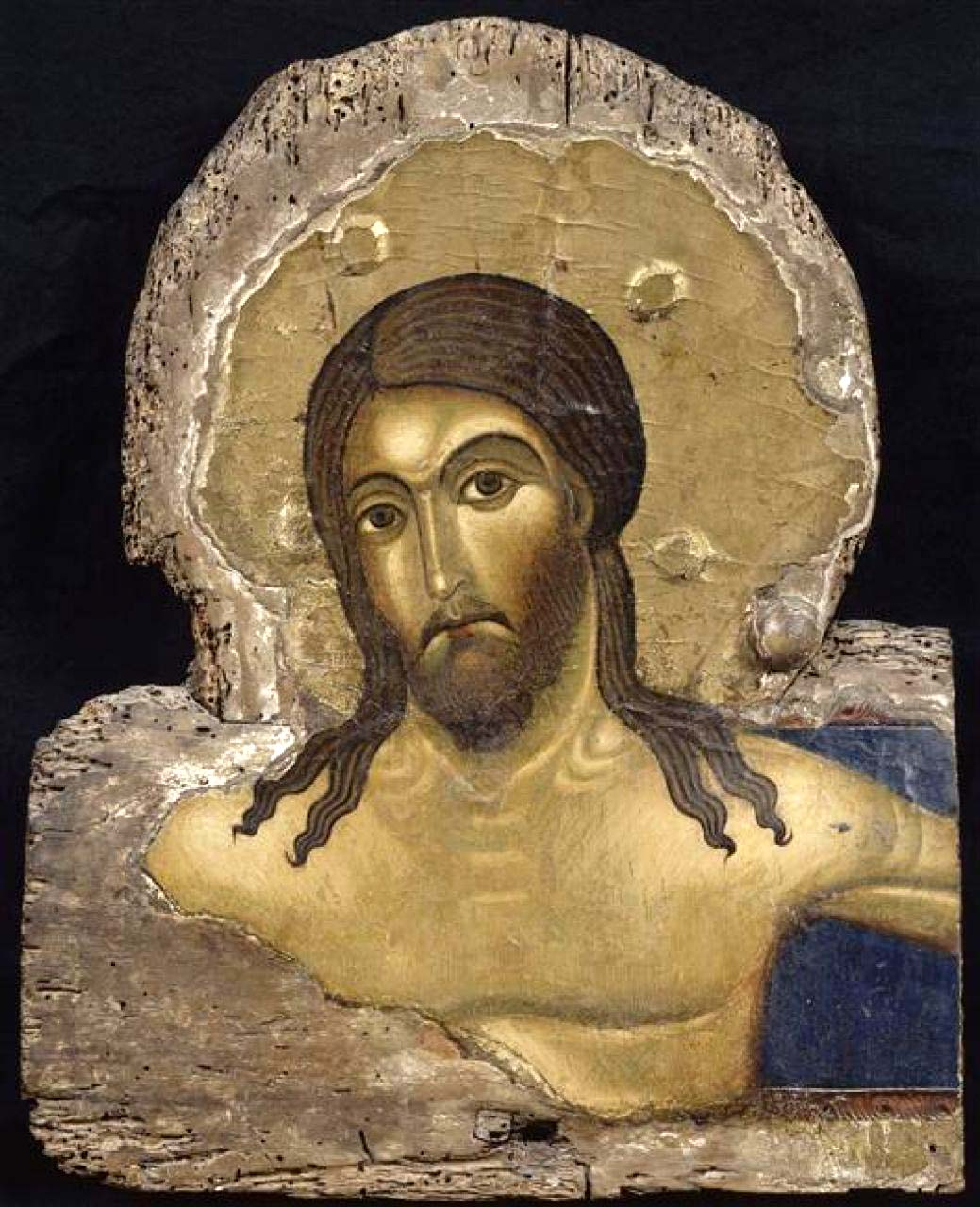
Crucifixion, école des Berlinghieri
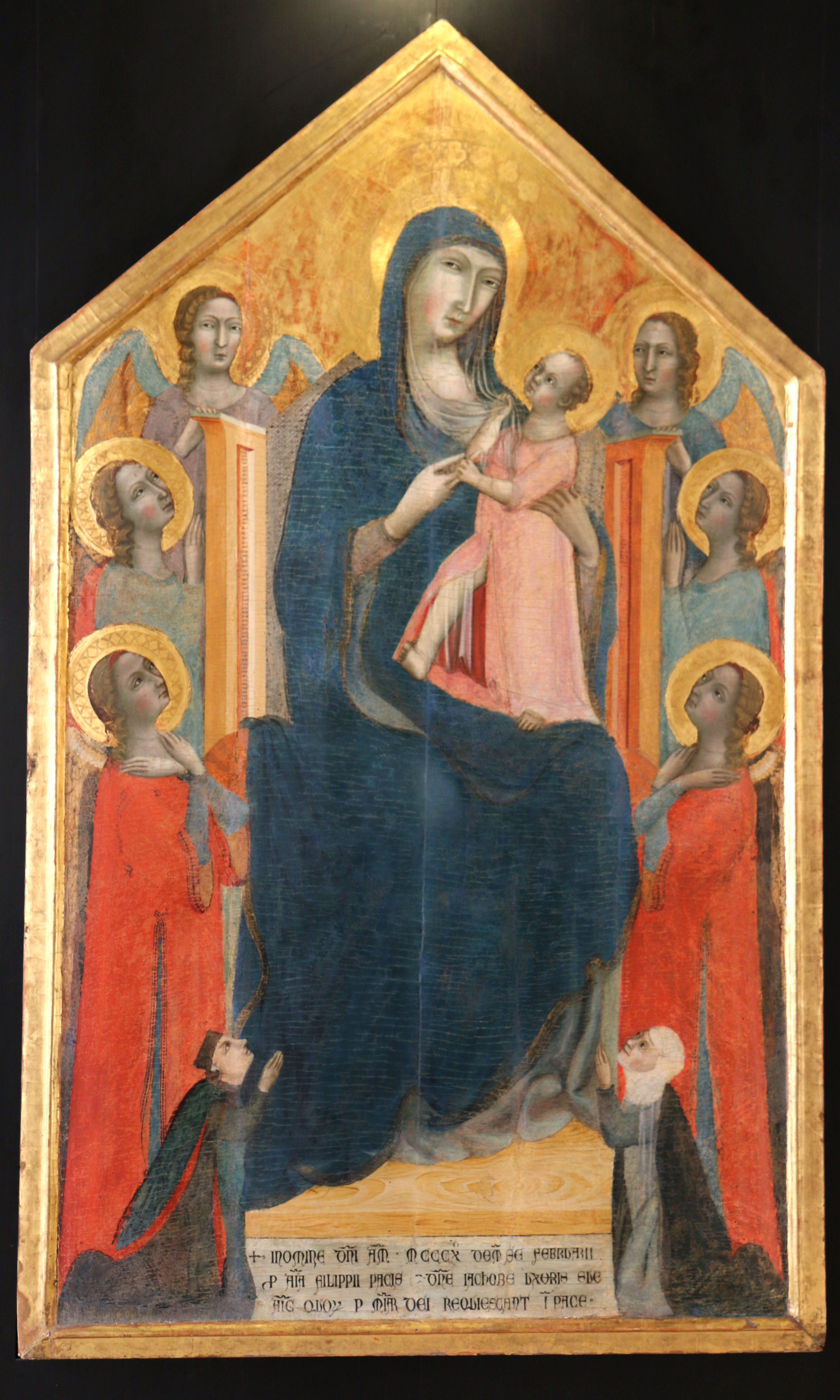
La Vierge de majesté, maître de 1310
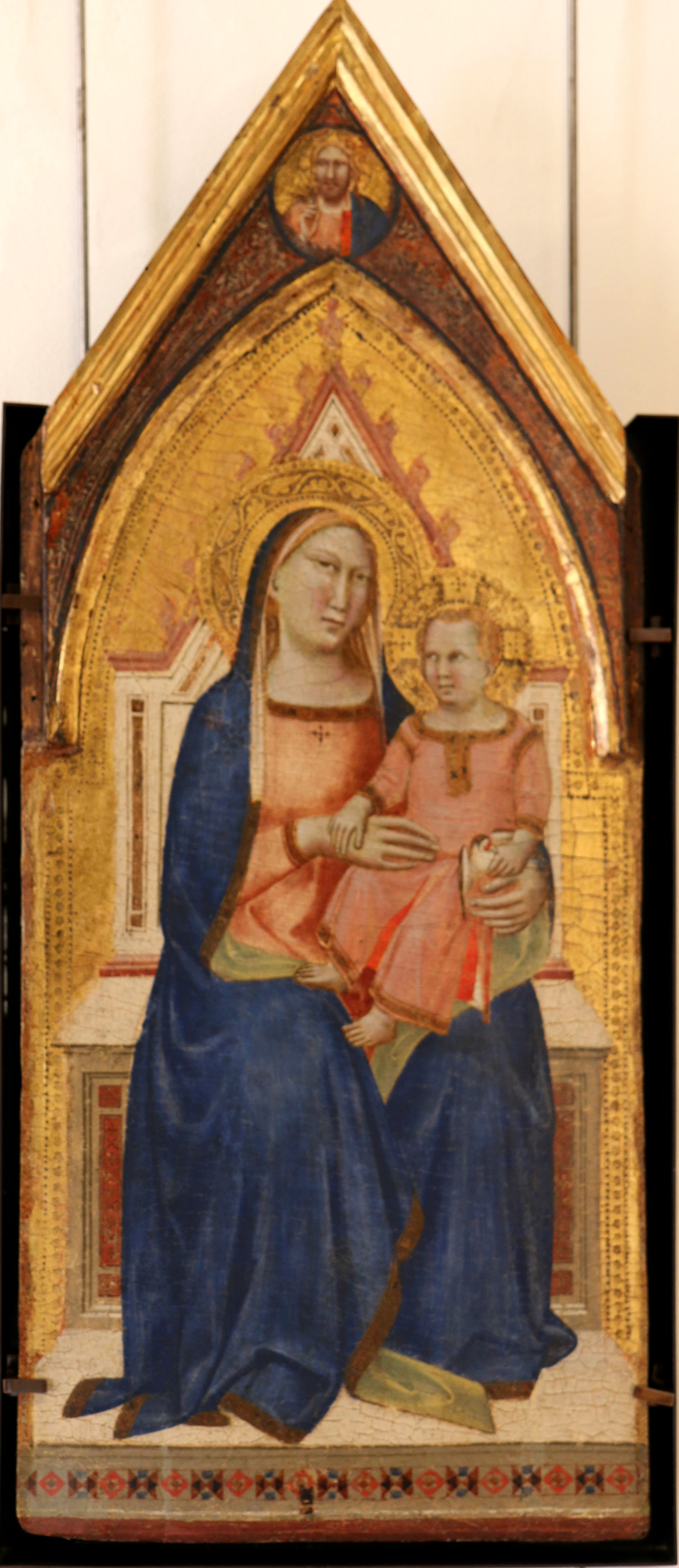
Vierge et l'Enfant, Taddeo Gaddi
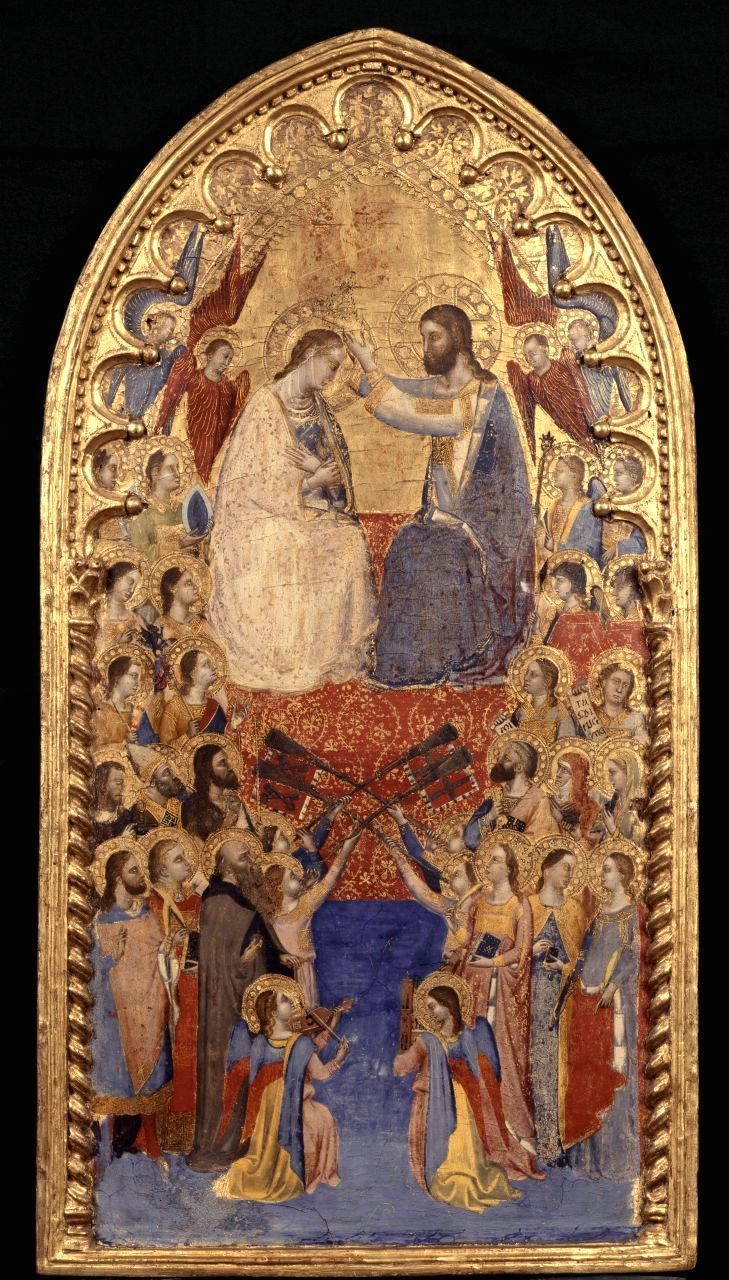
Le couronnement de la Vierge, Puccio di Simone
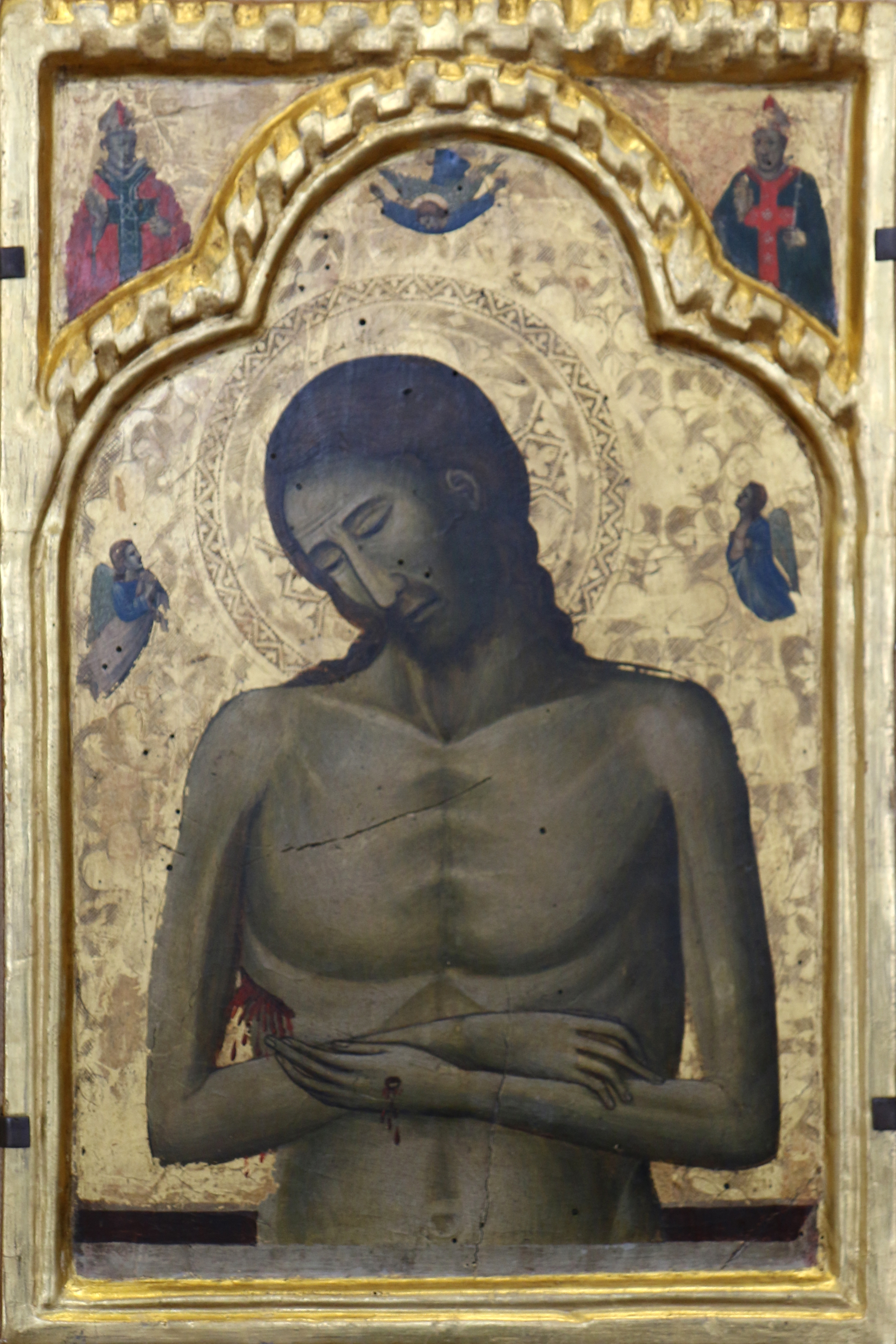
Christ de pitié, Giovanni Baronzio
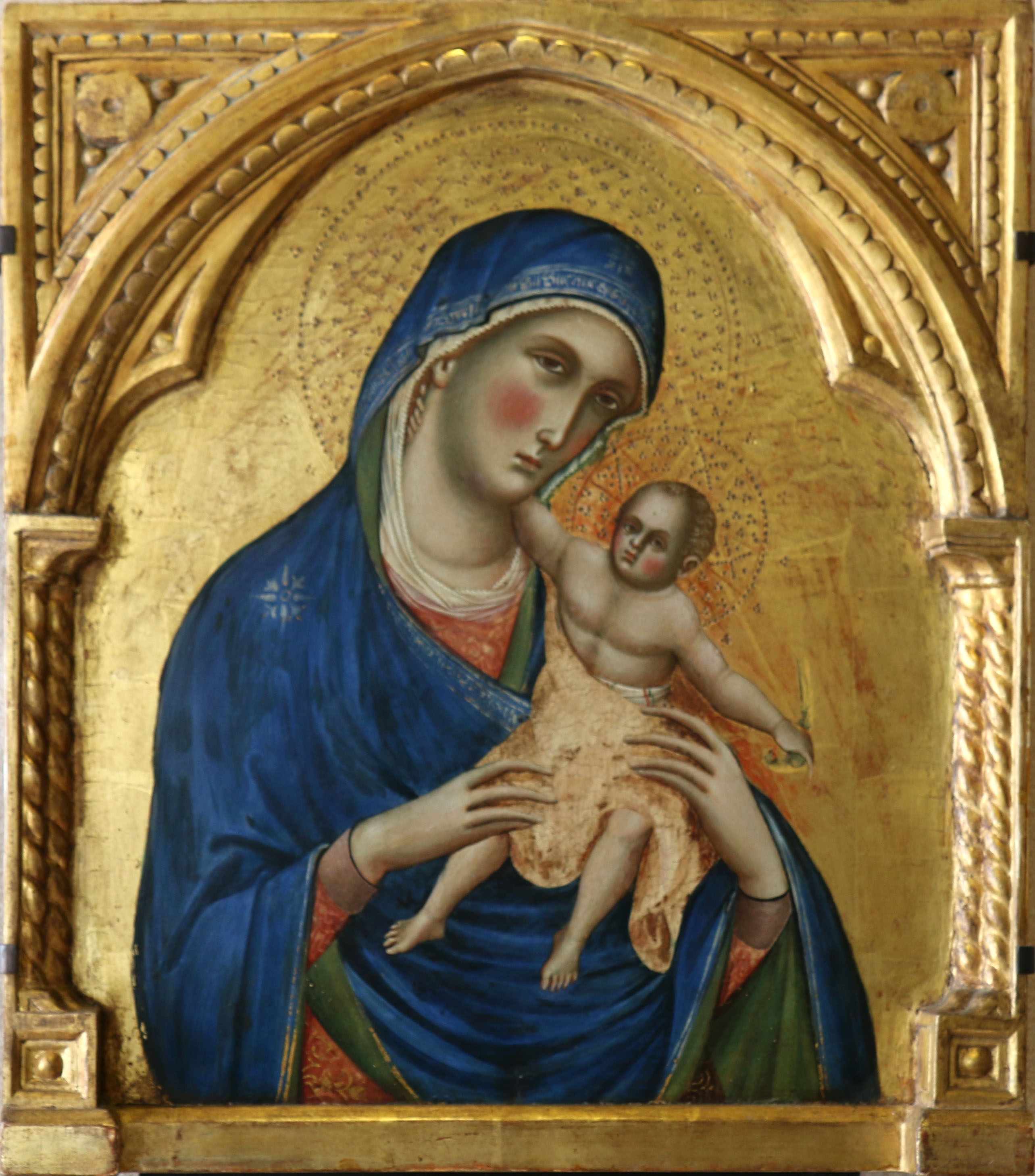
La Vierge et l'Enfant, Paolo Veneziano

### Salle 4: École siennoise
Cette salle donne un aperçu de ce que fut la peinture siennoise de 1350 à 1420. 
- Maître de la Pieta : La Pieta, (60 × 42 cm), ce tableau constitue l'une des premières images de ce type à Sienne.
- Paolo di Giovanni Fei : Saint-Jean-Baptiste (63 × 36 cm)
- Bartolo di Fredi : La Vierge de L'Annonciation (46 × 30 cm), il s'agit de la reprise exacte de l’Annonciation peinte en 1333 par Simone Martini, L'Adoration des bergers (160 × 96 cm), Saint Jean l'évangéliste. Les deux derniers tableaux appartenaient à un grand polyptyque probablement destiné à l'église San Domenico de Sienne.Ces tableaux sont réalisés avec des matériaux précieux (or, lapis-lazuli) et avec une recherche des détails. Saint évêque, Saint Antoine abbé.
- Taddeo di Bartolo : La Vierge de l'Annonciation, (77 × 51 cm), tableau probablement peint à Pérouse vers 1403, La Vierge et l'Enfant (104 × 69 cm), Saint Pierre (82 × 39)
- Gregorio di Cecco : Crucifixion
- Cecco di Pietro : Saint Pierre, Saint Barthélemy, Saint Jean-Baptiste et Saint Nicolas, ces quatre tableaux sont datés de 1386.
- Turino Vanni : Assomption de la Vierge, (120 × 89 cm
- Angelo Puccinelli : Saint Jean-Baptiste et sainte Madeleine, (80 × 52 cm) ; il s'agit du volet droit d'un triptyque dont le volet gauche, représentant sainte Catherine et un saint évêque, est conservé au Paul Getty museum.
- Barnaba da Modena : Vierge et l'Enfant entre saint Jean-Baptiste et saint Michel

Salle 4 : École siennoise
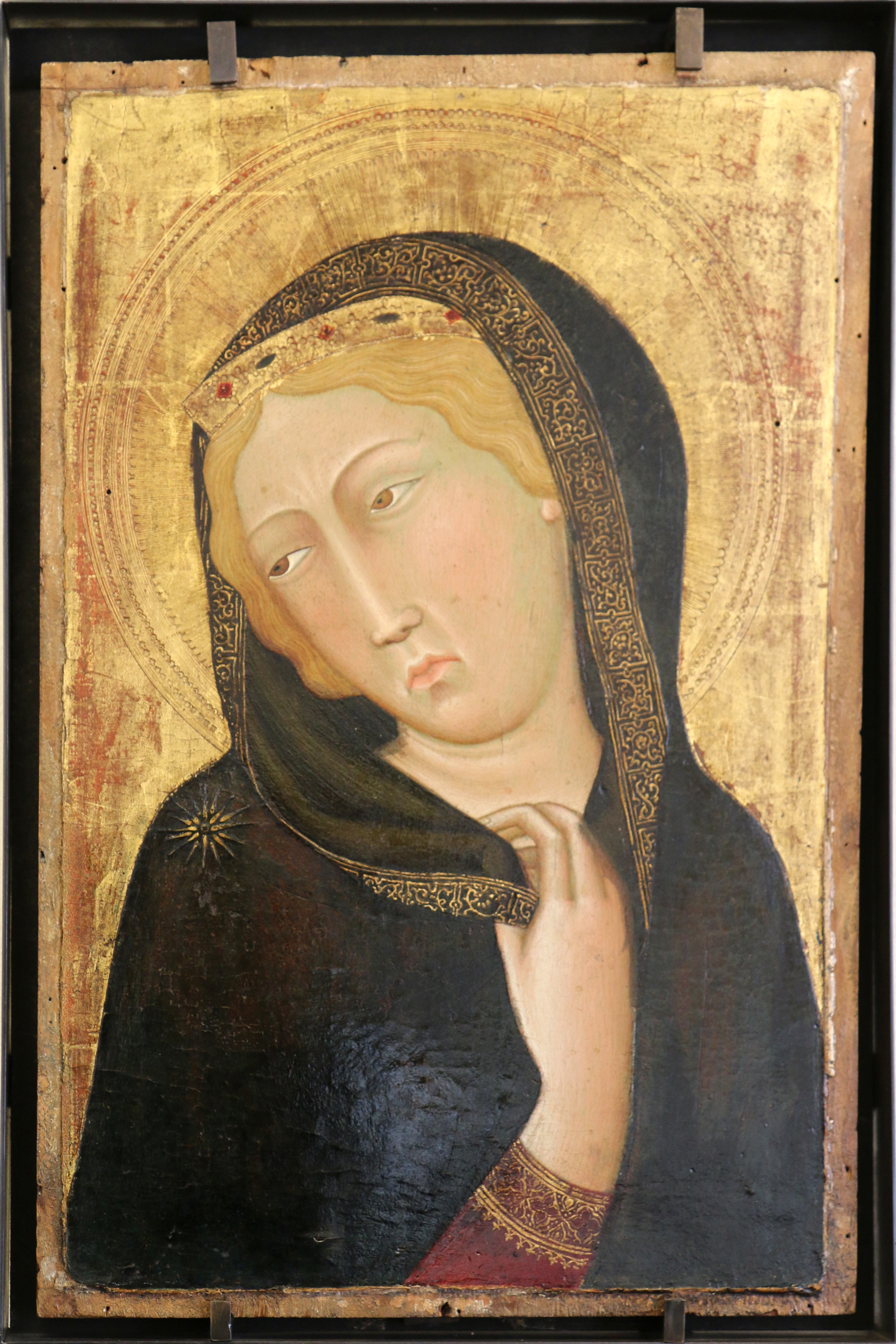
Vierge de l'Annonciation, Bartolo di Fredi
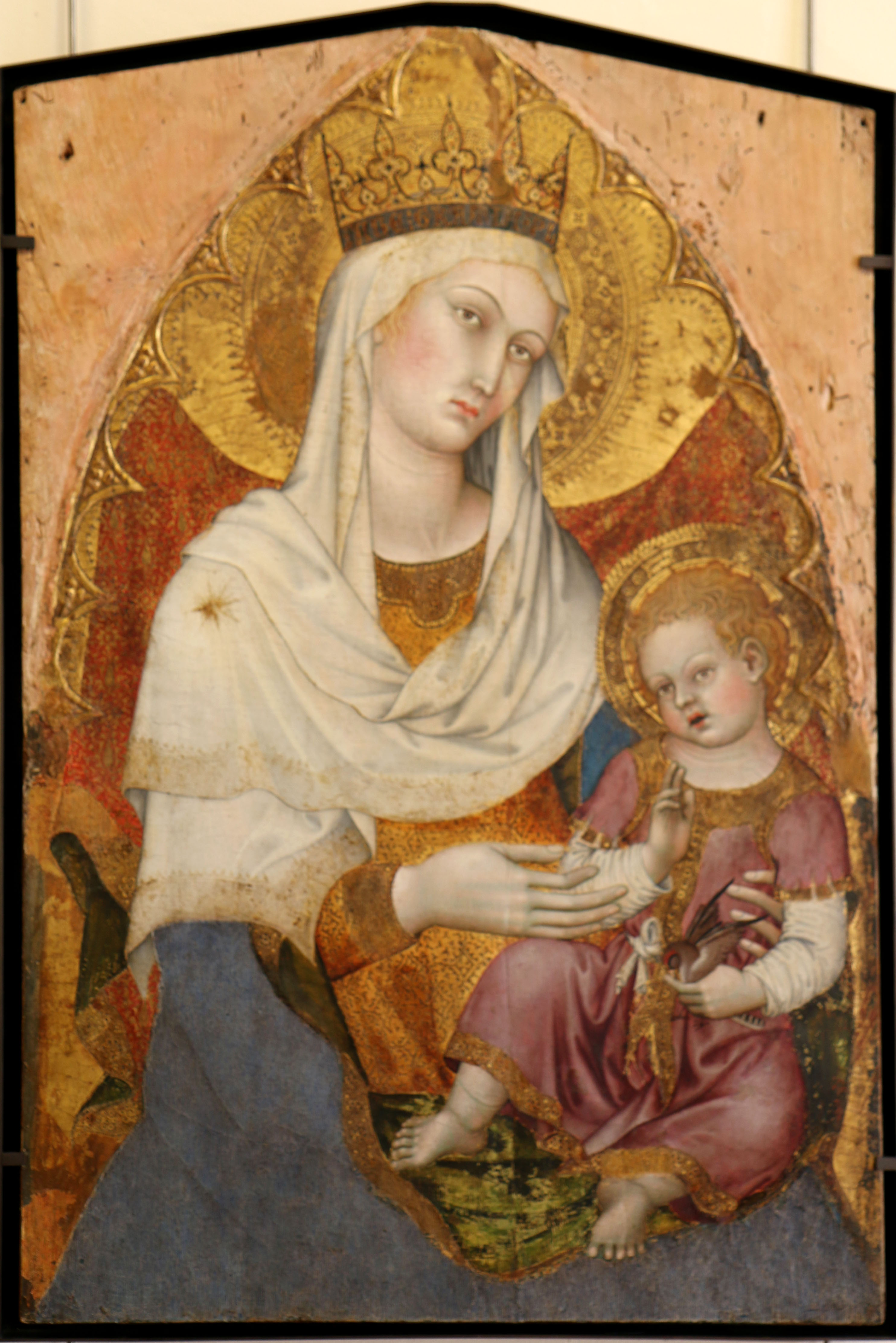
La Vierge et l'Enfant, Taddeo di Bartolo
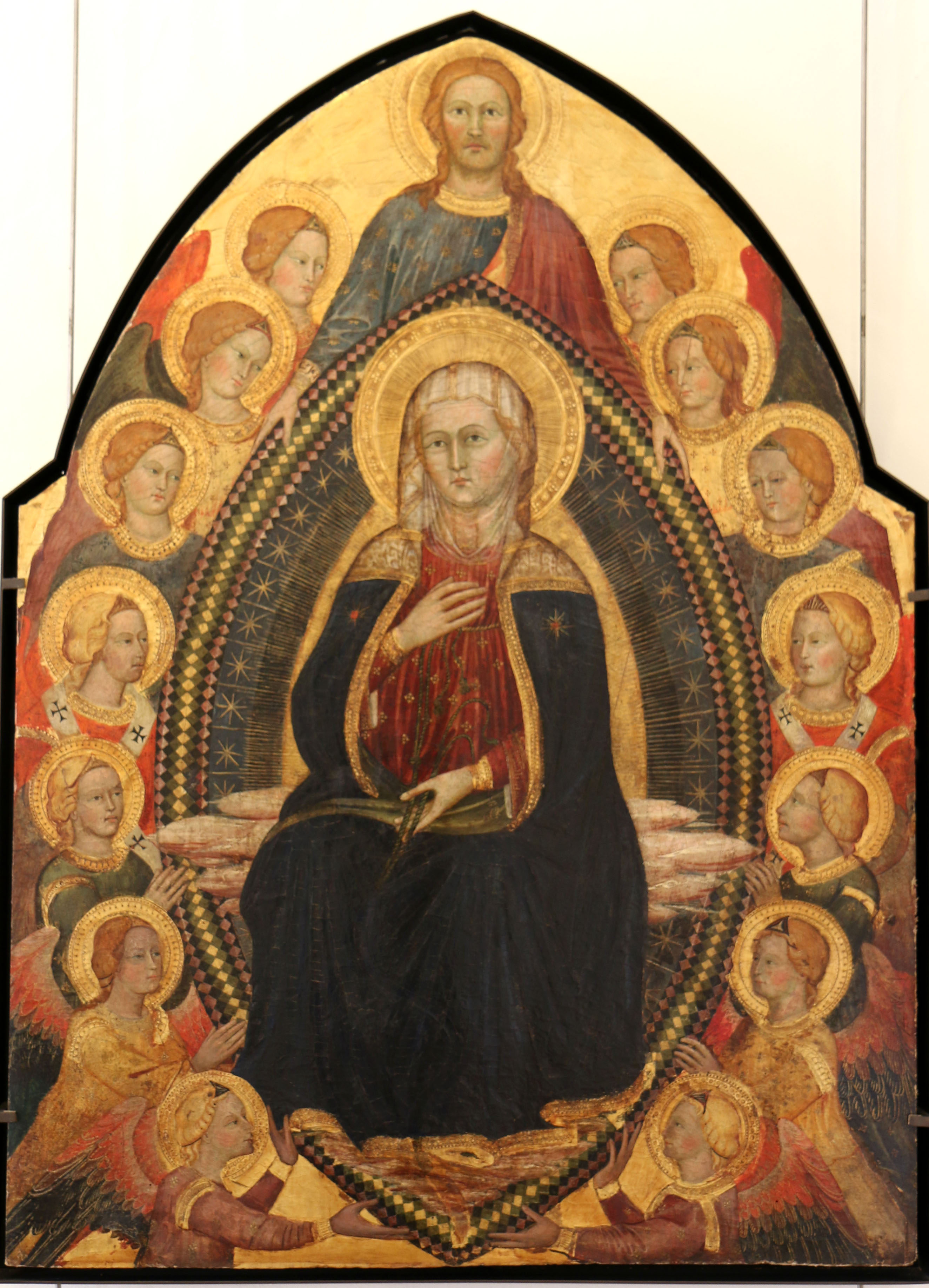
Assomption de la Vierge, Turino Vanni
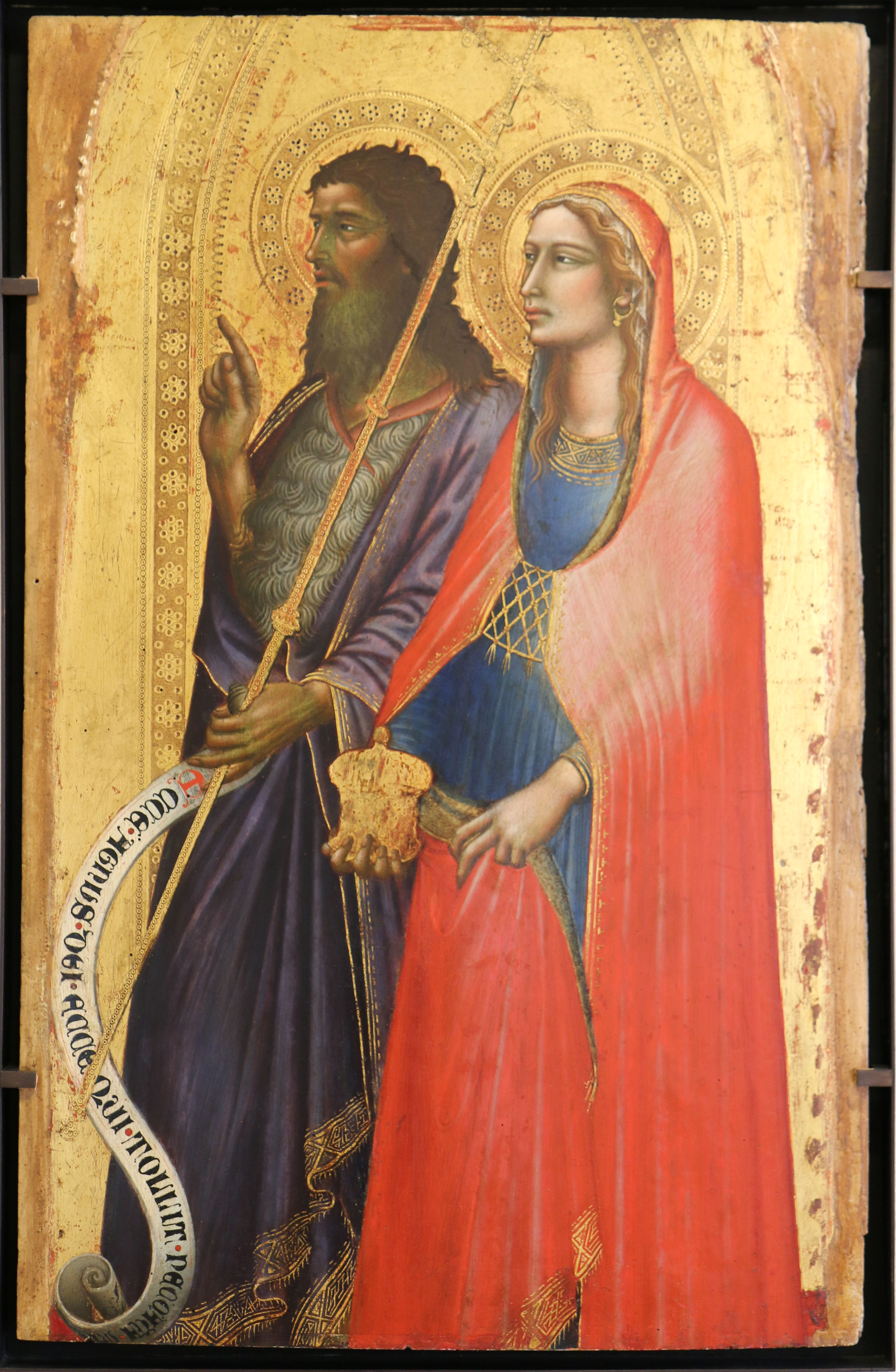
Saint Jean-Baptiste et sainte Madeleine, Angelo Puccinelli
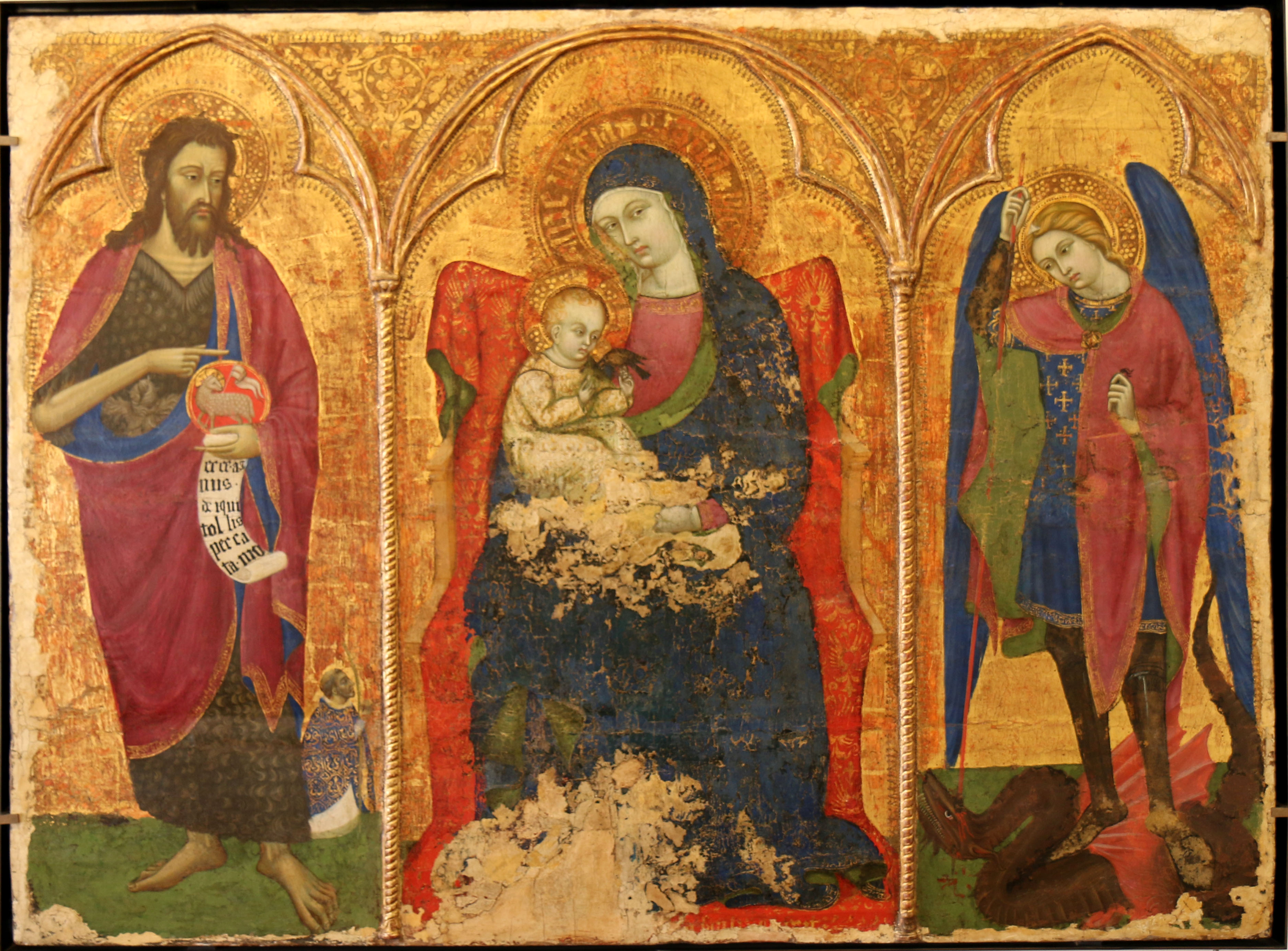
Vierge et l'Enfant entre saint Jean-baptiste et saint Michel, Barnaba da Modena

### Salle 5: Florence: production picturale de 1370 à 1420
La peste noire qui sévit à Florence en 1348 en exterminant près de la moitié de la population, marqua profondément les esprits et entraîna le développement d'une piété inquiète. Les commandes religieuses se développent avec des types iconographiques nouveaux : homme de douleur, Pietà, Vierge d'humilité. Cette salle illustre cette période avec les tableaux suivants :
- Lorenzo di Bicci : Crucifix peint, (225 × 159 cm)[J 2], ce crucifix est parvenu jusqu'à nous après une transformation de la partie supérieure. Les deux bras originaux du Christ se distinguent nettement rabattus et insérés le long du corps, les deux renflements latéraux correspondant à l'emplacement des mains[ML 2]. Sainte Lucie et saint Blaise
- Niccolò di Pietro Gerini : La Vierge d'humilité, (145 × 81 cm), cette Vierge allaitante, médiatrice et consolatrice, assise au sol sur un coussin , constitue un type d'image très répandue. La Vierge et l'Enfant, (107 × 55 cm), réalisé vers 1370-1375.
- Agnolo Gaddi : Le Calvaire, (102 × 45 cm)[J 3]
- Tommaso del Mazza : La Vierge et l'Enfant entourés de huit anges, (85 × 61 cm)[J 4], Saint Antoine, saint Jean-Baptiste et le donateur Bonifazio Lupi, (88 × 58 cm)[J 5], Saint Jean l'évangéliste, saint Louis de Toulouse et Catarina de Frazesi[J 6]. Ces trois tableaux constituaient un triptyque qui a pu être reconstitué après avoir été longtemps éparpillé. Cette œuvre a été commandée pour l'autel majeur de l'hôpital fondé à Florence en 1386 par le podestat Bonifazio Lupi. Ce dernier, présenté par saint Antoine de Padoue patron de la ville de Florence, est figuré sur le panneau de gauche, tandis que son épouse Catarina de Franzesi figurée sur celui de droite est présentée par saint Louis de Toulouse, saint français, par allusion à son patronyme[GL 2]. Les deux donateurs sont représentés agenouillés et en prière. Une autre œuvre attribuée à cet artiste est exposée. Il s'agit d'un fragment de fresque détaché de la façade d'une maison de Florence représentant Saint Christophe et l'Enfant Jésus.
- Mariotto di Nardo : Vierge à l'Enfant avec quatre saints et trois anges musiciens, (94 × 54 cm)[J 2], la Vierge est assise sur un coussin d'étoiles. La Vierge en gloire avec les apôtres, (80 × 52 cm). Un ensemble de huit très petits tableaux représentant diverses scènes de la vie du Christ : Nativité, la Cène, Flagellation, Crucifixion, Déploration, Christ au sépulcre, Résurrection et Noli me tangere. Cet ensemble était peut-être destiné à orner un meuble de sacristie. Une autre œuvre attribuée à cet artiste est exposée : Vierge et l'Enfant avec six saints, (53 × 49 cm).

Salle 5 : Production de Florence de 1370 à 1420
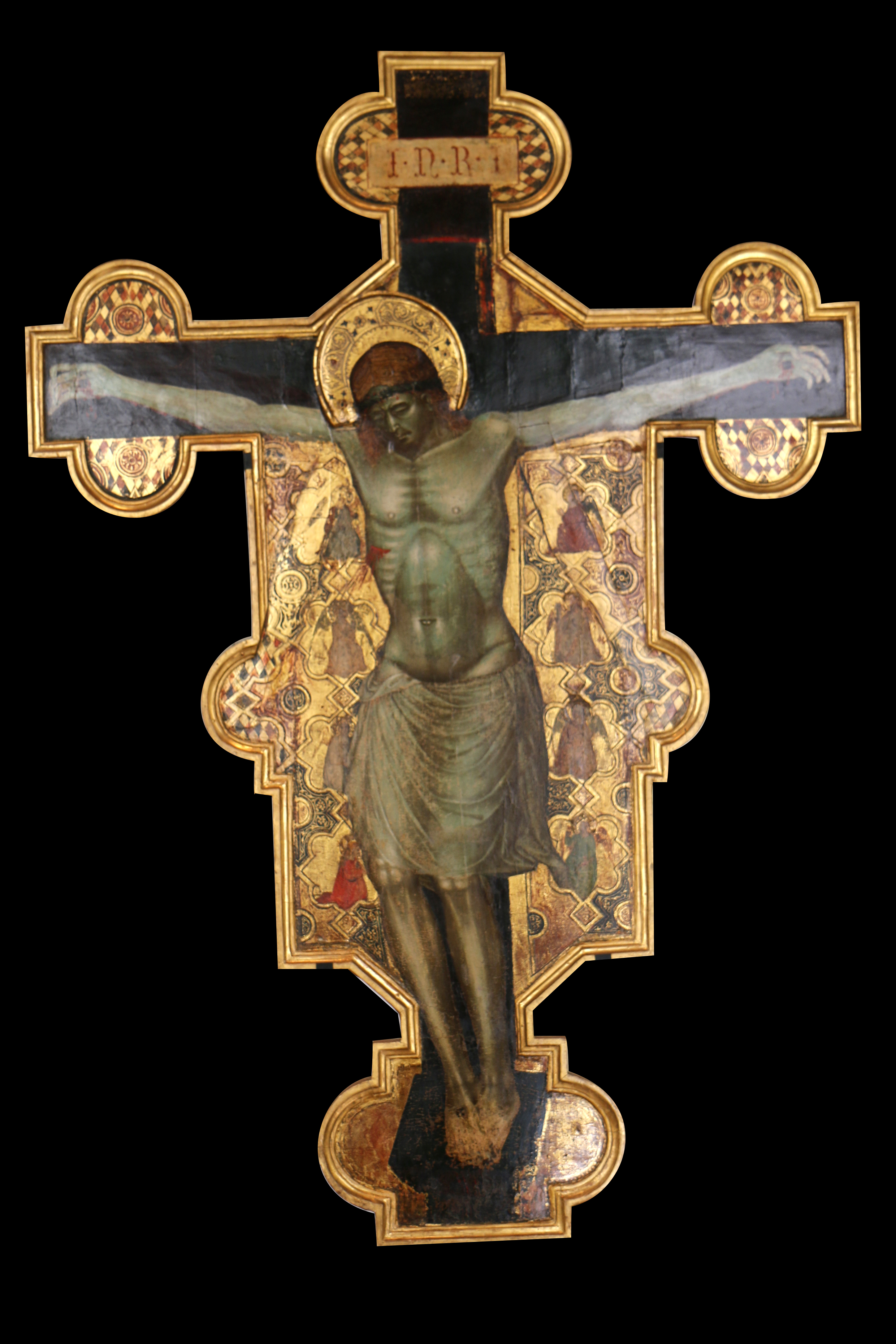
Crucifix peint,  Lorenzo di Bicci
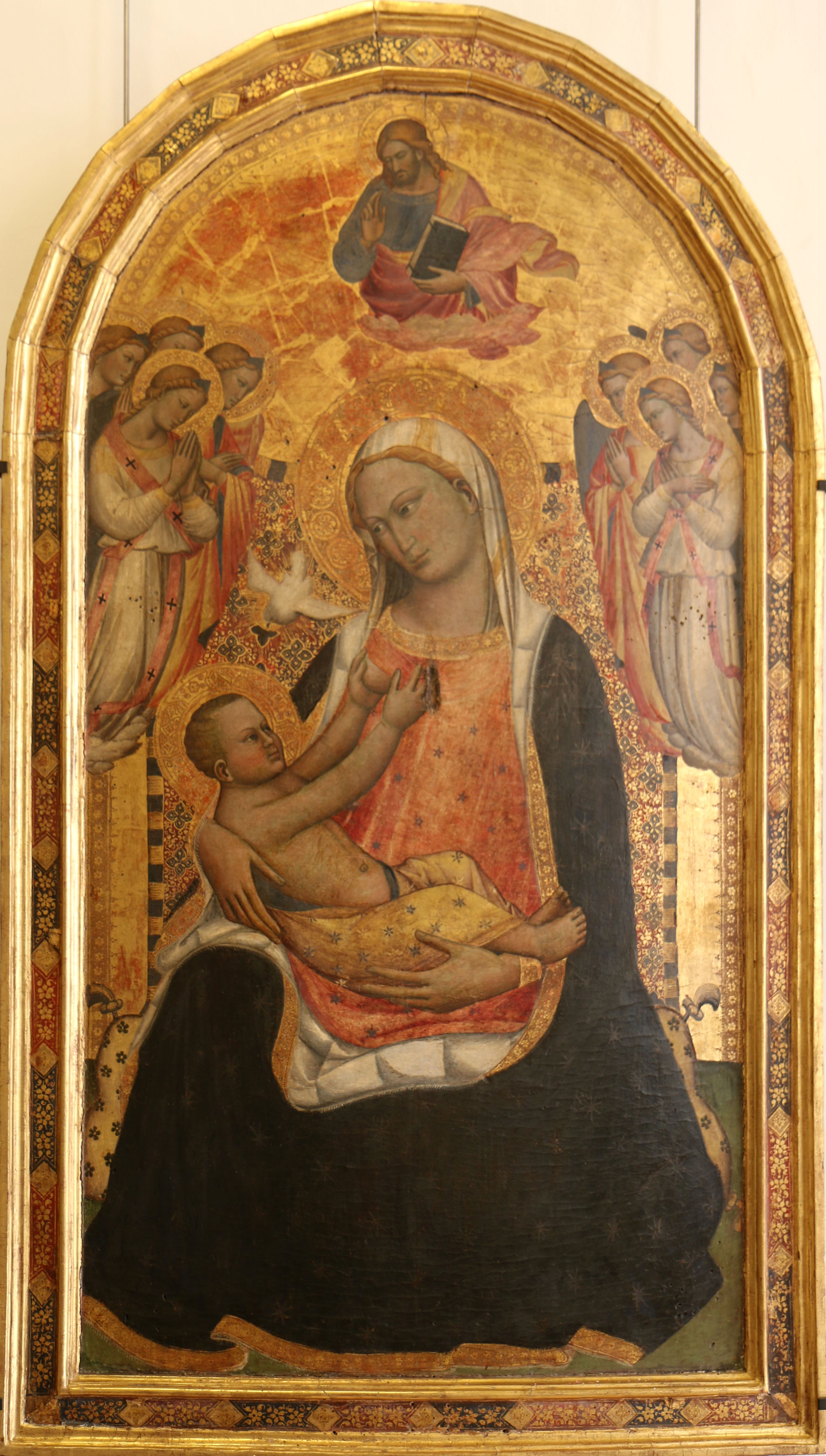
La Vierge d'humilité, Niccolo di Pietro Gerini
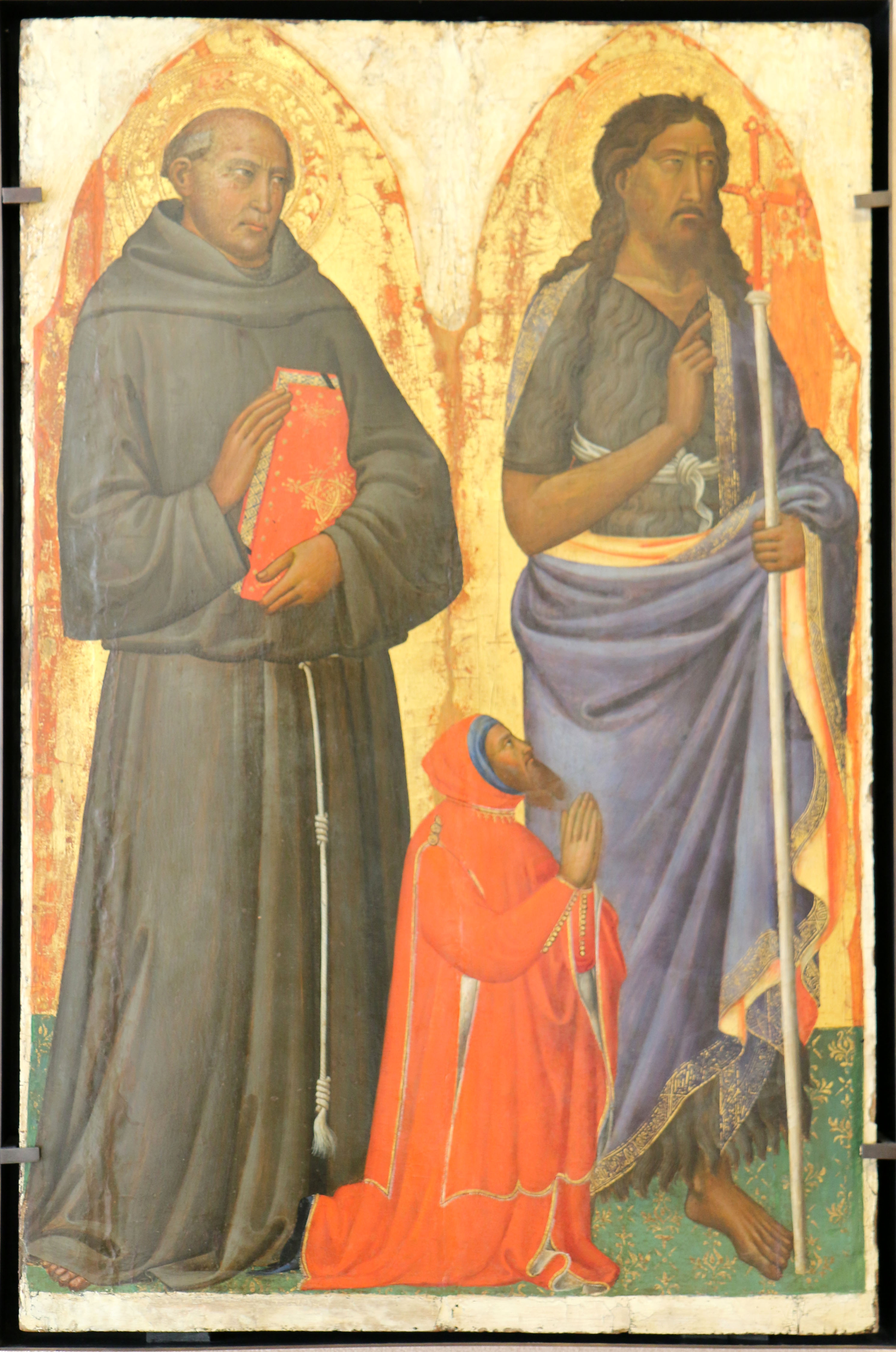
Saint Antoine, saint Jean-Baptiste et Bonifazio Lupi Tommaso del Mazza
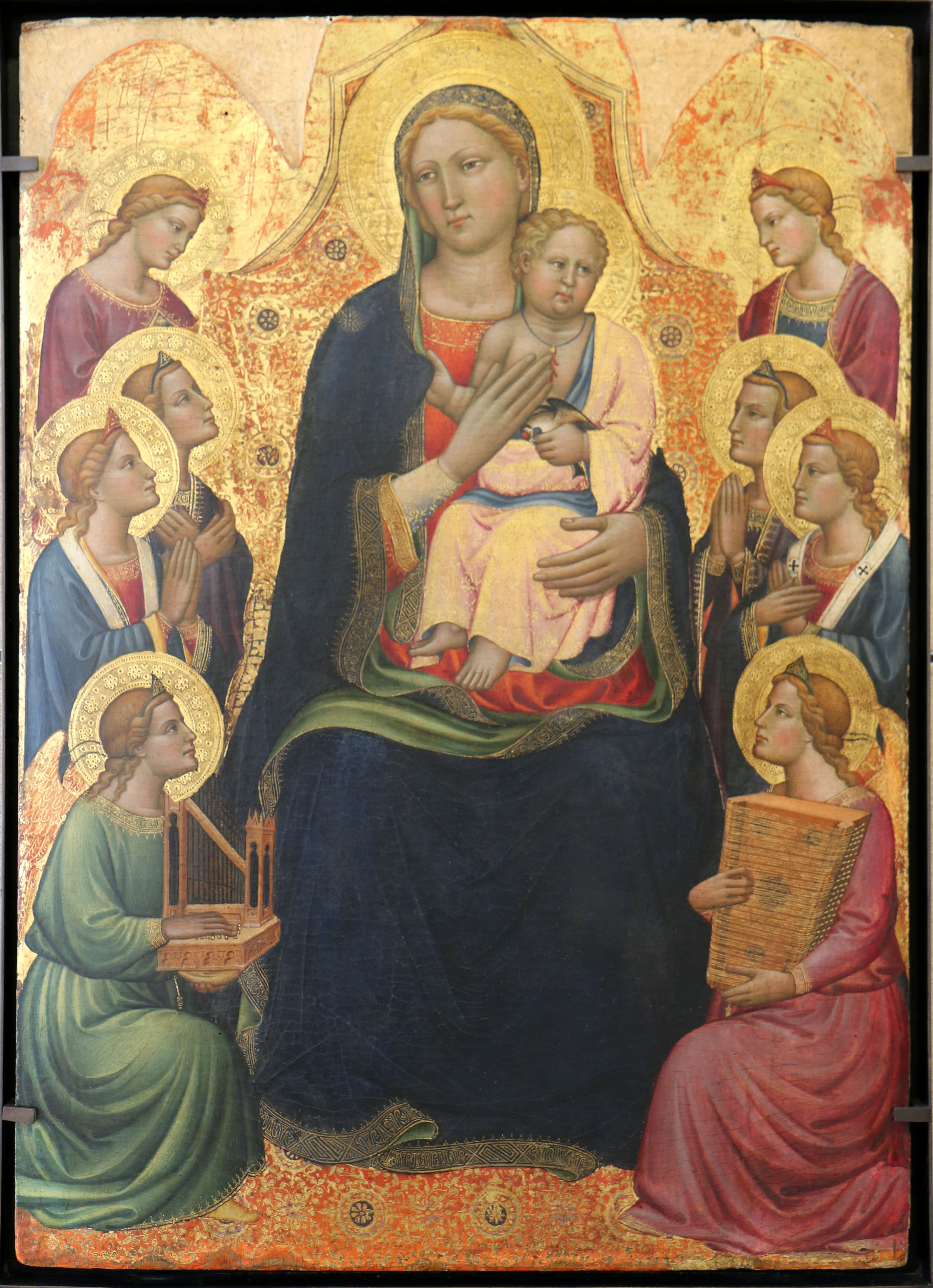
La Vierge et l'Enfant entourés de huit saints Tommaso del Mazza
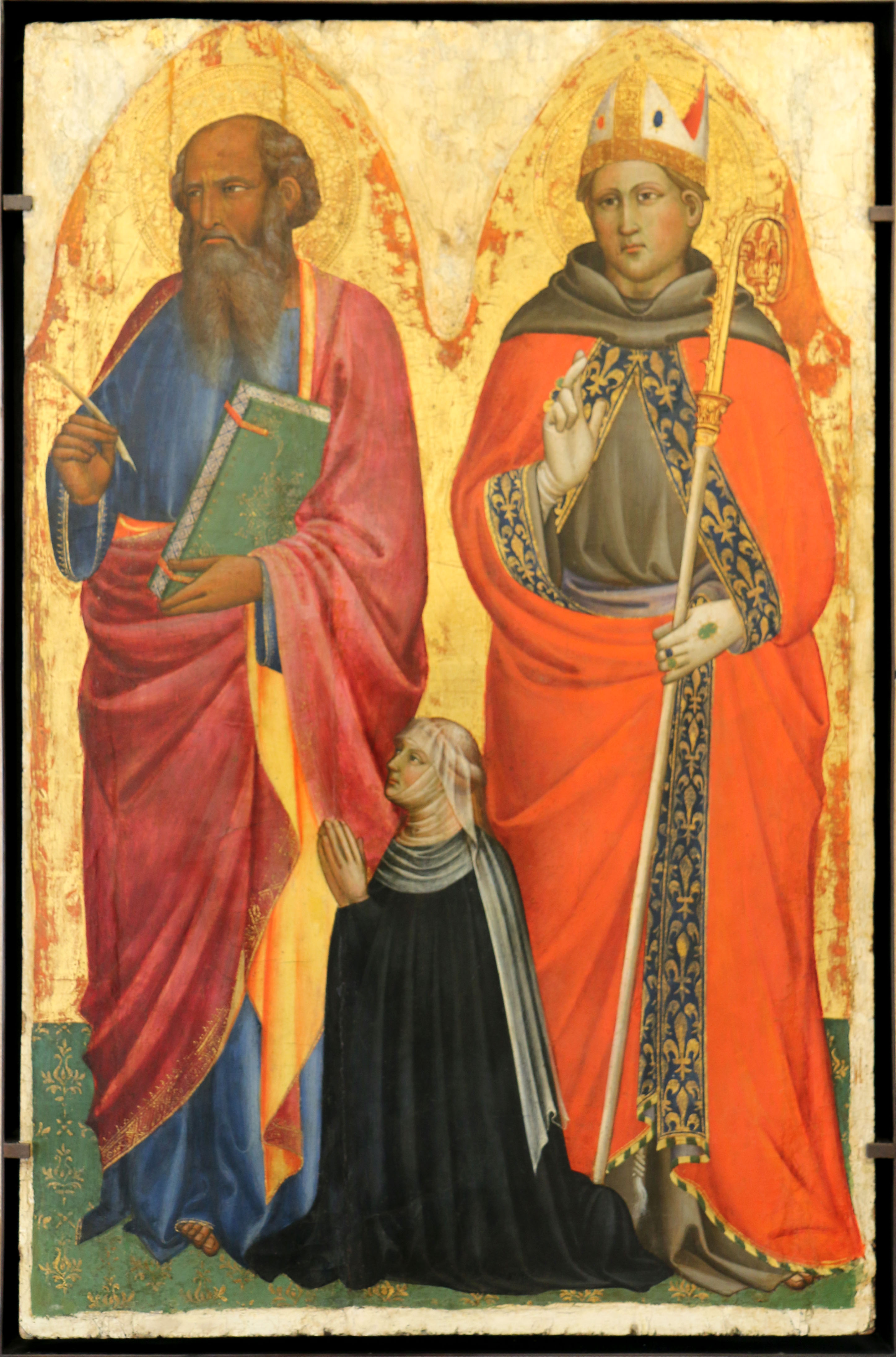
Saint Jean l'évangéliste, saint Louis de Toulouse et Catarina de Franzesi Tommaso del Mazza
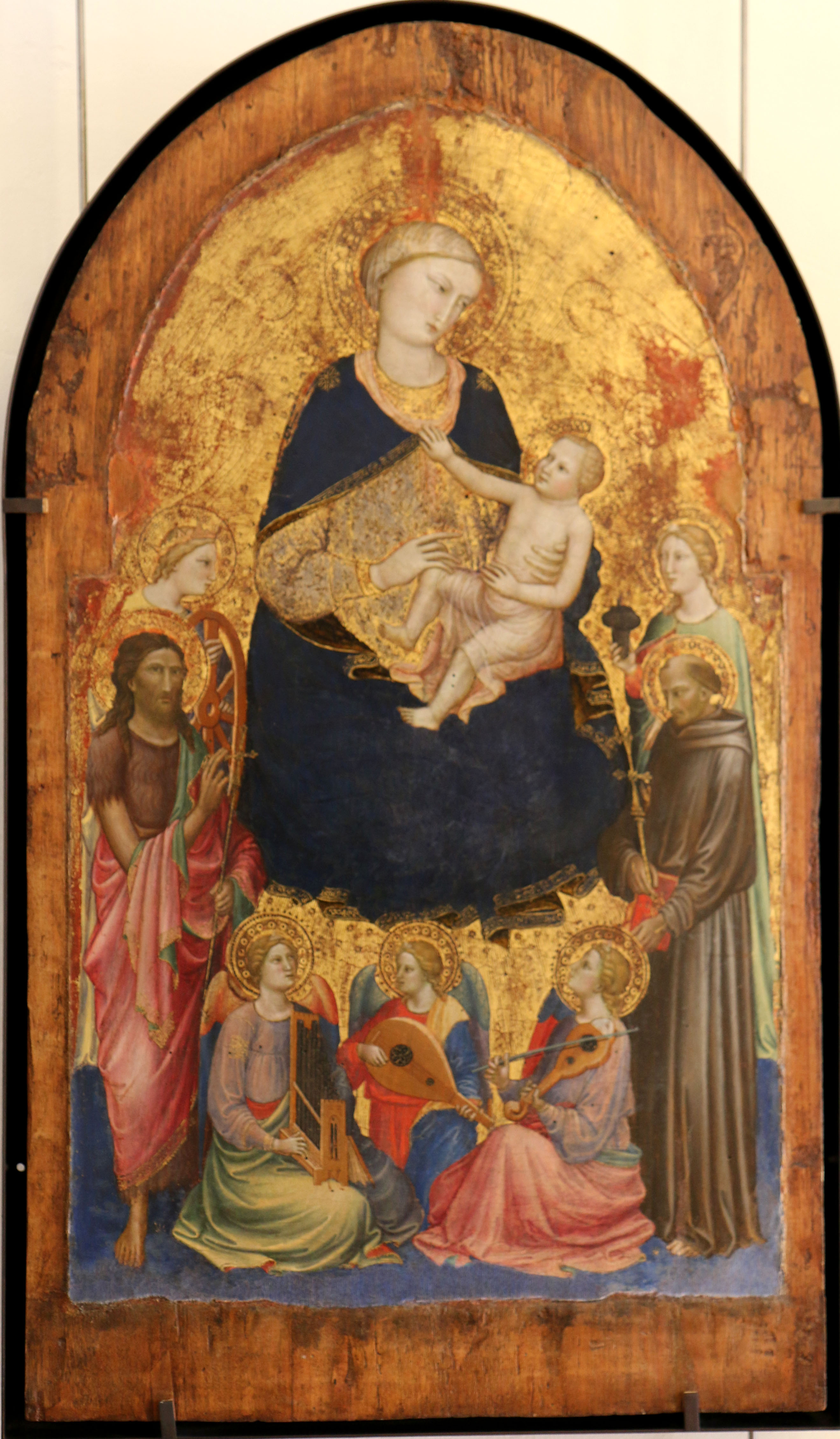
Vierge à l'Enfant avec quatre saints et trois anges musiciens, Mariotto di Nardo

### Salle 6: La peinture à Florence à la fin duXIVesiècle
- Lorenzo Monaco (atelier de) : Triptyque de saint Laurent, (162 × 150 cm), 1407, fond d'or et peuplier[J 7]. Ce triptyque a été signalé au XVIIe siècle sur l'autel de l'église San Salvatore de Monteloro. La prédelle correspondante, conservée à la pinacothèque vaticane à Rome et représentant saint Ansano, saint Laurent et sainte Marguerite, pourrait être une œuvre d'un des collaborateurs de Lorenzo Monaco, Bartolomeo di Fruosino, qui aurait également réalisé les petits motifs ornant les pinacles du triptyque[GL 3].
- Gherardo Starnina : L'ange de l'Annonciation, (50 × 39 cm), fond d'or et peuplier ; Vierge de l'Annonciation, (50 × 40 cm), fond d'or et peuplier. Ces deux panneaux constituaient à l'origine les pinacles d'un grand polyptyque qui a été démembré. l'œuvre est datée de 1405. Le lys présenté traditionnellement par l'ange Gabriel, également emblème de Florence, prend ici une place prépondérante de par la présence de ses fleurs charnues.
- Maître du jugement de Pâris du Bargello : Saint Sébastien, (57 × 29 cm), fond d'or et peuplier. Saint Sébastien qui est imploré pour la guérison de la peste n'est pas représenté ici sous son apparence traditionnelle de jeune martyr dévêtu percé de flèches, mais sous la forme d'un héros vêtu d'une tunique et d'un manteau.
- Alvaro Pires : Saint diacre, (58 × 23 cm), vers 1425, fond d'or sur bois. Ce tableau qui représente peut-être saint Laurent constituait un des éléments d'un pilastre latéral d'un retable. La forme du panneau est caractéristique de la production toscane du début du XVe siècle.

Salle 6 : Peinture à Florence à la fin du XIVe siècle
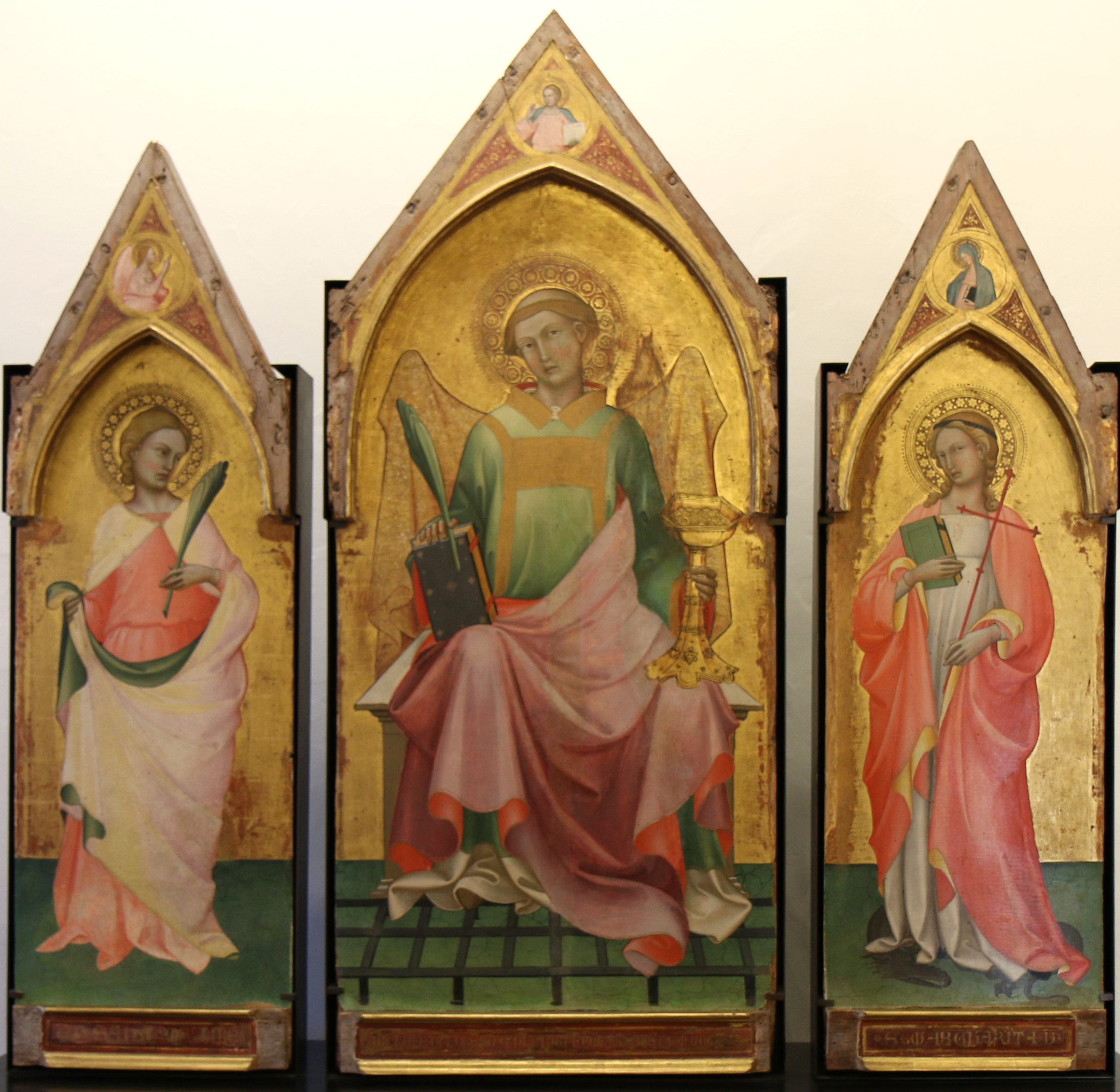
triptyque de Saint Laurent Lorenzo Monaco
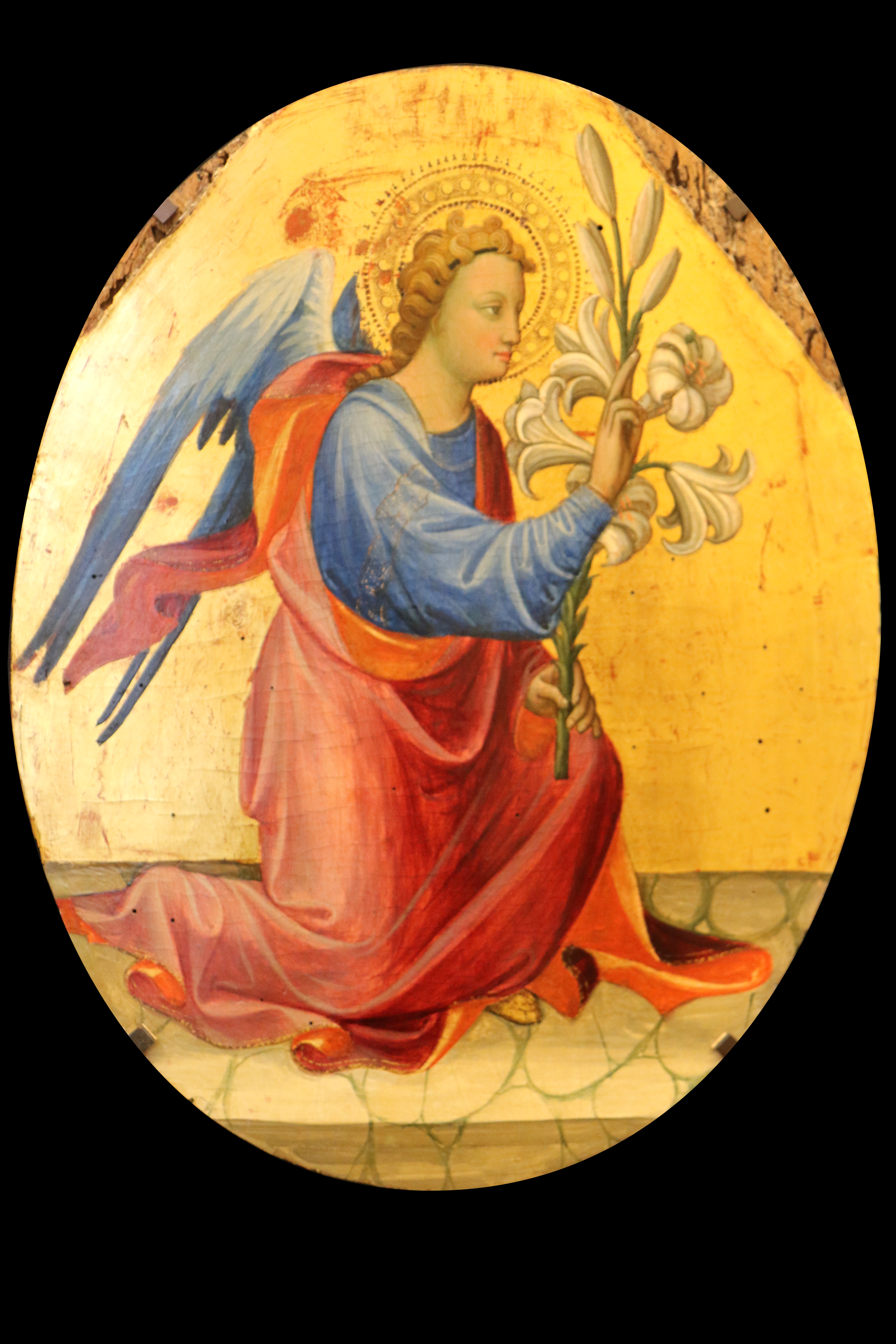
Ange de l'Annonciation, Gherardo Stannina
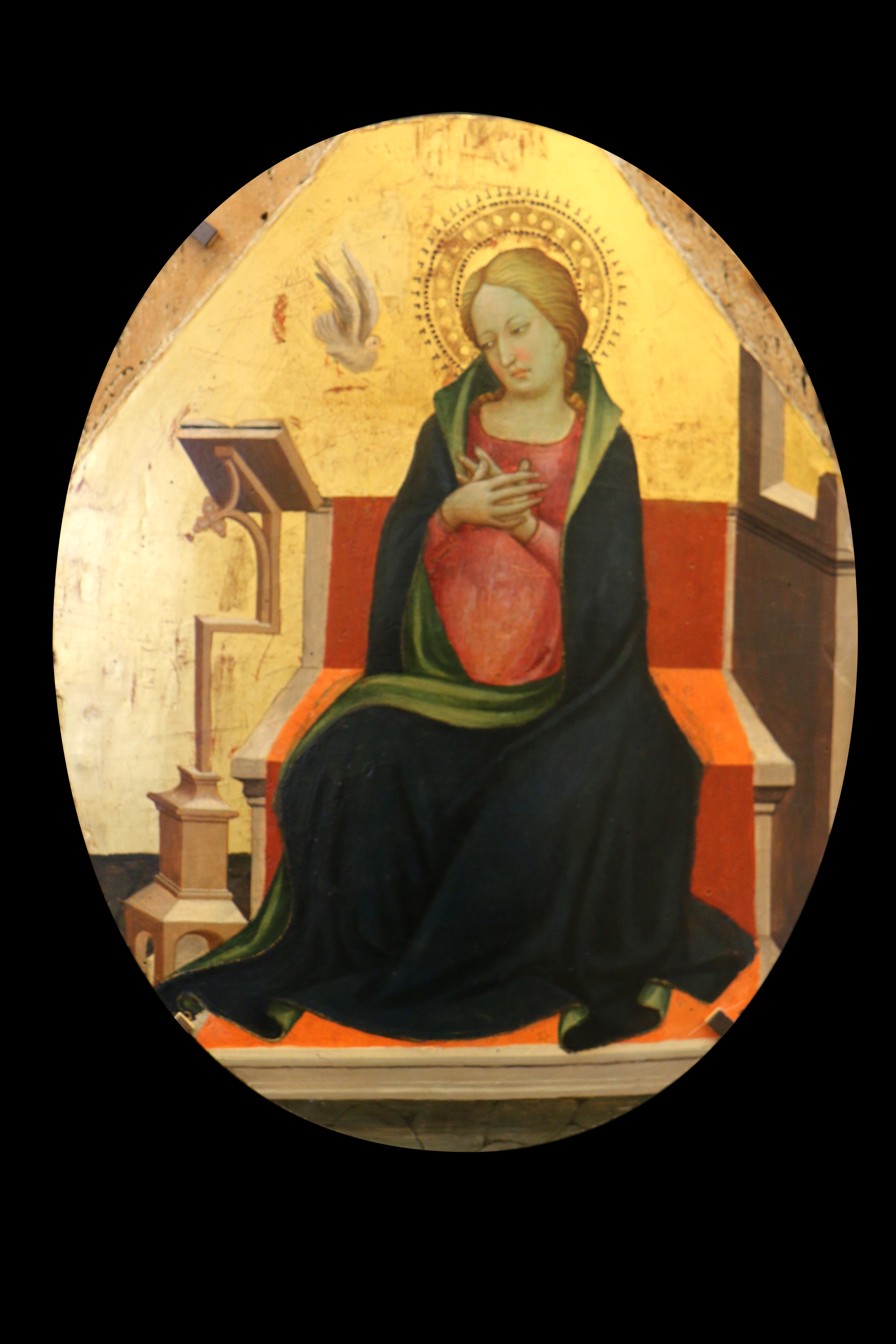
vierge de l'Annonciation

### Salle 7: la peinture à Venise de 1370 à 1410
L'influence de la peinture byzantine perdure à Venise plus longtemps que dans les autres royaumes de la péninsule. cependant dès le début de la seconde moitié du XIVe siècle se manifeste un intérêt pour le style gothique. Les œuvres présentées dans cette salle témoignent tant de la fidélité à la tradition byzantine que de l'ouverture au style gothique.
- Maître du crucifix de Pesaro : La Crucifixion, (113 × 59 cm), 1375-1400, fond d'or et bois.
- Maître de la Madonna del Parto : saint Louis de Toulouse, (51 × 22 cm), vers 1400, fond d'or et peuplier

Salle 7 : Peinture à Venise de 1370 à 1410
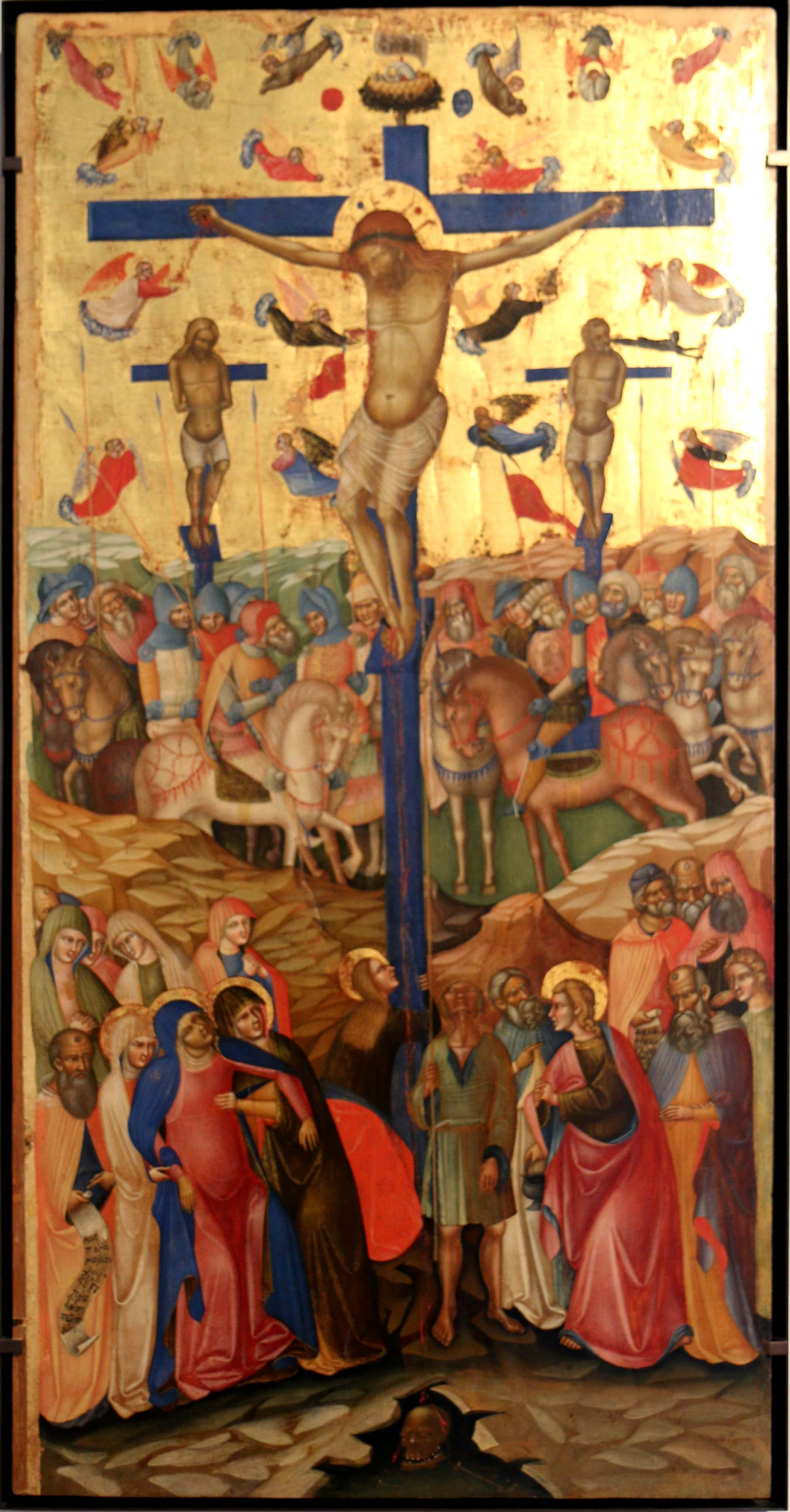
La Crucifixion par le Maître du crucifix de Pesaro
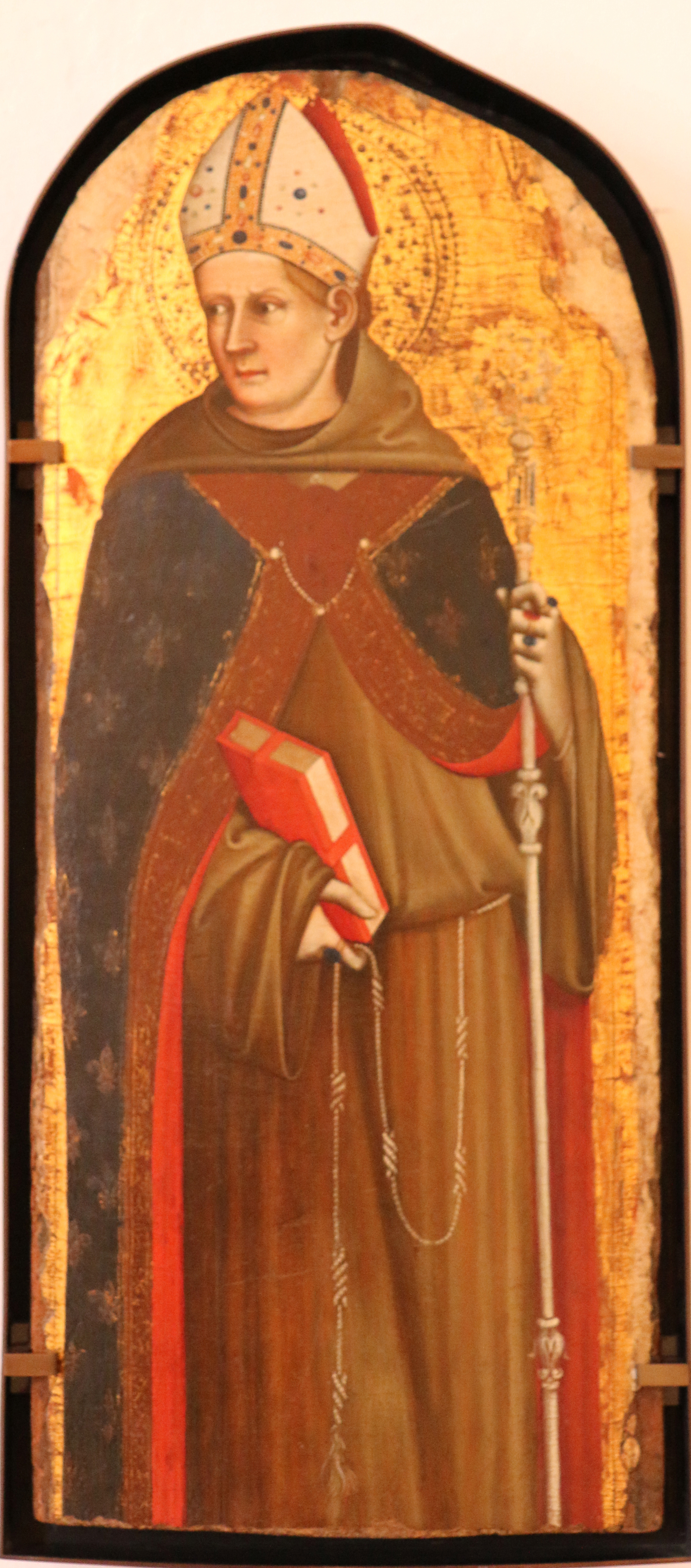
Saint Louis de Toulouse par le Maître de la Madonna del Parto

### Salle 8: le style gothique international auXVesiècle
- Simone dei Crocifissi : Le Couronnement de la Vierge avec les apôtres, 51 × 75 cm, 1375-1400, fond d'or et peuplier. Ce tableau formait peut-être la partie supérieure d'un polyptyque. Il appartient à la période tardive de l'artiste qui a souvent traité ce thème en s'inspirant des compositions de Vitale da Bologna[ML 3].
- Jacopo di Paolo : Le Couronnement de la Vierge, 56 × 82 cm, vers 1400, peinture à l'huile sur peuplier[J 8]. C'est une des rarissimes œuvres du musée signées par l'auteur. Deux donateurs franciscains figurent au premier plan.
- Anonyme (région des Marches) : La Vierge et l'Enfant entre saint Dominique et sainte Madeleine, 190 × 196 cm, première moitié du XVe siècle, fond d'or sur peuplier[J 9]. Au-dessus de la Vierge est figuré Dieu le père dans un quadrilobe. Ces trois panneaux appartenaient à un important polyptyque d'une exécution raffinée destiné à orner l'autel d'une église importante peut-être dédiée à saint Dominique. Les visages de la Vierge et de sainte Madeleine sont très abîmés, tandis que la figure de saint Dominique est intacte.
- Anonyme : La Vierge et l'Enfant avec des anges musiciens, 209 × 194 cm, dernier quart du XVe siècle.
- Pietro di Domenico da Montepulciano : La Vierge de miséricorde, 54 × 43 cm, 1400-1425, fond d'or et peuplier[J 10]. C'est un étendard de procession réalisé pour une confrérie de flagellants représentés au premier plan ; ce type iconographique montrant la Vierge abritant le genre humain sous son manteau fut l'un des plus répandus au Moyen Âge et témoigne de la ferveur populaire dans cette région des Marches. Les rehauts d'or sur le vêtements de la Vierge et les ailes des anges, le choix des coloris bleus et rouges, la robe d'or décorée de rinceaux, les fleurettes d'or sur celle de l'Enfant sont empruntés à la tradition fastueusement décorative de la peinture vénitienne[GL 4].
- Ottaviano Nelli : Vierge d'humilité, 52 × 30 cm, vers 1430[J 11]. Saint Jérôme guérissant le lion, 70 × 32 cm, vers 1415[J 12] : ce panneau faisait partie d'un polyptyque dont trois autres panneaux éparpillés ont pu être identifiés et dont le centre figurait l'adoration des mages.
- Bonifacio Bembo : triptyque[J 13]. ; celui-ci devait contenir probablement une sculpture, sans doute une Madone à l'Enfant. Sur les volets ouverts sont représentés à gauche la Nativité et à droite le couronnement de la Vierge, tandis que sur les volets fermés on trouve respectivement la stigmatisation de saint François et sainte Claire[ML 4].
- Sano di Pietro : L'Ange de l'Annonciation, 40 × 34 cm[J 14].,
- Giovanni di Paolo : L'Ange de l'Annonciation, 13 × 10 cm, vers 1430[J 15].. Triptyque de la Nativité, 199 × 148 cm, au centre le nativité, à gauche saint Vittorino, à droite saint Ansano, 1470-1480. Saint Clément, 198 × 47 cm, vers 1455. Saint Augustin, 233 × 95 cm, vers 1430. Prédication de saint Jean-baptiste, Lucrèce et Collatin, Quatre scènes de l'histoire de Didon

Salle 8 : Le style gothique international au XVe siècle
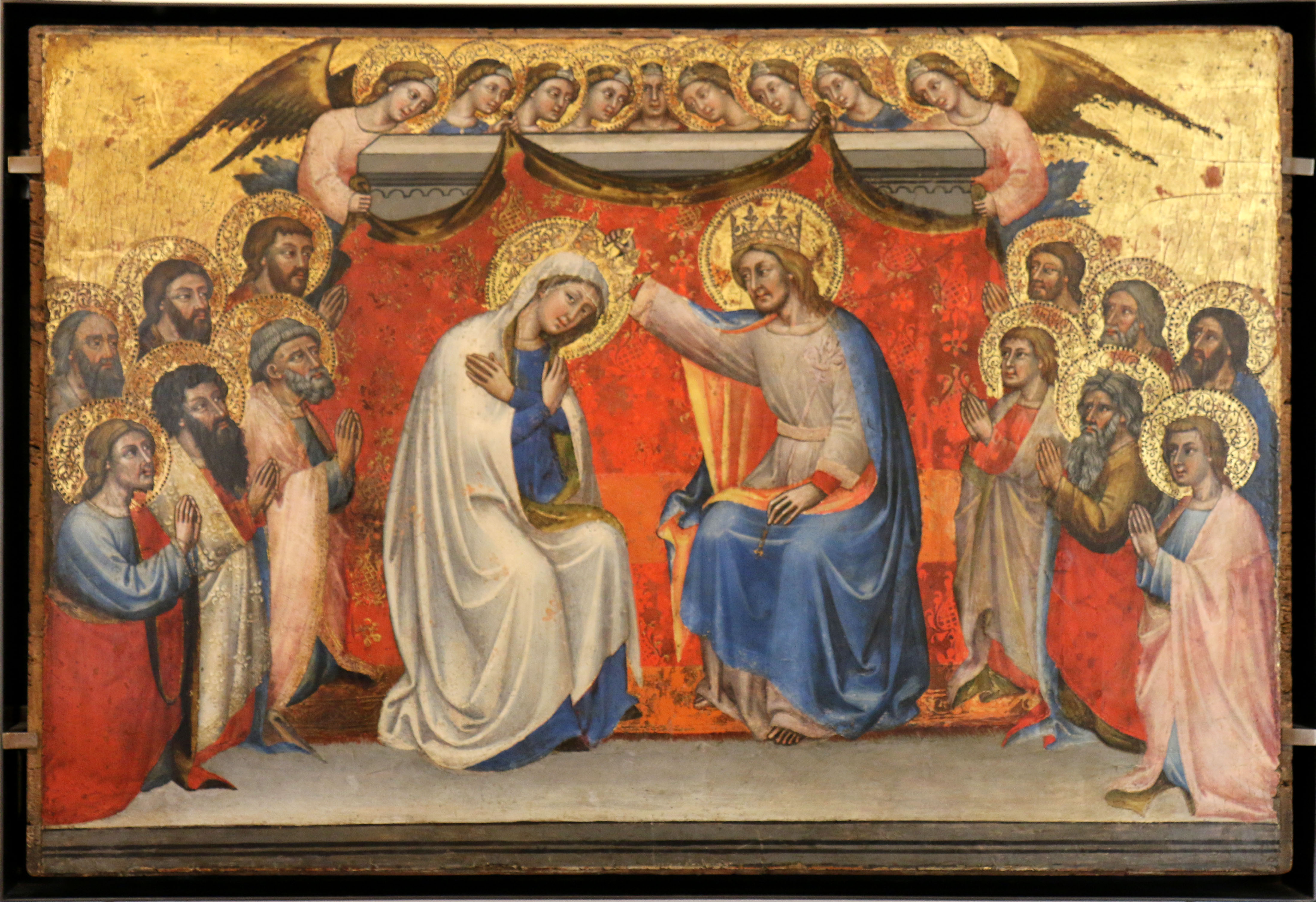
Le couronnement de la Vierge, Simone dei Crocifissi
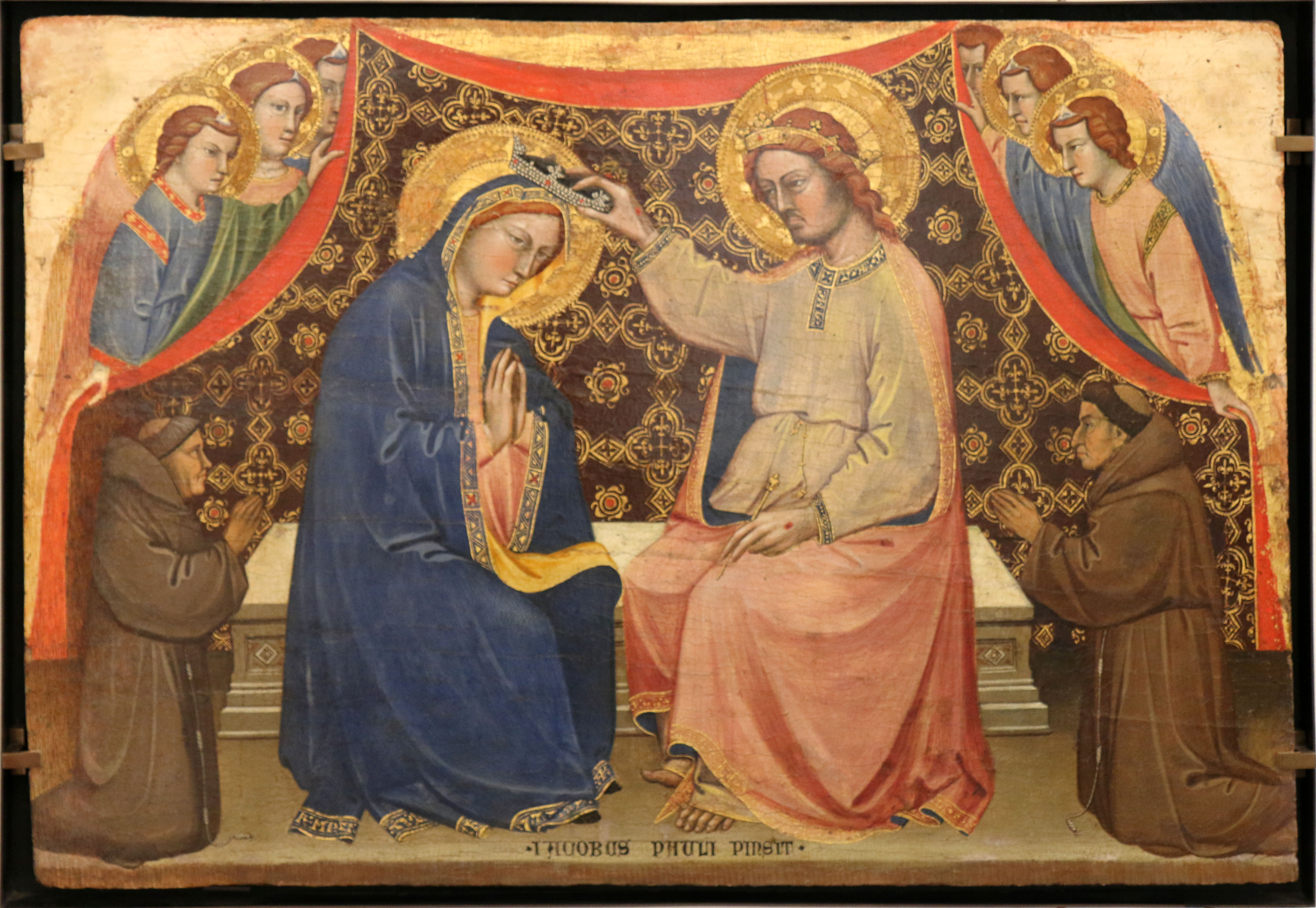
Le Couronnement de la Vierge, Jacopo di Paolo
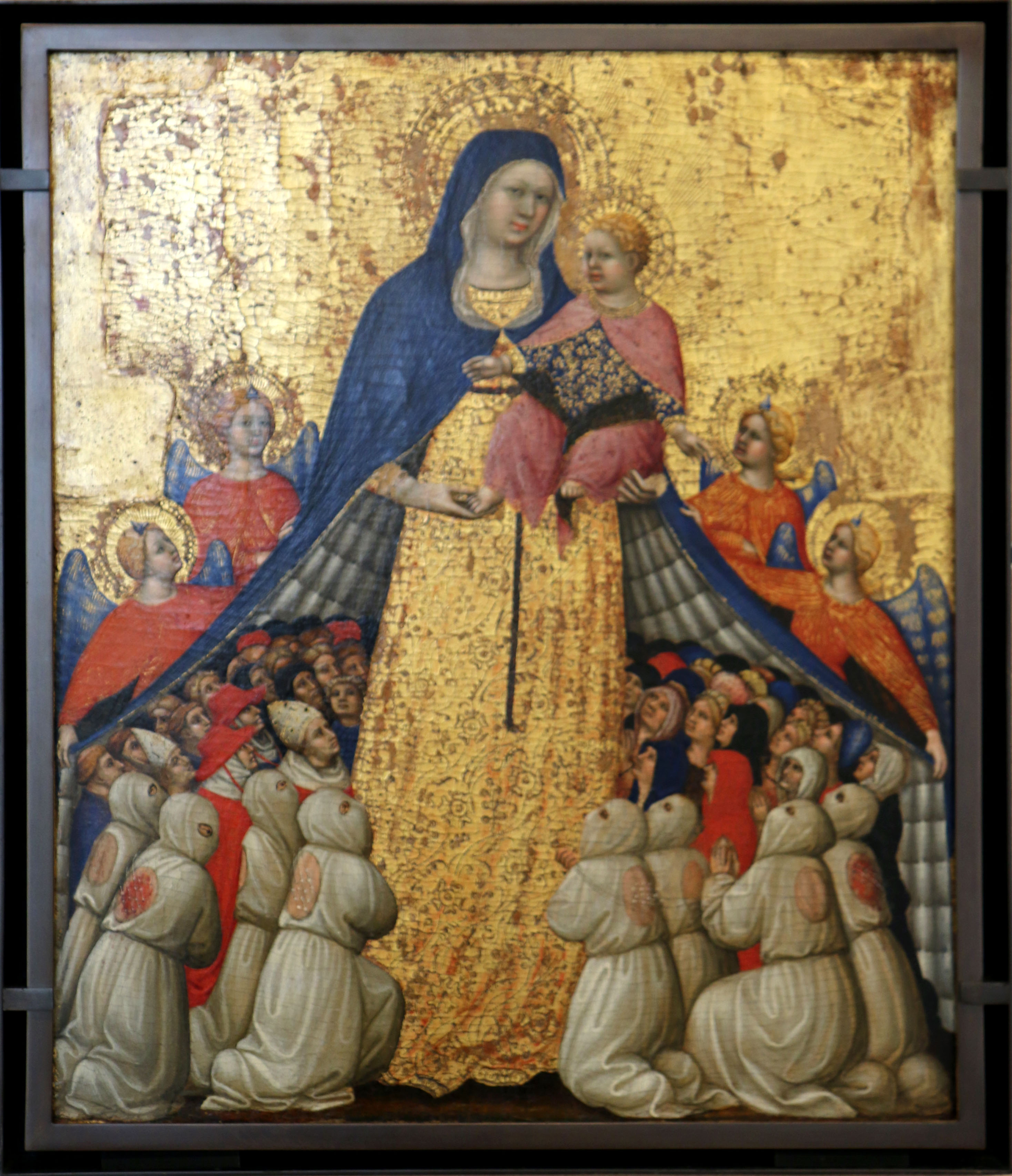
La Vierge de miséricorde, Pietro di Domenico
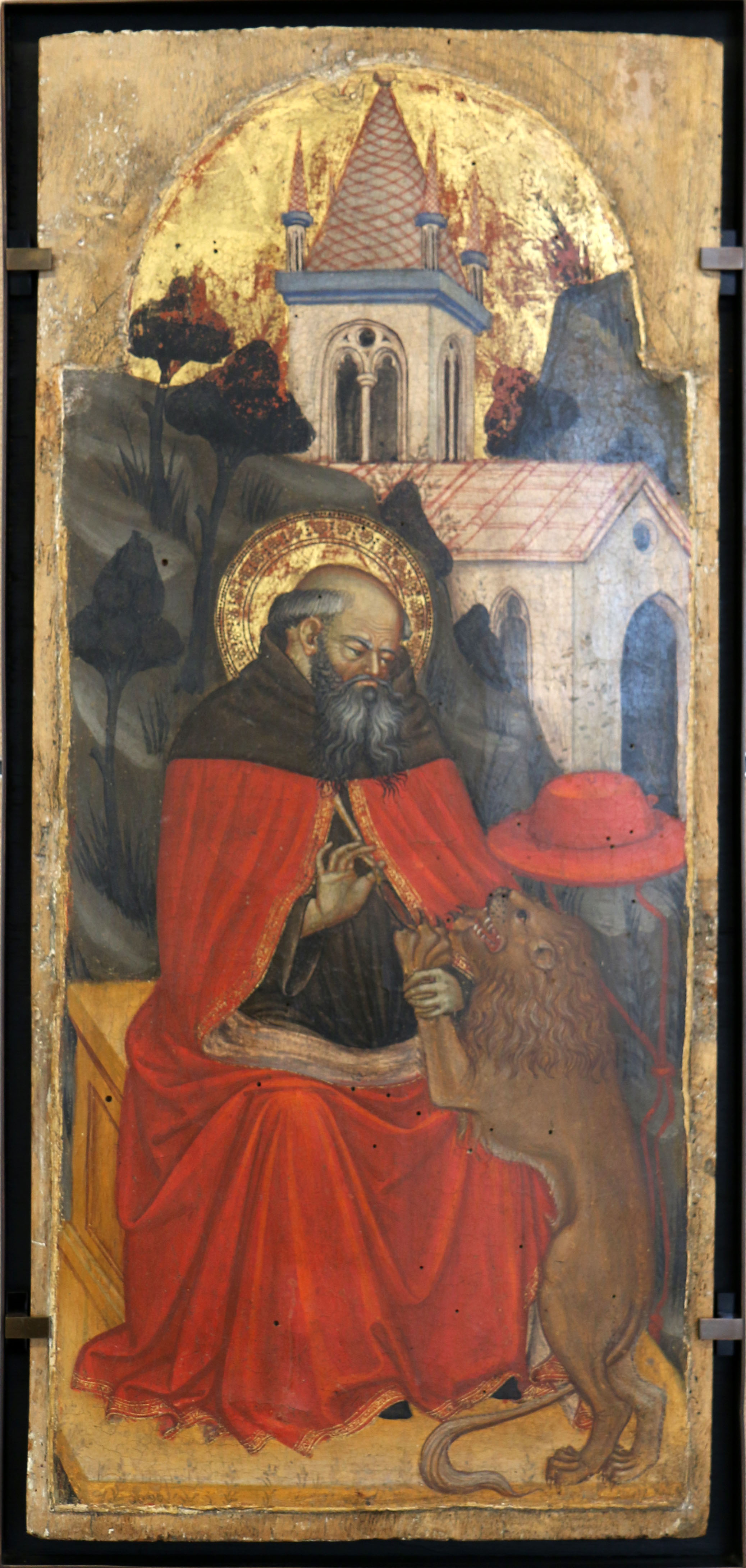
Saint Jérôme guérisant le lion, Ottavianno Nelli
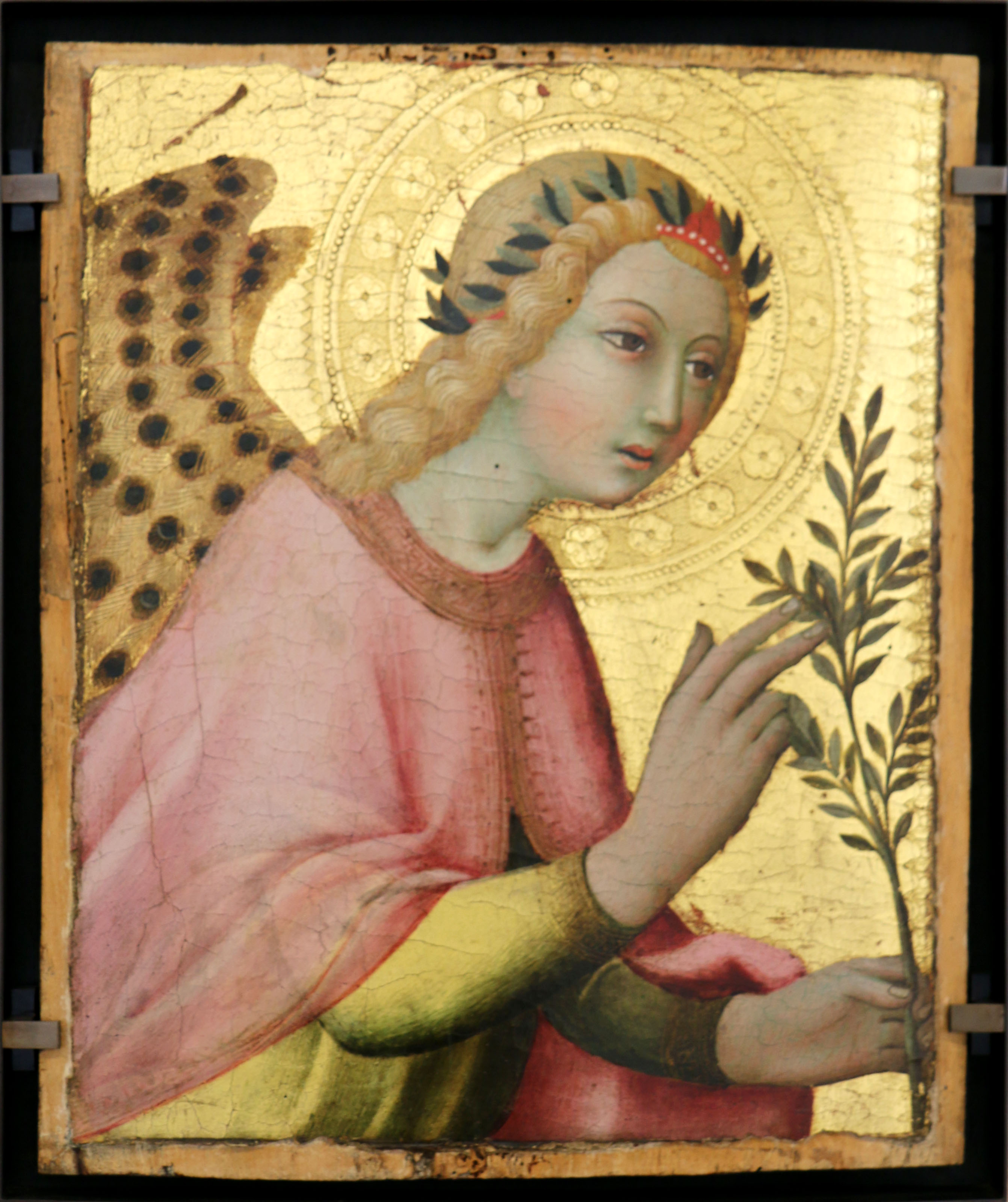
L'ange de l'Annonciation, Sano di Pietro
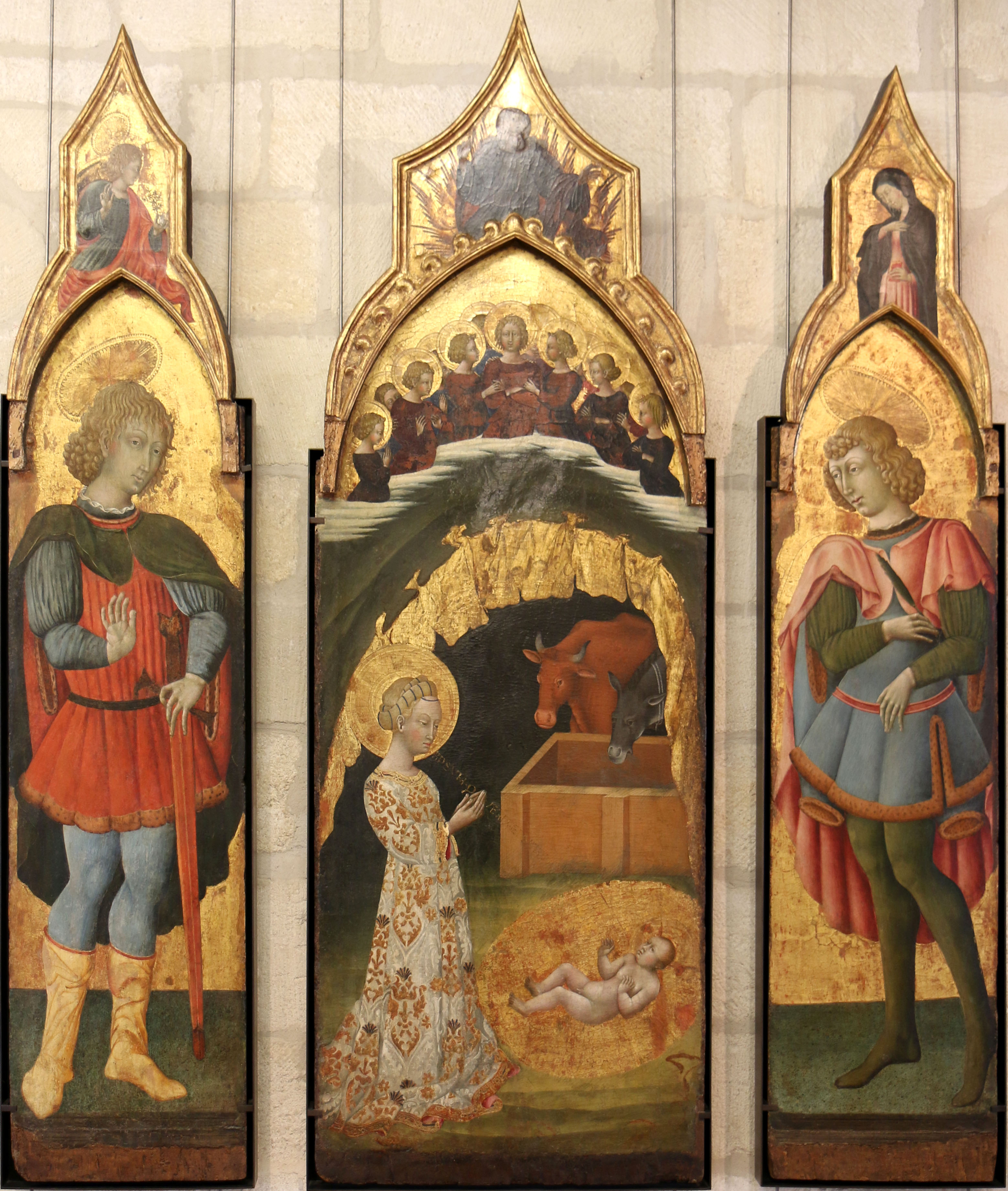
Triptyque de la Nativité entre Saint Vittorino et Saint Ansano ou Galgano, Giovanni di Paolo

### Salle 9: La peinture à Florence, en Toscane et à Pérouse de 1420 à 1490
- Lo Scheggia (attribué à) : La Vierge et l'Enfant, 53 × 40 cm[J 16].
- Francesco di Antonio : La Vierge et l'Enfant entourés d'anges entre saint Jean-baptiste et saint Jérôme, 182 × 168 cm, vers 1430. L' œuvre a été commandée par Rinieri di Luca dit Piero Rinieri, membre d'une famille de banquiers florentins. La présence du bienheureux Jean Colombini fondateur de l'ordre des Jésuates à la fin du XIVe siècle explique la représentation de saint Jérôme vénéré par cet ordre monastique.
- Zanobi Strozzi : la Vierge et l'Enfant entourés de d'anges et de saints également appelé retable de saint Jérôme, 220 × 261 cm, vers 1465[J 17]. Il s'agit d'une importante commande de la famille Médicis dont on voit les armes sur les côtés, pour le couvent de saint Jérôme de Fiesole. La Vierge sur un trône de marbre est située dans le même plan que les saints qui l'entourent. Derrière le groupe, une haie forme un mur de végétation laissant apparaître un ciel nuageux. Saint Jérôme porte la robe grise à ceinture de cuir que les moines adoptèrent en 1460, ce qui situe l'œuvre vers 1465[GL 5]
- Zanobi Strozzi : Suzanne et les vieillards, 43 × 170 cm, vers 1450.
- Bartolomeo Caporali : L'Annonciation, 156 × 177 cm, vers 1460. Cette œuvre, probablement une des plus élaborée de cet artiste, témoigne de la diffusion en Ombrie de la perspective. On y retrouve aussi dans la réalisation de la chambre de la Vierge, une recherche pour évoquer la réalité quotidienne.
- Bernardo di Stefano Rosselli ; Scène de l'histoire de Céphale et Procris, 54 × 49 cm, vers 1455.
- Neri di Bicci : La Vierge et l'Enfant, 86 × 57 cm, vers 1455[J 18] ; Sainte Catherine, saint Antoine de Padoue et saint Jean l'évangéliste, 205 × 77 cm, vers 1465[J 19] ; Saint Louis de Toulouse, saint Laurent et saint François, 205 × 77 cm, vers 1465[J 20], ce tableau et le précédent encadraient une Annonciation d&ans un triptyque réalisé en 1465 pour le couvent de San Francesco ; Le Couronnement de la Vierge, 158 × 169 cm, vers 1463, tableau commandé en 1463 pour l'église des ermites de saint Augustin de Certaldo ; La Vierge et l'Enfant trônant avec six saints, 165 × 162 cm, vers 1485[J 21]
- Benozzo Gozzoli : Une bienheureuse et sainte Madeleine, 29 × 50 cm, verts 1450.
- Biaggio d'Antonio : Saint Michel Partageant les âmes, 113 × 191 cm, verts 1476 ; ce tableau était situé au-dessus d'une Adoration de l'Enfant dans un grand retable exécuté par l'artiste pour une église de Faenza. Le Père éternel, 97 × 105 cm, huile sur bois.

Salle 9 : La peinture à Florence, en Toscane et à Pérouse de 1420 à 1490
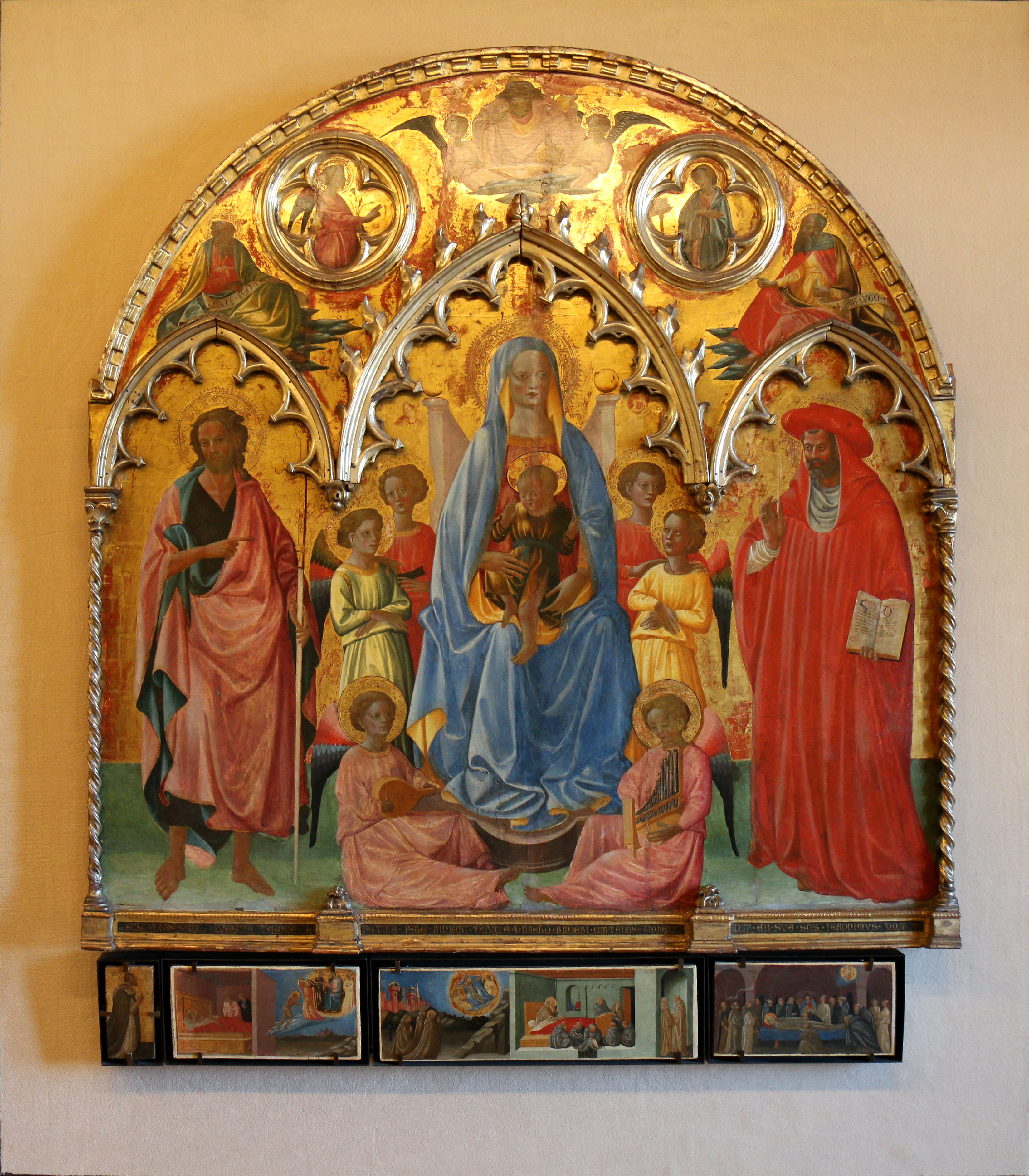
La Vierge et l'Enfant, saint Jean-Baptiste et saint Jérôme
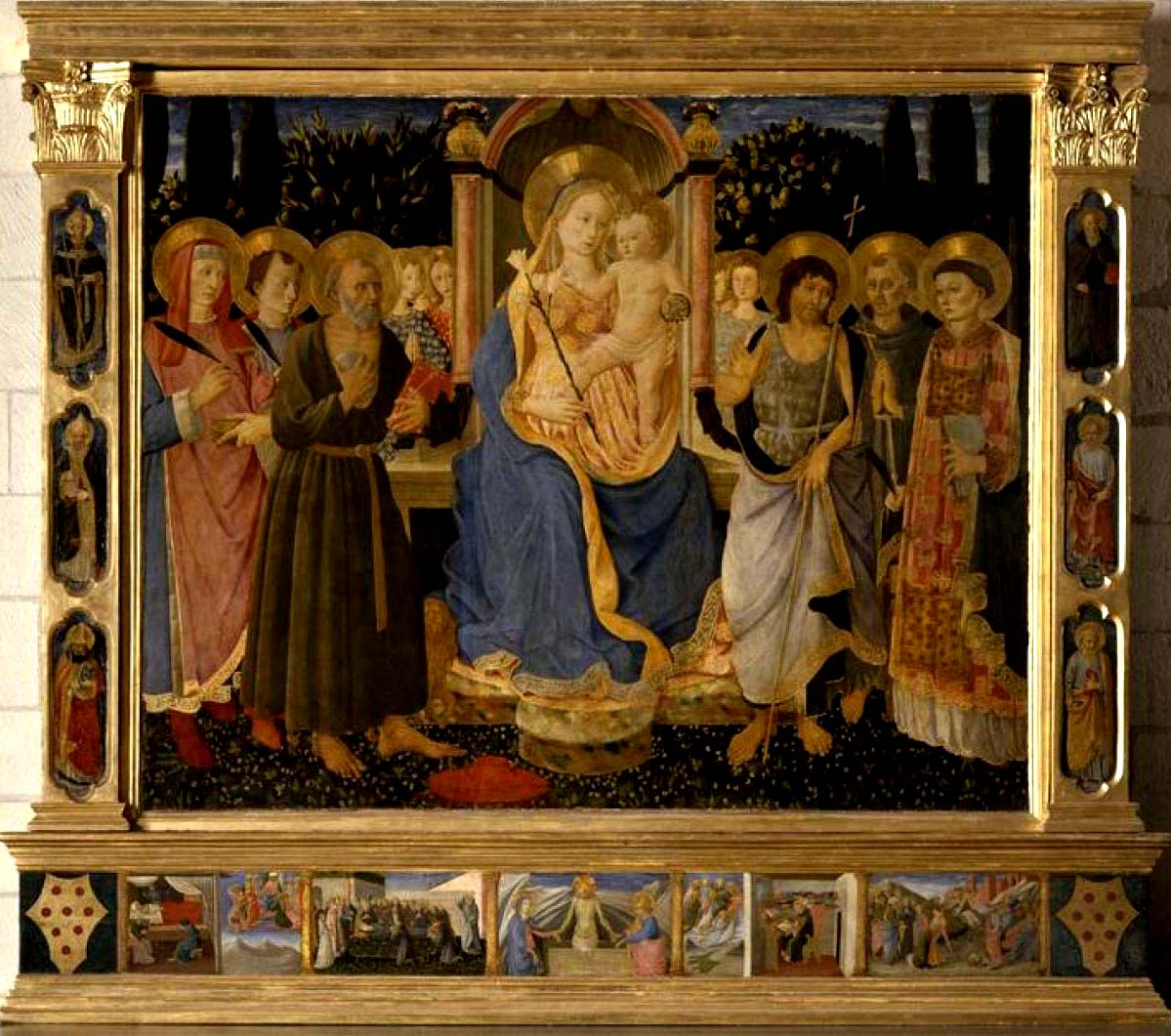
Vierge et enfant entourés d'anges, Zanobi Strozzi
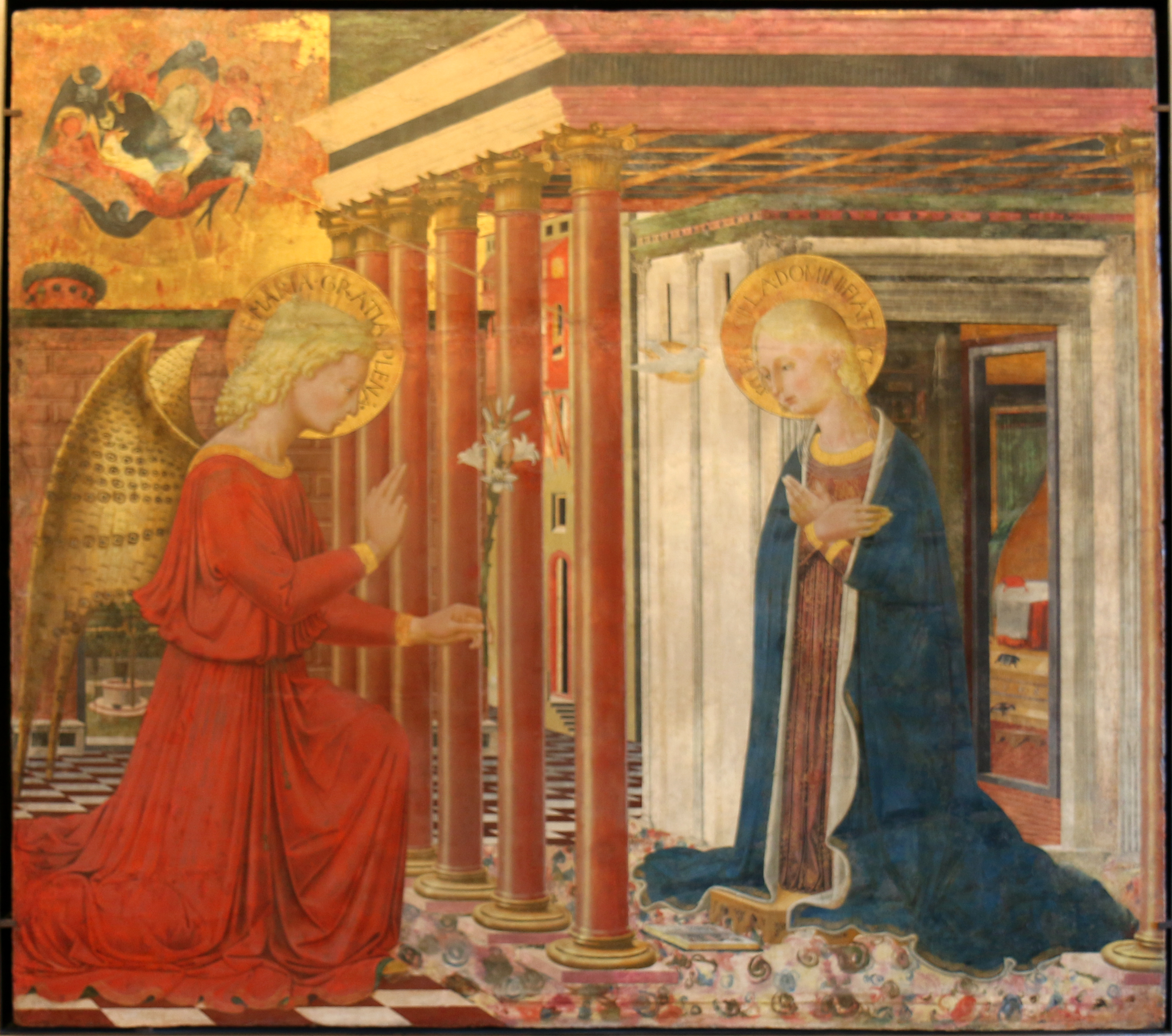
L'Annonciation, Bartolomeo Caporali
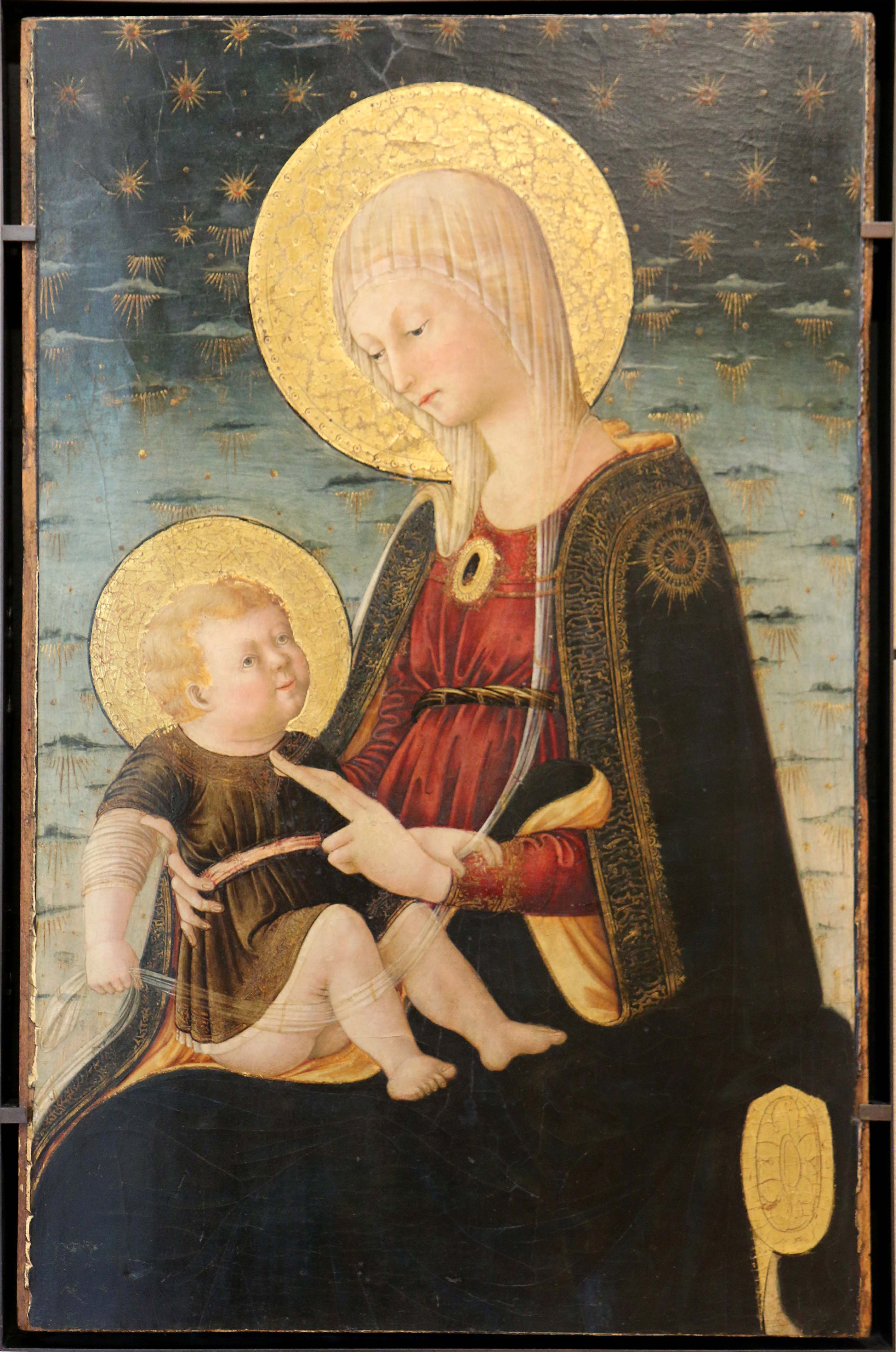
La Vierge et l'Enfant, Neri di Bicci
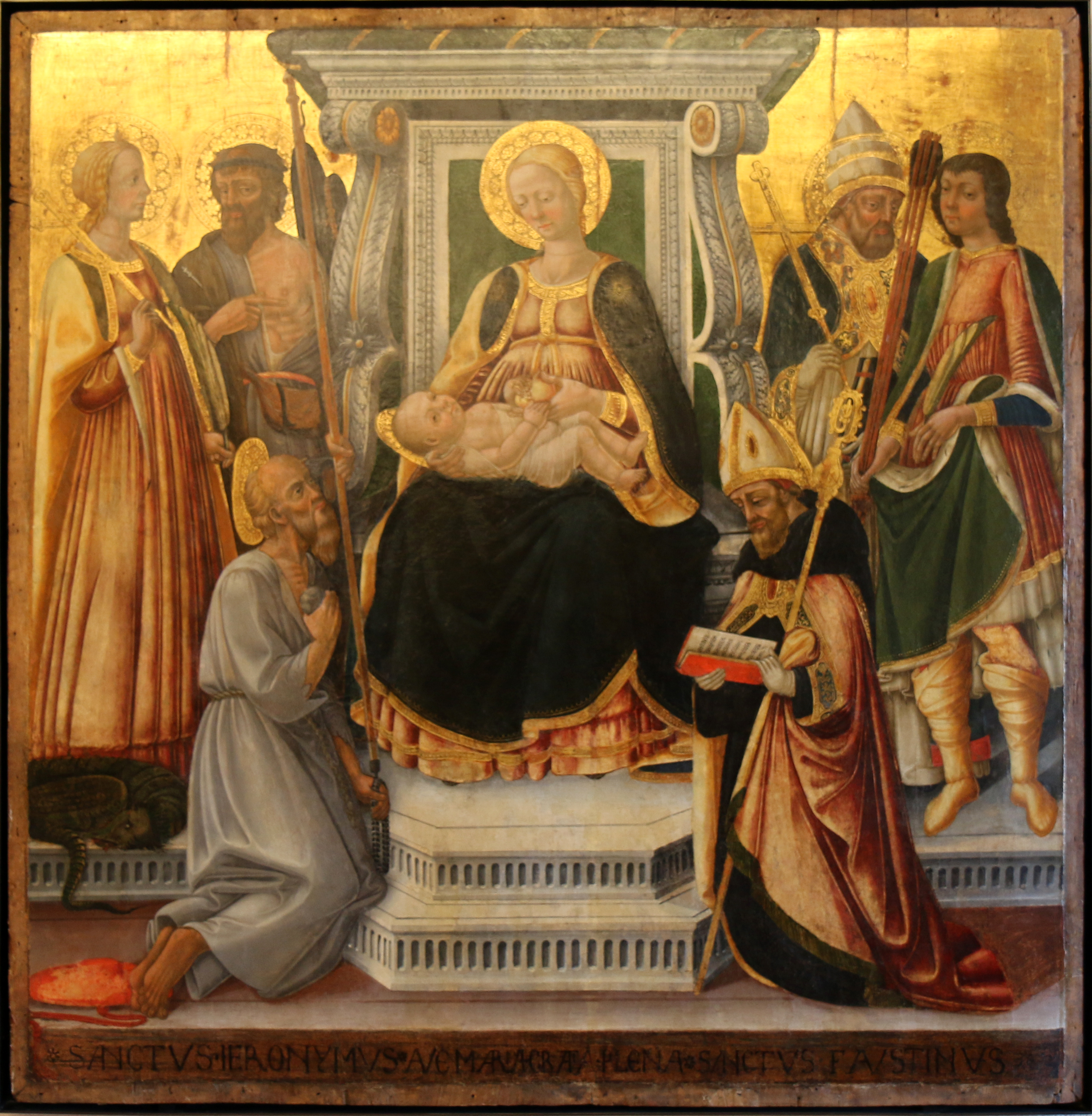
La Vierge et l'enfant avec six saints, Neri di Bicci

### Salle 10: Botticelli et son atelier

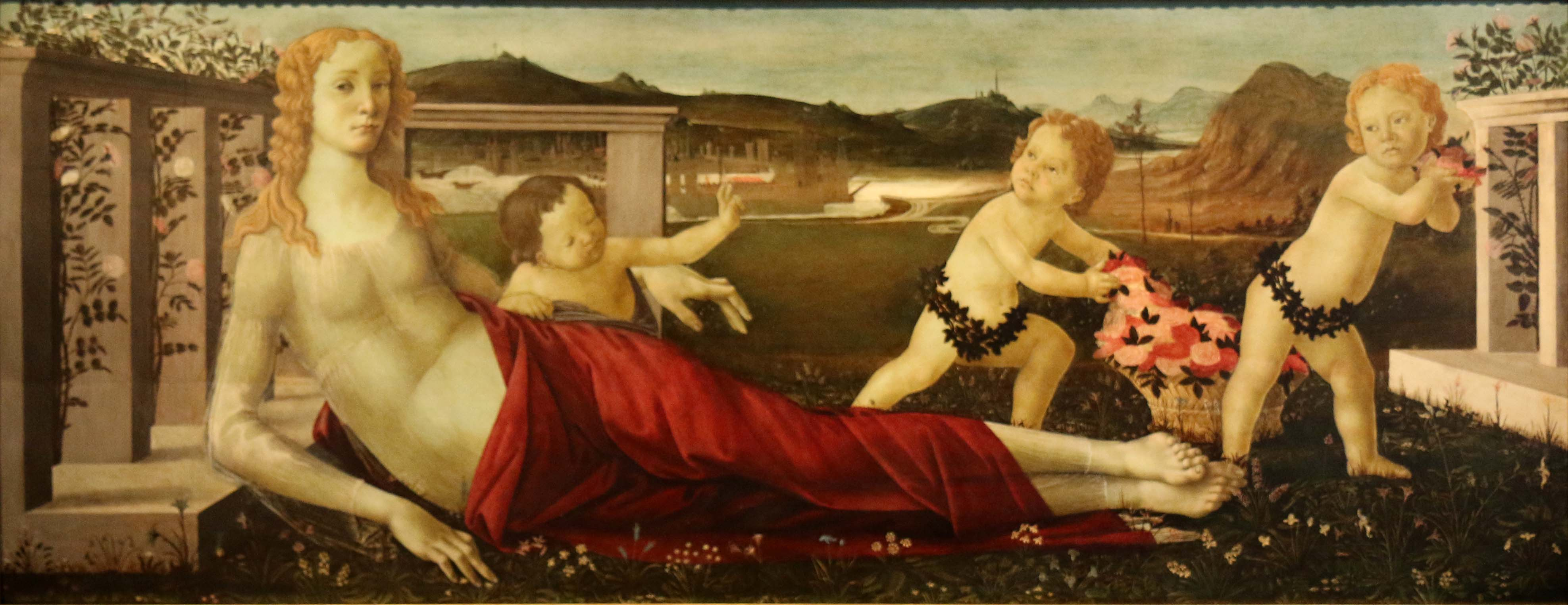
Vénus et trois putti

Dans cette salle sont présentées des œuvres attribuées à Sandro Botticelli, peintre emblématique de la première Renaissance florentine, celle de Laurent le Magnifique.
- Vénus et trois putti, 89 × 219 cm, tempera sur bois de peuplier. Ce tableau qui était rentré dans les collections du Musée du Louvre en 1862 a été restauré et fait l'objet depuis le début de l'année 2017 d'un dépôt du Musée du Louvre au Petit Palais. La figure de Vénus reprend le type de beauté lumineuse que Botticelli élabora dans les années 1480 et qu'il utilisait pour les figures féminines tant sacrées que profanes.
- La Vierge et l'Enfant, 72 × 51 cm, huile sur peuplier[J 22]. Cette œuvre de Botticelli en personne est, d'après les notes du musée, la pièce maîtresse du Petit Palais. Cette Vierge appartient à un groupe de cinq Madones datées entre 1467 et 1470 et conservées outre Avignon à Ajaccio, Paris, Naples et Boston (Musée des beaux-arts)[2].
- La Vierge et l'Enfant avec le petit saint Jean-Baptiste, 75 cm. de diamètre, huile sur bois[J 23]. Cette œuvre a été produite dans l'atelier de Botticelli d'après un carton du maître et réalisée en étroite collaboration avec lui.
- La Vierge et l'Enfant avec un ange, 93 cm de diamètre, huile sur peuplier, vers 1490[J 24].
- Noli me tangere (Ne me touche pas), 24 × 92 cm, huile sur peuplier[J 25]. Ce tableau constitue très probablement la prédelle d'un retable. Cette œuvre est aujourd'hui (2017) attribuée à l'atelier de Botticelli ou au maître lui-même. La scène représente au centre l’apparition du Christ à Marie Madeleine dans le jardin où se trouvait son tombeau. De gauche à droite sont également représentés saint Pierre martyr, la Visitation, le roi David et enfin la rencontre entre saint François et saint Dominique.

Salle 10 : Botticelli et son atelier
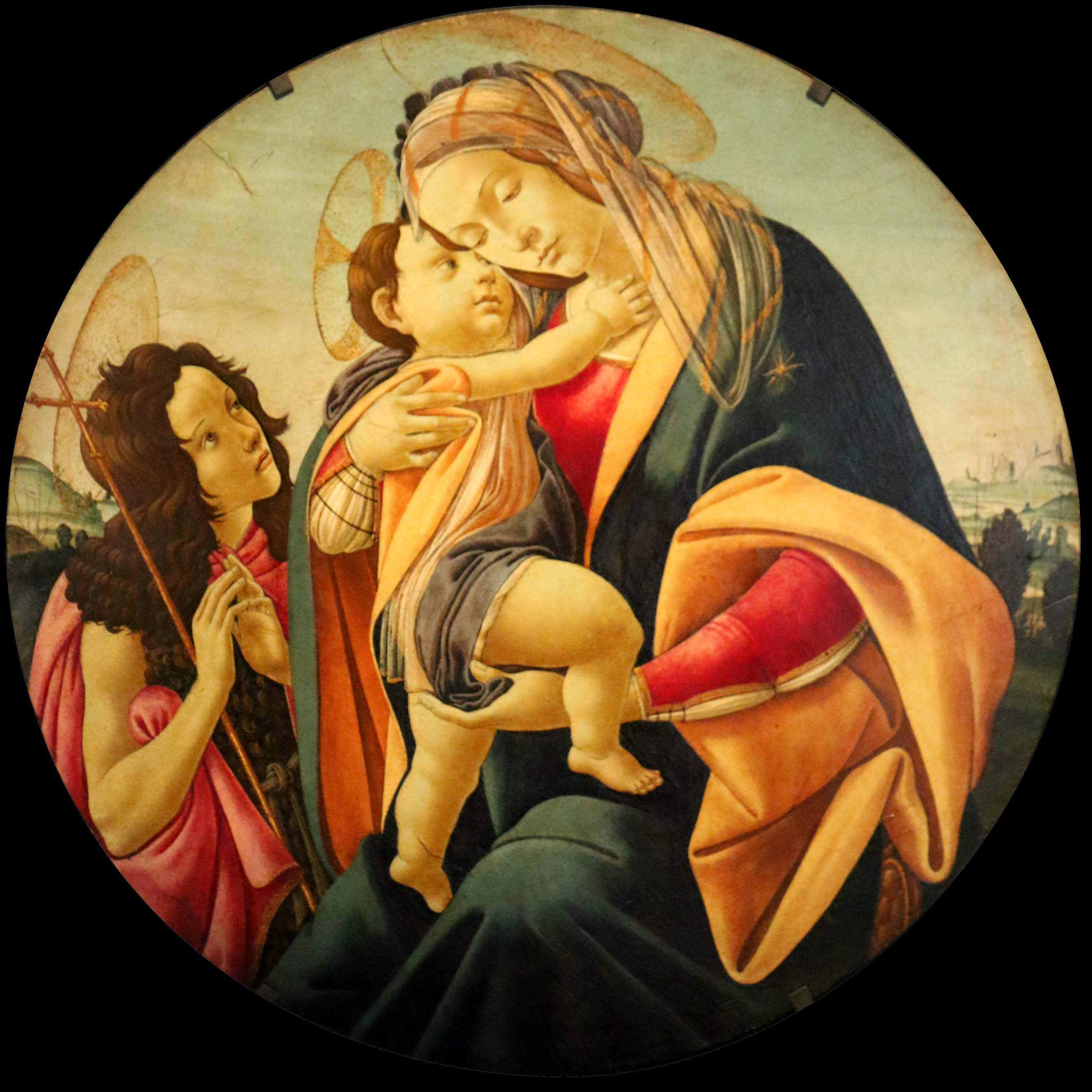
La Vierge et l'Enfant avec le petit saint Jean
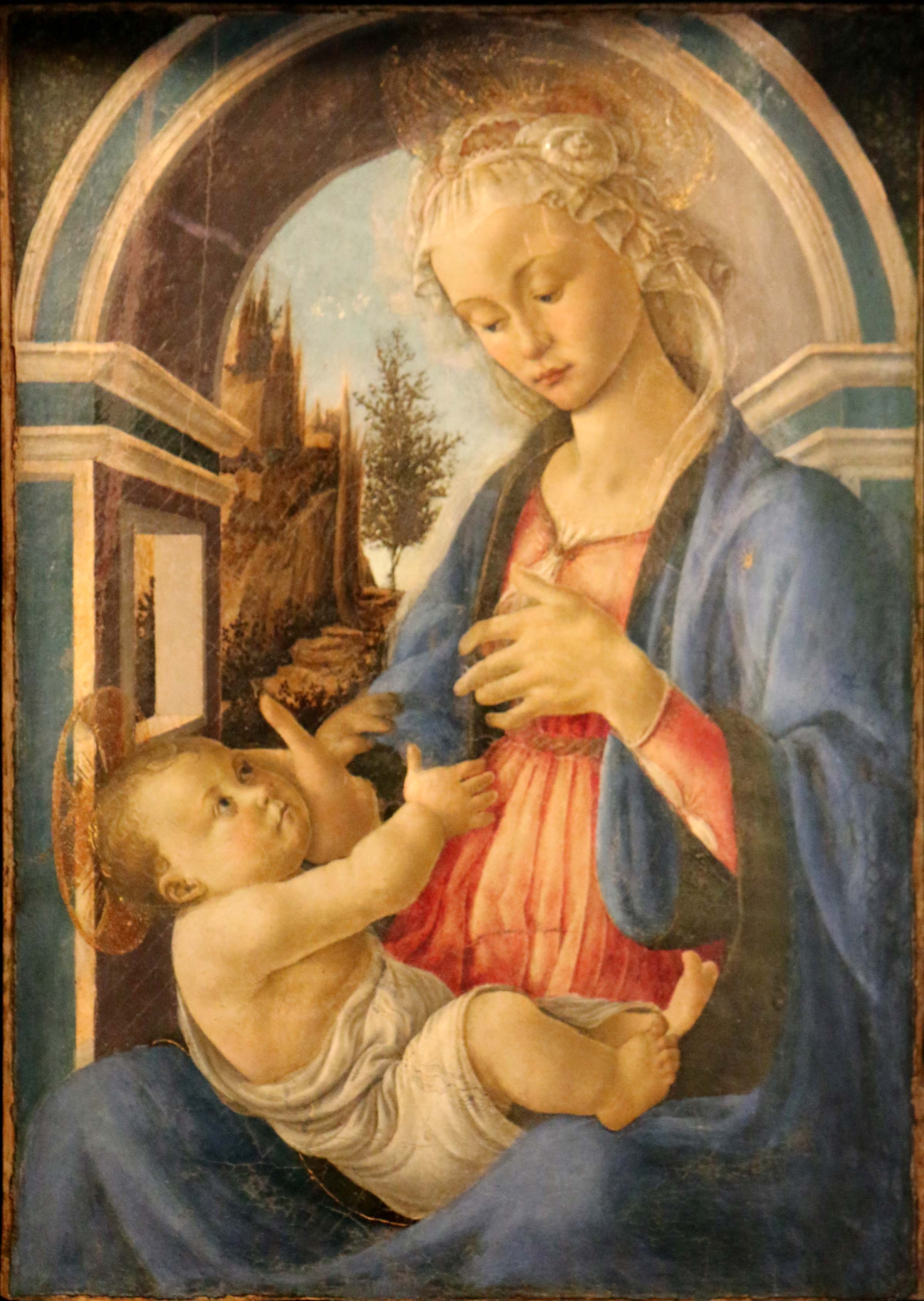
La Vierge et l'Enfant
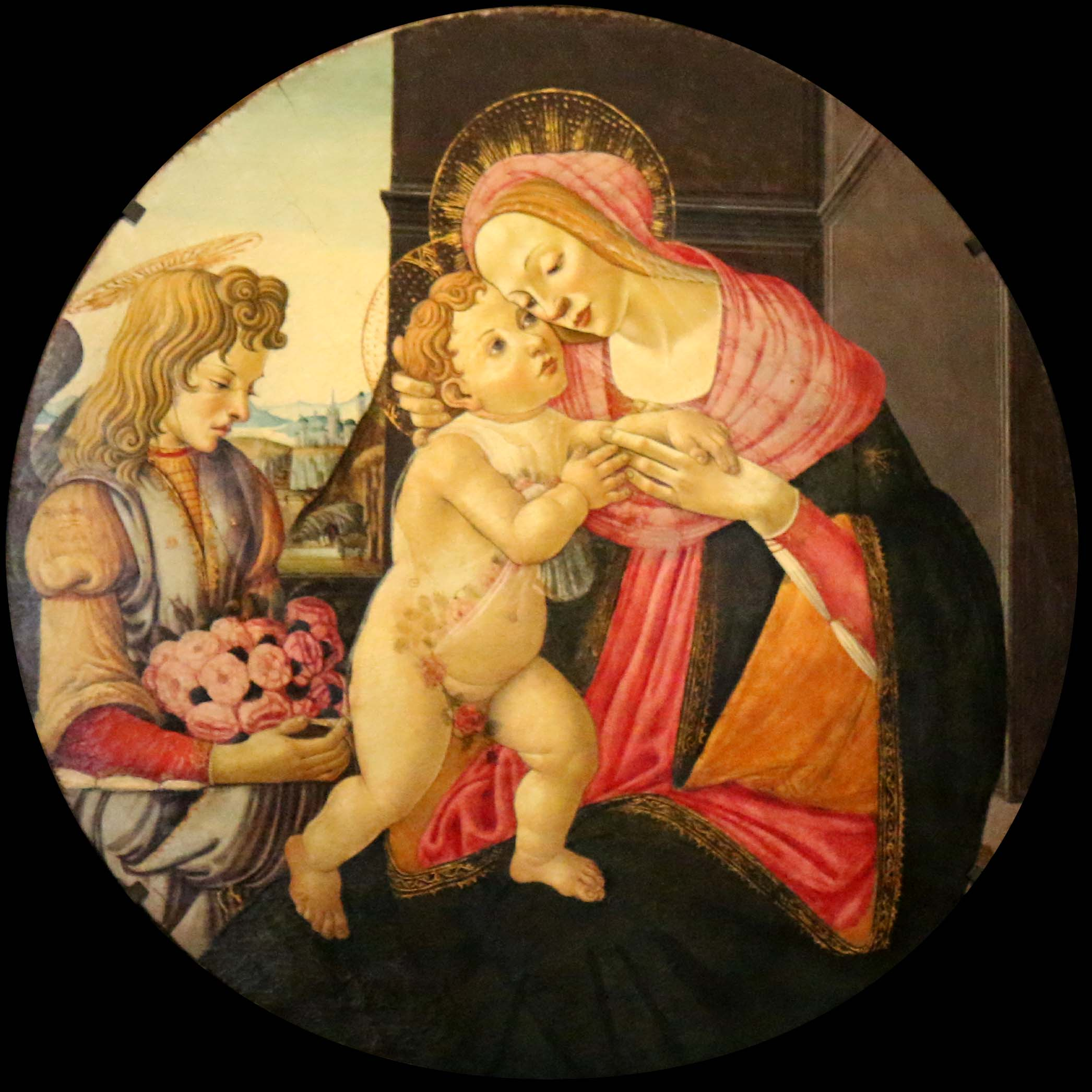
La Vierge et l'Enfant avec un ange

### Salle 11: La peinture à Florence et en Ombrie dans la seconde moitié duXVesiècle
Cette salle présente notamment trois des peintres les plus importants à Florence durant la seconde moitié du Xe siècle : Bartolomeo della Gatta, Cosimo Rosselli et Sandro Botticelli ; tous trois furent d'ailleurs appelés à Rome par le pape Sixte IV pour travailler à la décoration de la Chapelle Sixtine.
- Anonyme : L'Annonciation avec saint Julien l'hospitalier 68 × 45 cm, huile sur peuplier[J 26].
- Francesco Botticini (atelier de) : La Vierge adorant l'Enfant avec un ange, 50 × 37 cm, huile sur bois[J 27].
- Bartolomeo della Gatta : L'Annonciation, 73 × 160 cm, huile sur bois, vers 1475-1500[J 28]. Cette Annonciation formait la lunette supérieure d'un retable dont une adoration des bergers du Musée d'histoire de l'art de Vienne pourrait constituer la panneau central[GL 6]. Saint Bernardin de Sienne, 185 × 75 cm, huile sur bois, 1480 ; ce panneau devait constituer le centre d'un retable présentant de part et d'autre des scènes de la vie du saint selon un modèle ancien largement diffusé au XIVe et XVe siècles.
- Cosimo Rosselli : L'Annonciation et quatre saints, 158 × 156 cm, huile sur peuplier, 1473.
- Pseudo Pier Francesco Fiorentino : La Vierge et l'Enfant, tableau circulaire de 86 cm de diamètre, peinture à l'huile sur peuplier, 1450/1500 ; Vierge à l'Enfant, 100 × 64 cm, fond d'or sur peuplier, vers 1450-1500[3].
- Zanobi Machiavelli : La Vierge et l'Enfant, 88 × 54 cm, fond or sur peuplier.

Salle 11 : La peinture à Florence et en Ombrie dans la seconde moitié du XVe siècle
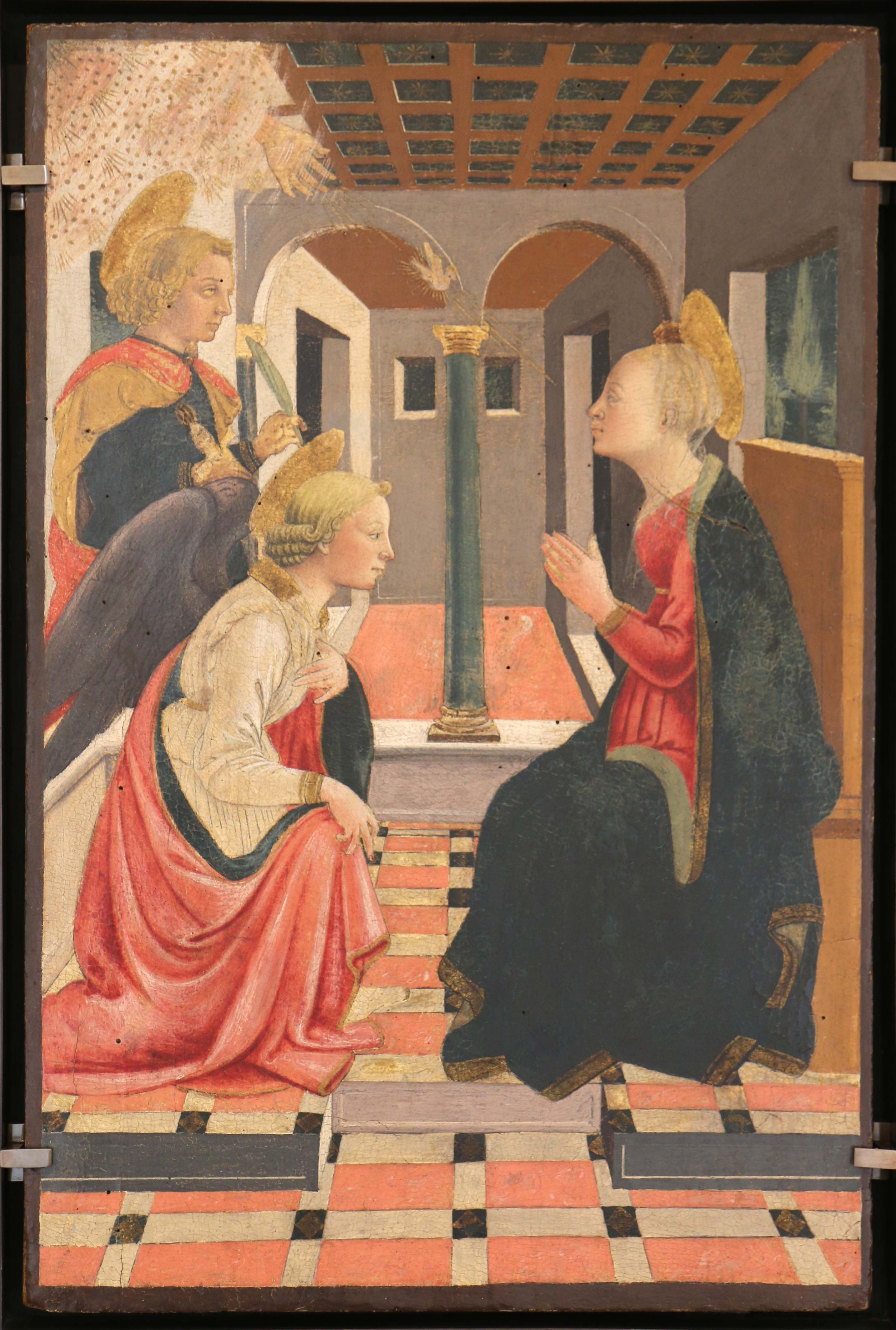
L'Annonciation avec saint Julien l'hospitalier
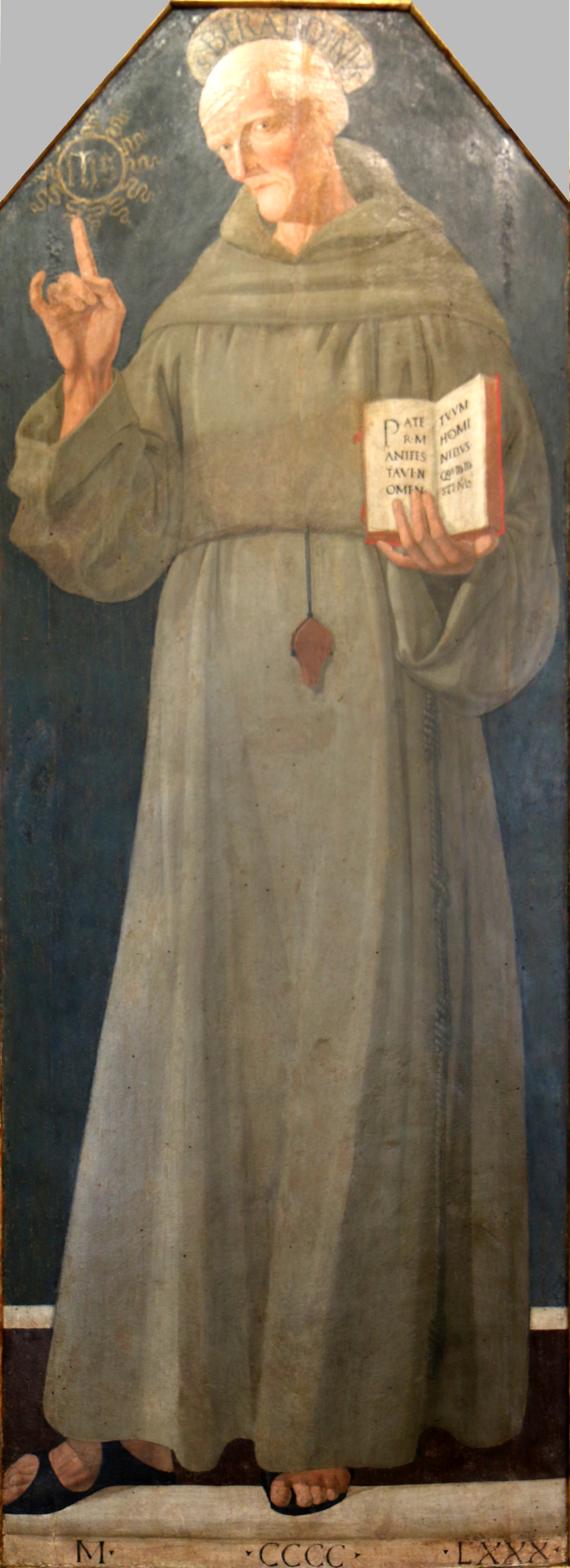
Saint Bernardin de Sienne, Bartolomeo della Gatta
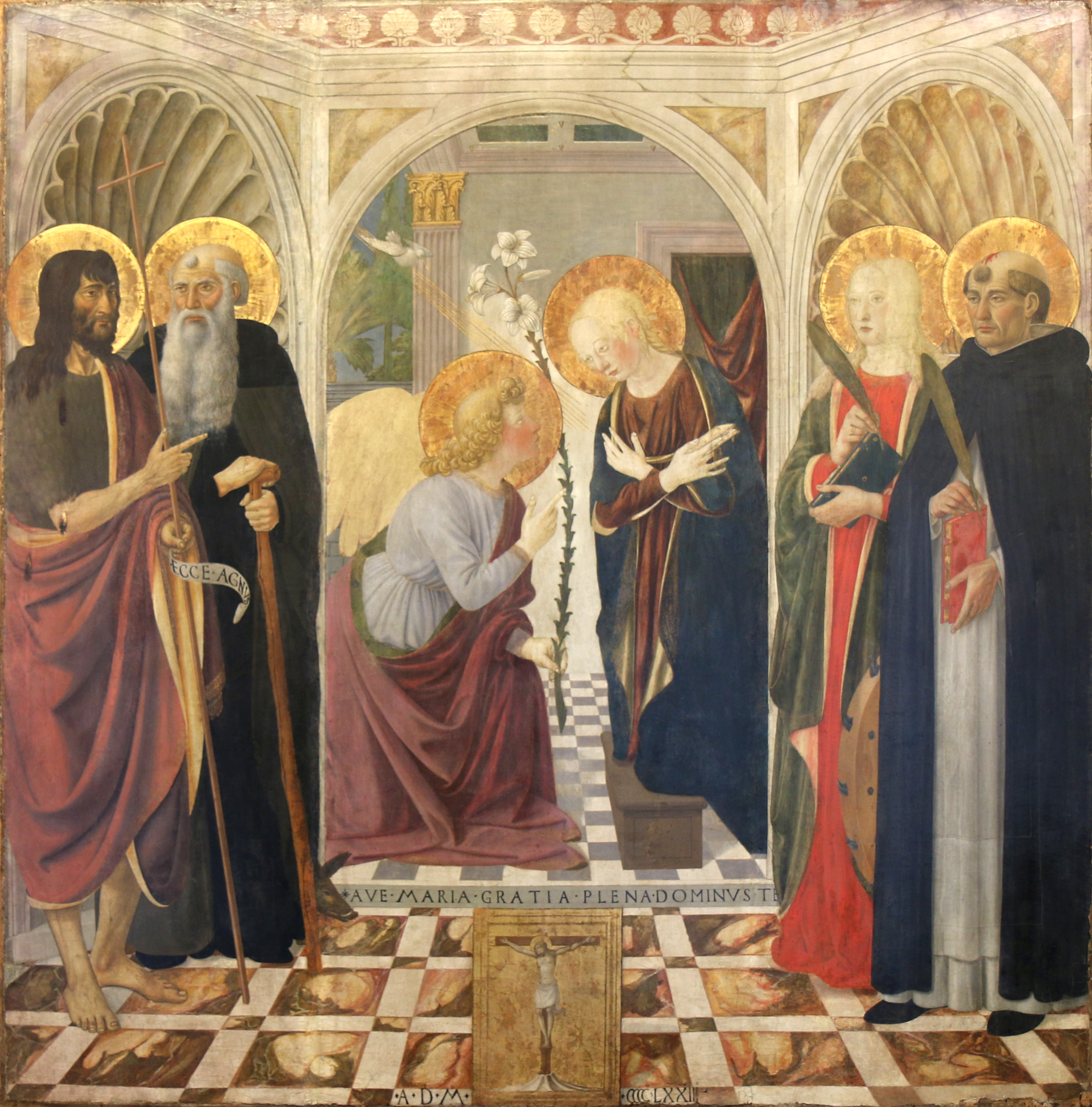
L'Annonciation, Cosimo Rosselli
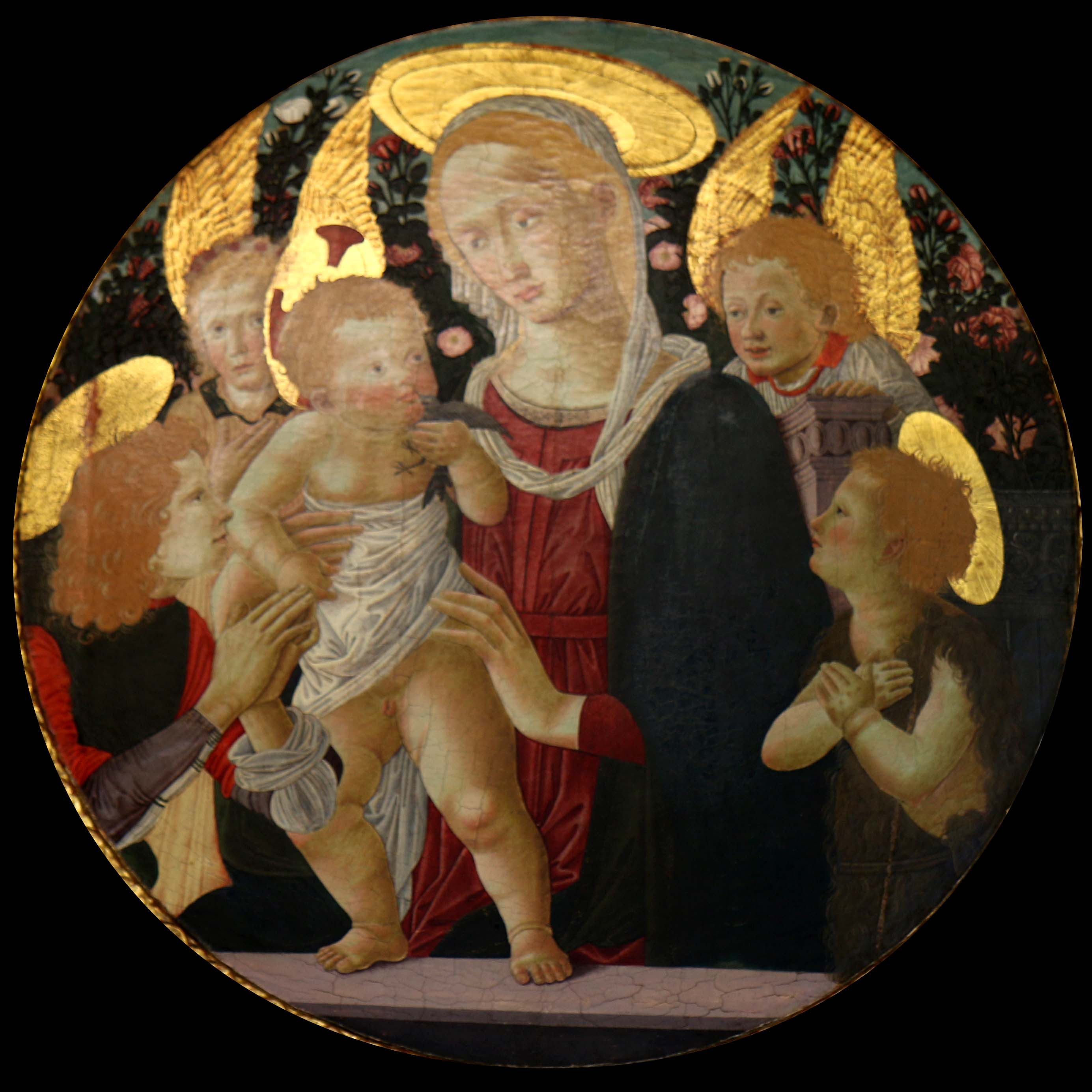
Vierge et l'Enfant, Pseudo Pier Francesco Fiorentino.
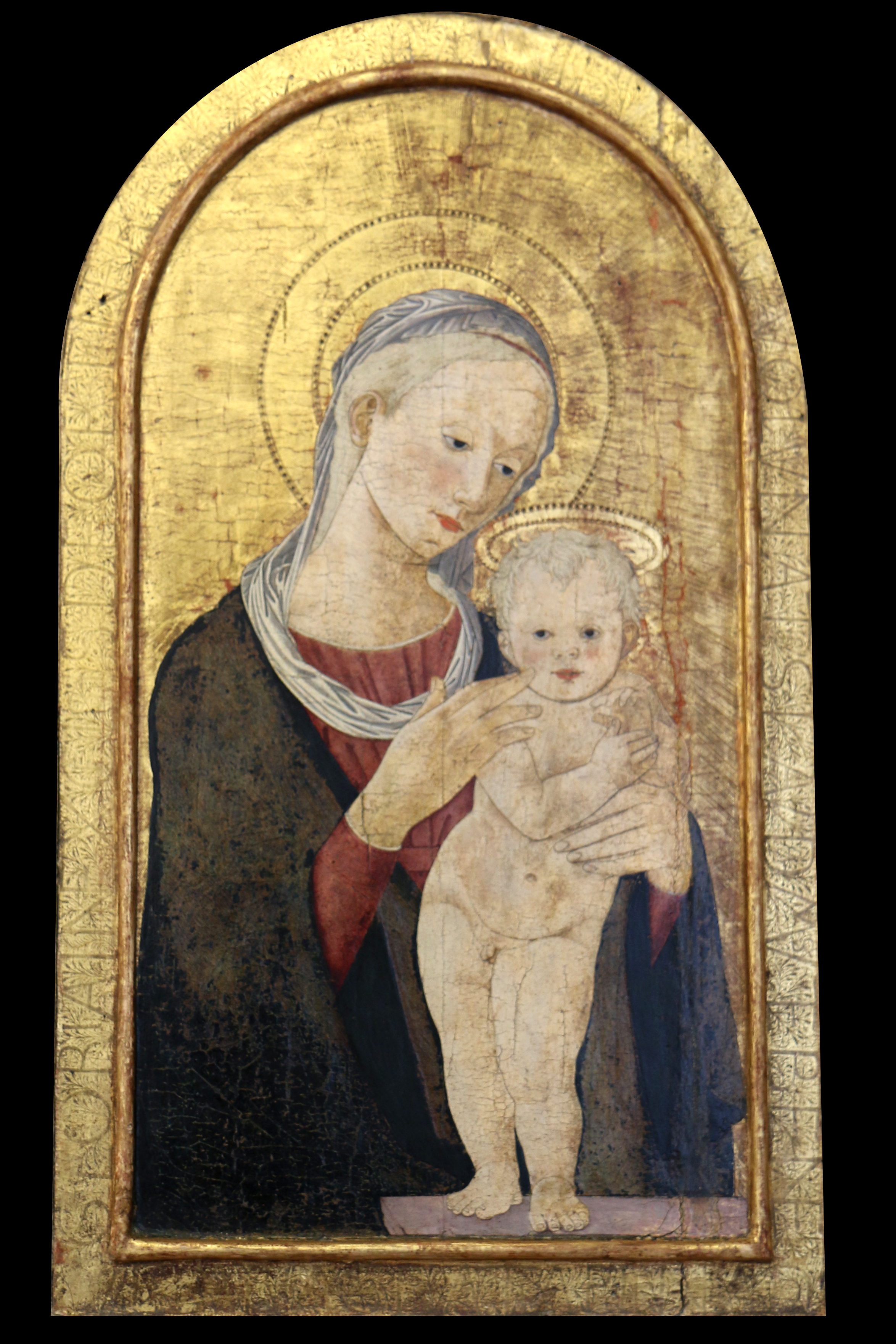
Vierge à l'Enfant, Francesco Fiorentino
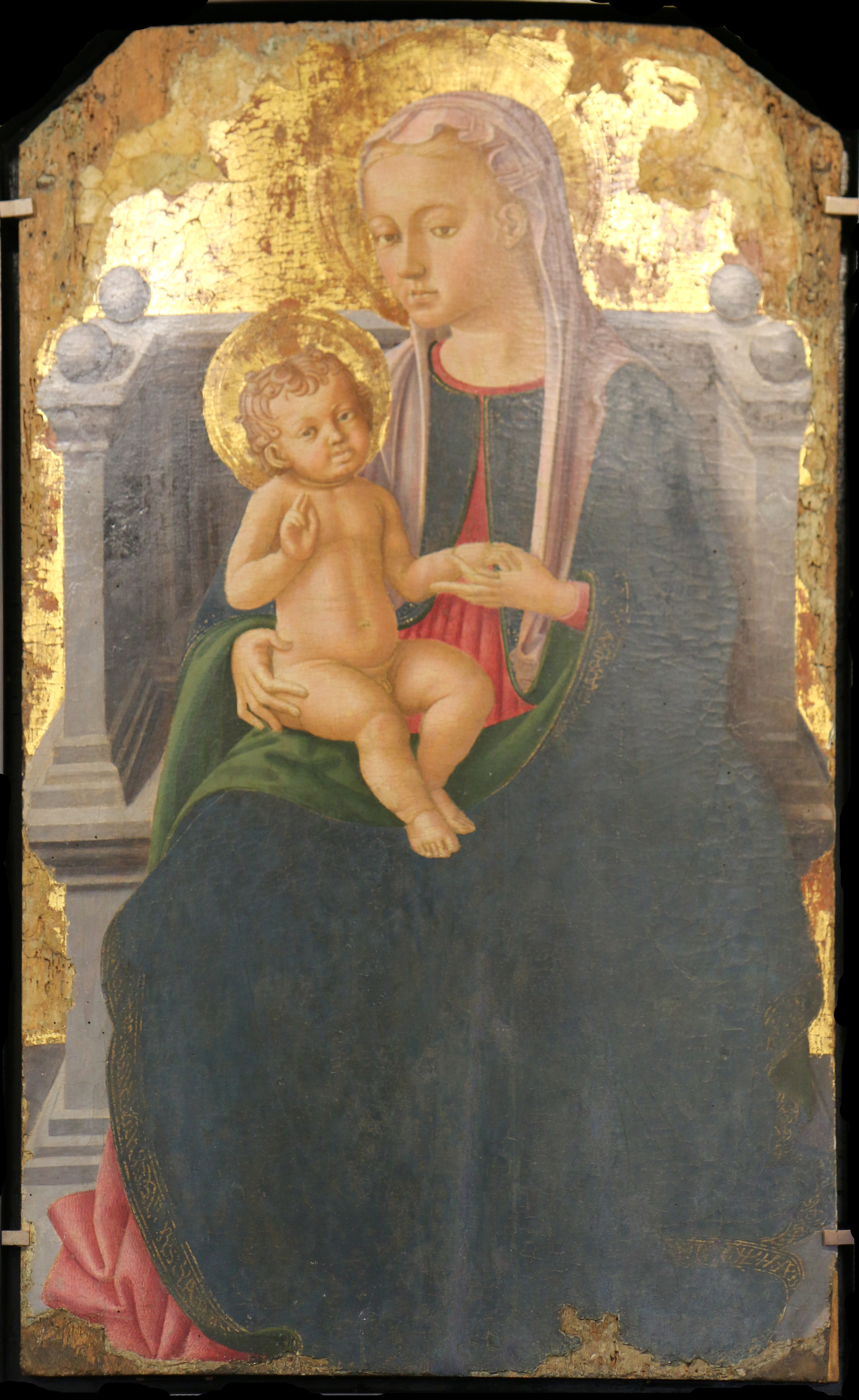
La Vierge et l'Enfant, Zanobi Machiavelli

### Salle 12: Padoue, Venise, les Marches de 1440 à 1490
- Giovanni Angelo d'Antonio : saint Jean-Baptiste avec un donateur, 205 × 83 cm, huile sur peuplier, 1464.Le donateur figuré à l'arrière-plan est Giulio Cesare de Varano, seigneur de Camerino. L'œuvre proviendrait de la chapelle de la famille Varano où elle ornait un piler dans la cathédrale de cette ville.
- Nicola di Maestro Antonio d'Ancona : saint Jacques, 123 × 39 cm et saint François, 123 × 39 cm. Ces deux tableaux appartenaient à un polyptyque reconstitué grâce au décor polylobé du haut des panneaux. Ce polyptyque comportait un panneau représentant saint Jean-baptiste qui se trouve au Walters Art Museum[4] et La Vierge à l'Enfant sur le trône du Minneapolis Institute of Art[5] qui serait le panneau central[ML 5].
- Lorenzo d'Alessandro : calvaire, 161 × 87 cm, vers 1470. ce tableau était la partie centrale d'un triptyque probablement destiné au maître autel de l'église Sant Antonio Abbate de Matelica.
- Ludovico Urbani : La Vierge et l'Enfant entourés d'anges, 130 × 70 cm, vers 1480.
- Carlo Crivelli : sainte Catherine de Sienne, 50 × 15 cm, saint Augustin, 50 × 15 cm, saint Nicolas, 50 × 15 cm et sainte Lucie, 50 × 15 cm.
- Antonio Vivarini et Bartolomeo Vivarini : saint Jean-Baptiste et saint Louis de Toulouse, 78 × 65 cm et saint Pétrone et saint Jacques, 79 × 63 cm; Ces deux tableaux réalisés par les deux frères vers 1463 encadraient une Vierge et l'Enfant et formaient formaient un retable dans l'église San Giacomo de Bologne.
- Liberale da Verona : le Christ à la colonne, 43 × 26 cm

Salle 12 : Peinture à Padoue, Venise, les Marches de 1440 à 1490
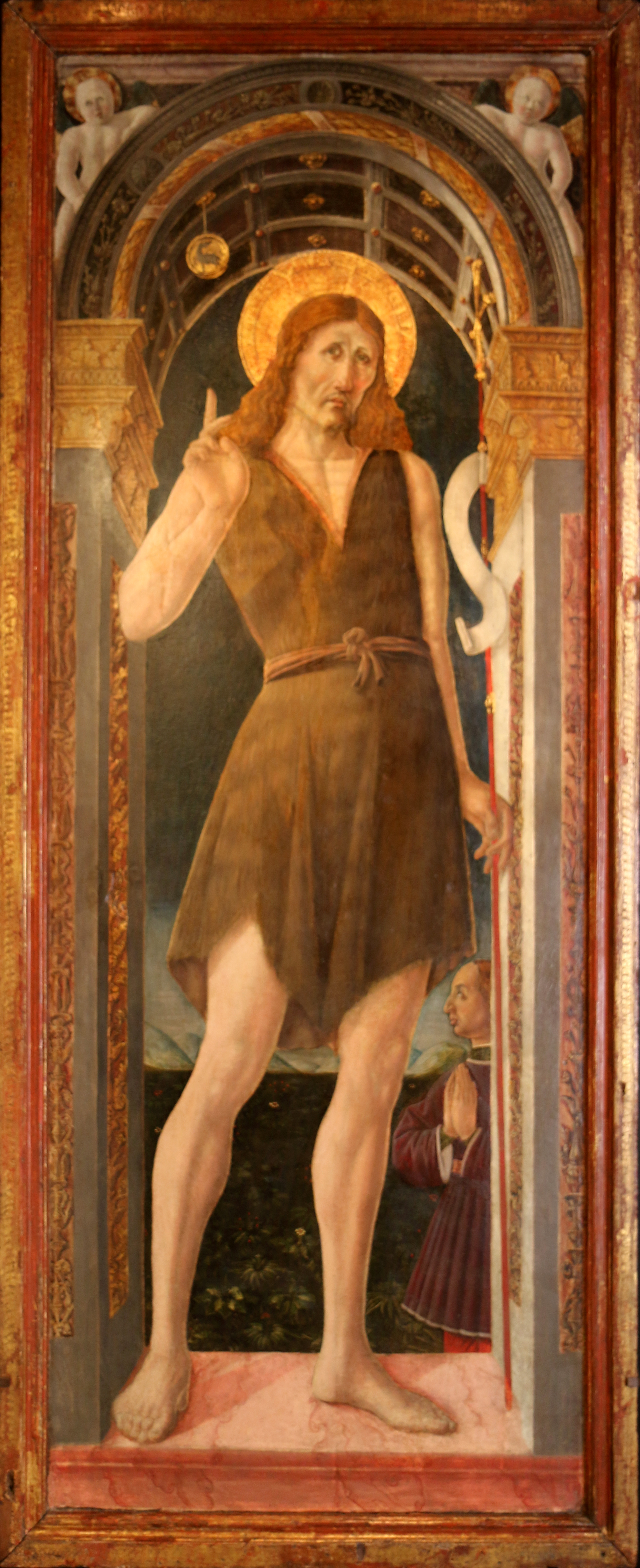
Saint Jean-Baptiste, Giovanni Angelo d'Antonio
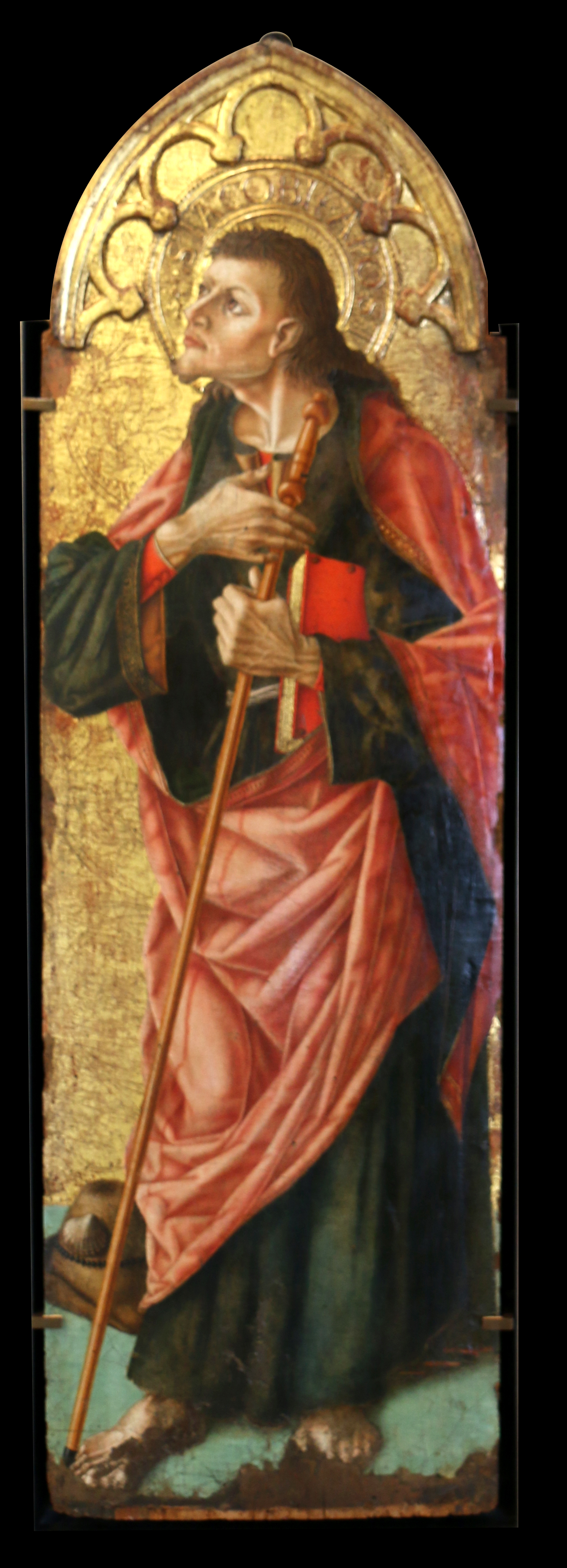
Saint Jacques, Nicola di Maestro Antonio
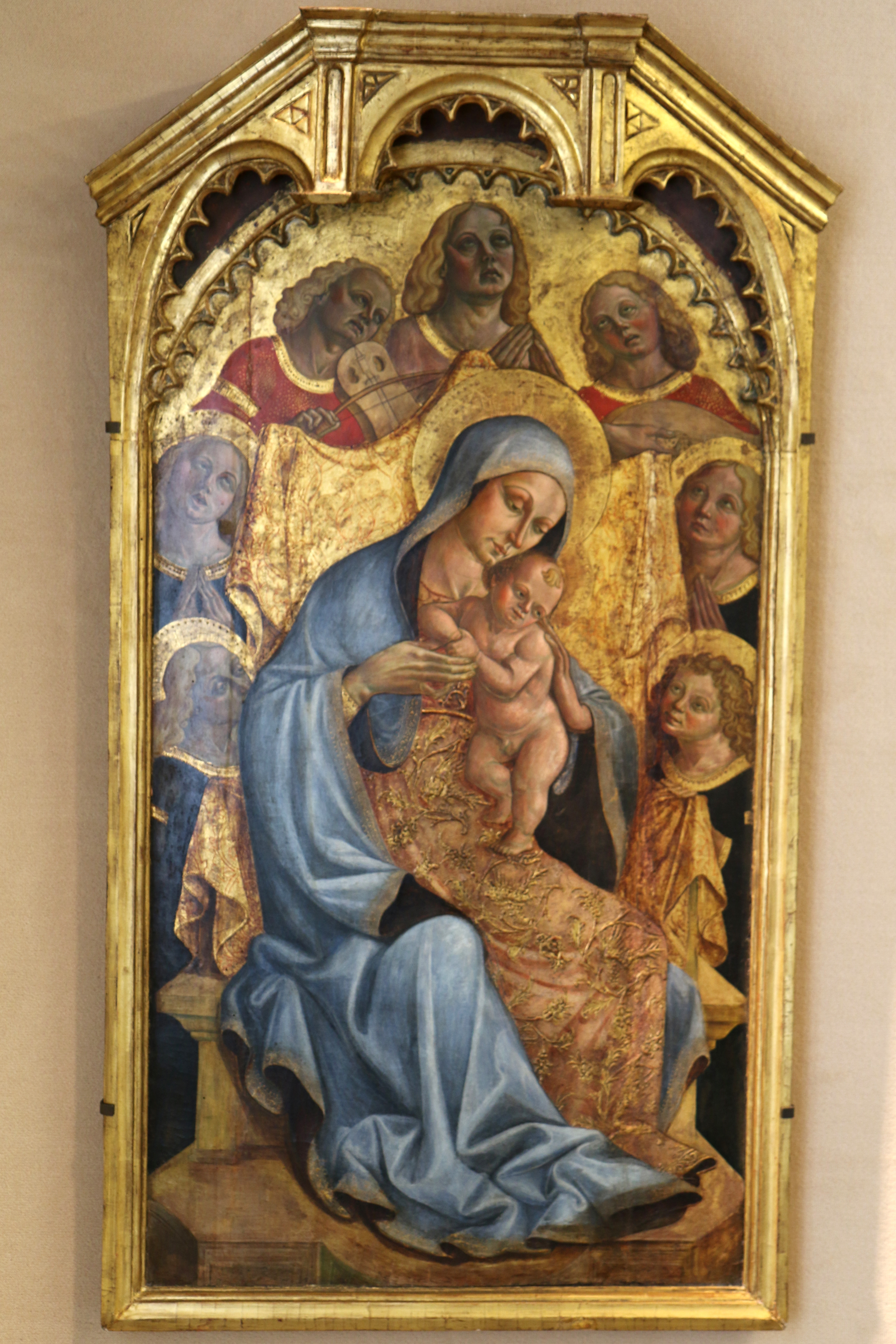
Vierge et Enfant, Ludovico Urbani
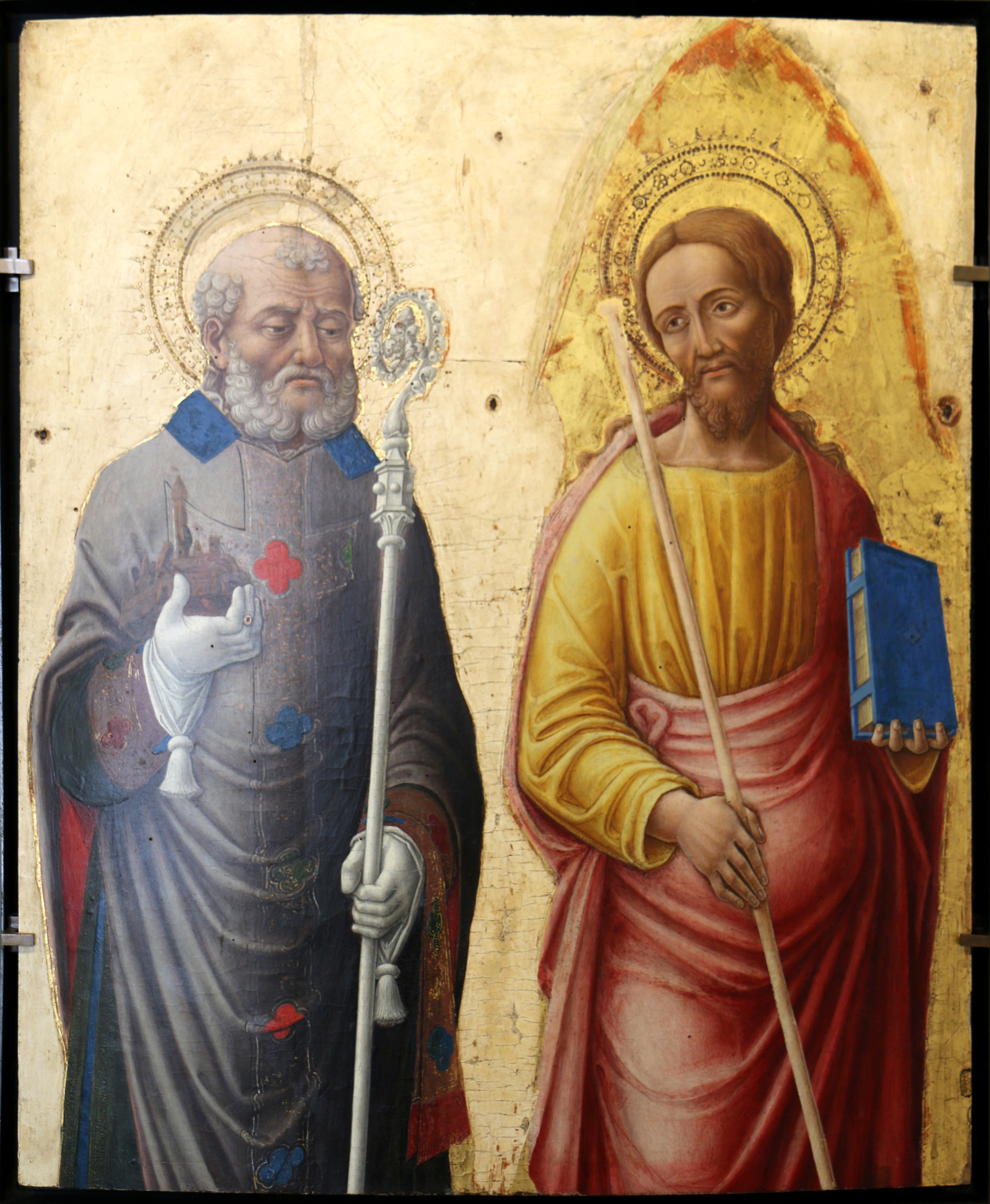
Saint Pétrone et saint Jacques, Vivarini
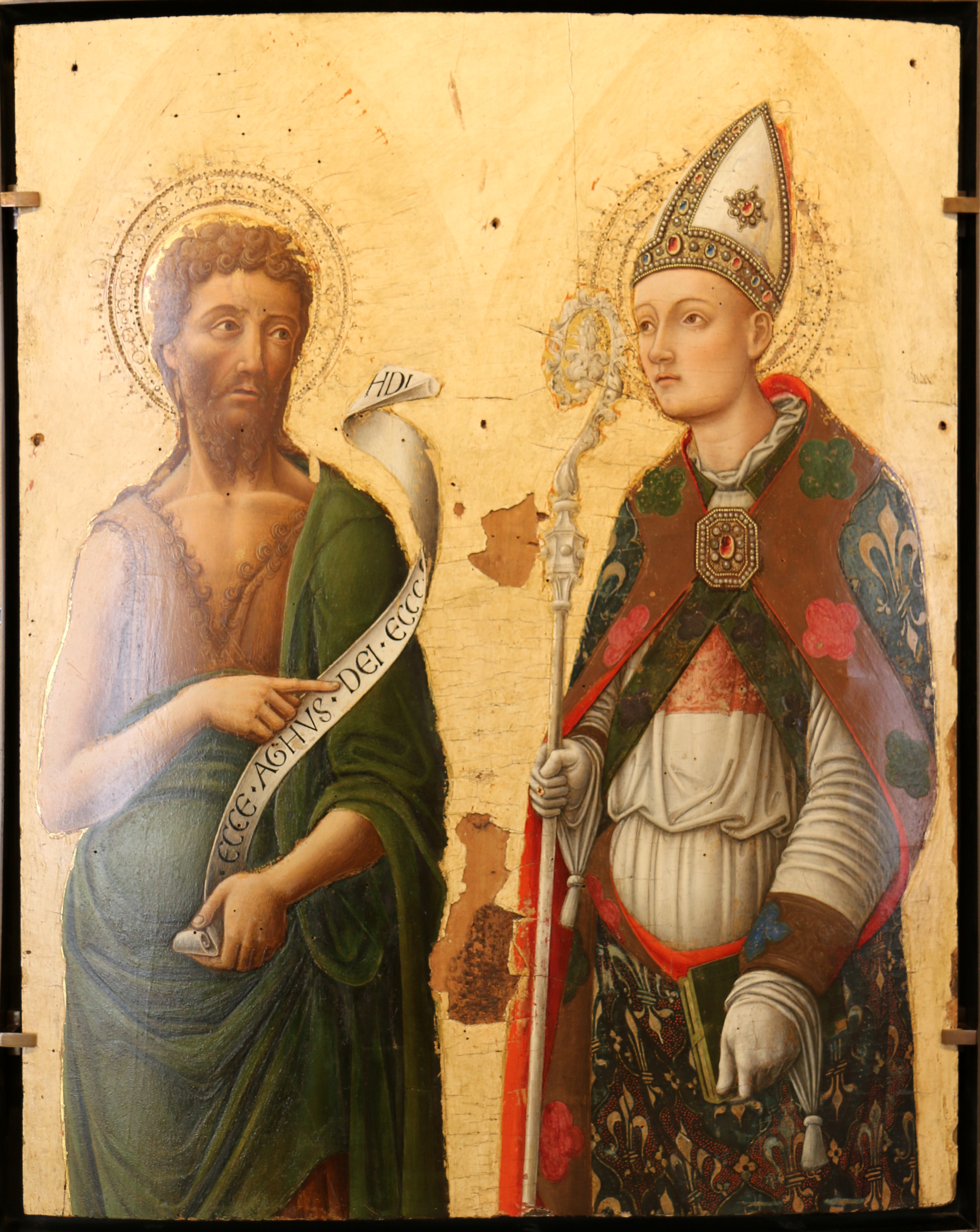
Saint Jean-Baptiste et saint Louis de Toulouse, Vivarini
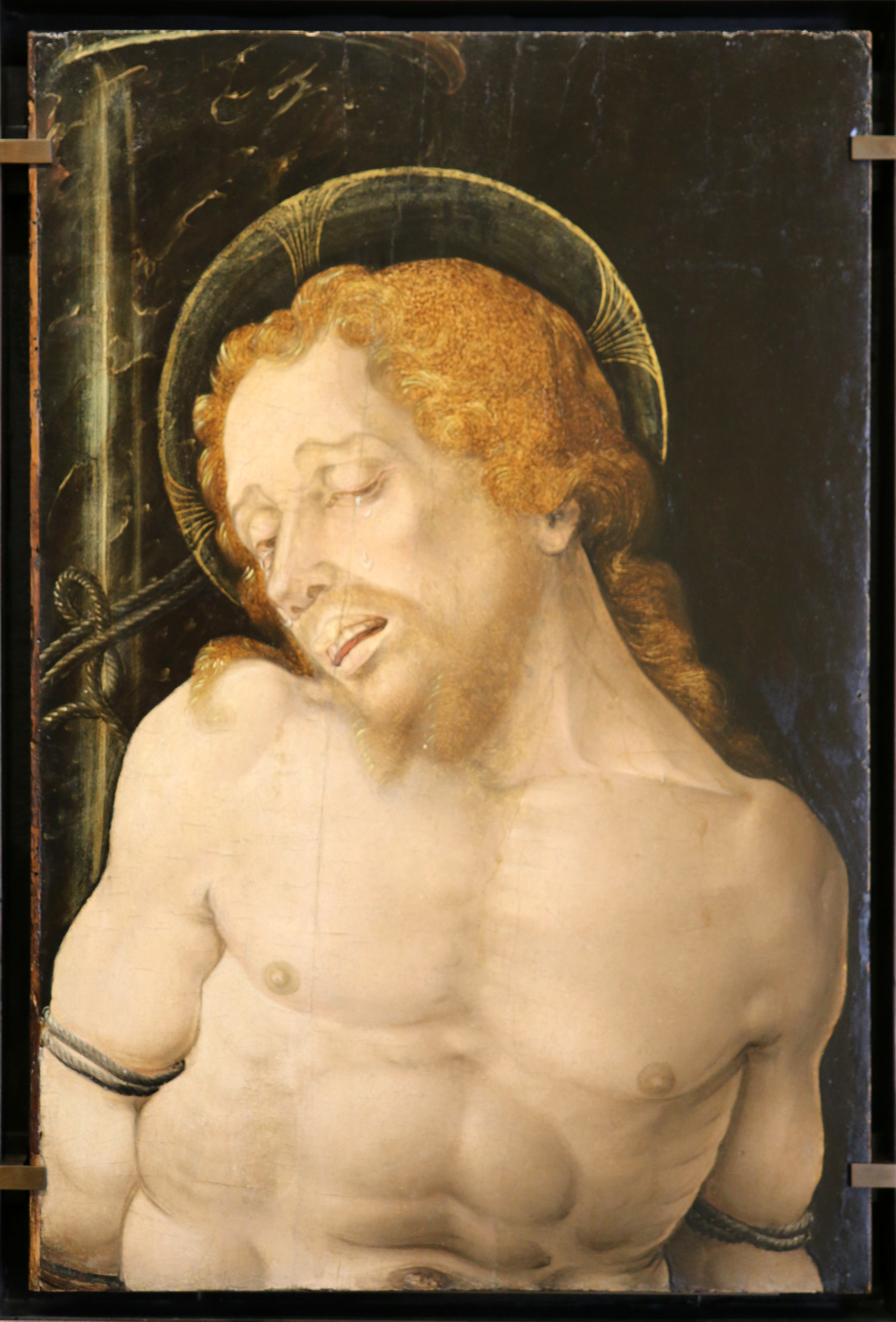
Le Christ à la colonne, Liberale da Verona

### Salle 13: L'Italie centrale et septentrionale de 1460 à 1510
- Luca di Paolo : La Vierge et l'Enfant dans une gloire de chérubins entre saint Jérôme et saint François, 115 × 170 cm, huile sur peuplier[J 29]. La Vierge, vêtue d'un riche manteau de brocart, est représentée adorant l'Enfant endormie. L'exécution de ce tableau en 1488 laisse penser qu'il a été réalisé à l'occasion du mariage de Selvaggia, fille du défunt comte Antonio Ottoni[ML 6].
- Niccolo da Foligno : la Nativité, 45 × 76 cm, vers 1480[J 30] ; l'Ascension, 45 × 109, vers 1480[J 31] ; L'Ange de l'Annonciation, 64 × 30 cm[J 32] ; La Vierge de l'Annonciation, 64 × 30 cm[J 33] ; Christ de pitié soutenu par deux anges, 45 × 45 cm[J 34], cette pietà constituait l'élément central d'une prédelle[ML 7].
- Vittore Crivelli : la Vierge et l'Enfant trônant entre deux anges, 138 × 75 cm, 1501[J 35] ; la Vierge adorant l'Enfant entre deux angelots musiciens, 120 × 59 cm, vers 1485[J 36] : Victor Crivelli a représenté à plusieurs reprises et avec peu de variantes la Vierge adorant l'Enfant, se faisant ainsi une véritable spécialité de cette formule iconographique de la Vierge debout[ML 8] ; saint Julien, 121 × 40 cm ; saint Michel, 132 × 58 cm ; saint Pierre, 132 × 58 cm
- Cristoforo Scacco : saint Jean-Baptiste, 157 × 66 cm, vers 1490[J 37]. Cette figure puissante et équilibrée montrant une parfaite maîtrise de la perspective volumétrique, est une œuvre de maturité[GL 7].
- Francesco di Giorgio Martini : la Vierge et l'Enfant, 75 × 51 cm, vers 1470[J 38]. Le fond d'or traditionnel est ici remplacé par un paysage avec une ville au bord d'un fleuve vu au travers d'une baie[ML 9]
- Antonio Aleotti : Saint Barthélemy, 91 × 29 cm, Saint Laurent, 91 × 39 cm, Saint Jean évangéliste, 88 × 32 cm et Saint Nicolas, 93 × 32 cm
- Liberale da Verona : l'enlèvement d'Hélène, 41 × 110 cm, huile sur peuplier, vers 1470 ; il s'agit d'un panneau de coffre de mariage datant de pa période siennoise du peintre.
- Maître de la Madone de Liverpool : La Vierge et l'Enfant et le petit saint Jean, 33 × 28 cm, 1475-1500.
- Maître de Valverde : la Vierge et l'Enfant entre saint Pierre et saint Jean-Baptiste avec deux anges agenouillés, 107 × 130 cm.
- Antoniazzo Romano : la Navicella, 190 × 179 cm, huile sur toile, vers 1485[J 39] ; cette œuvre, commandée par des religieuses d'un hôpital, représente l'épisode du lac de Tibériade où l'apôtre Pierre marche sur les eaux à la rencontre du Christ. La Vierge adorant l'Enfant, 63 × 50 cm, vers 1480[J 40] : cette Vierge au visage pur reprend un modèle iconographique courant en Toscane. La Vierge et l'Enfant entre saint Jean-Baptiste et saint Jean l'évangéliste, 125 × 83 cm[J 41]
- Giovanni Mazone : le triptyque della Rovere, 178 × 189 cm, peinture à l'huile sur peuplier, vers 1490. Ce triptyque, œuvre la plus célèbre du peintre, a été commandé par le cardinal Giuliano della Rovere, futur pape Jules II, pour orner la chapelle funéraire de sa famille dans le cloître du couvent de San Francesco de Savone[ML 10]. Le panneau central représente la Nativité, celui de gauche saint François et Sixte IV, et celui de droite saint Antoine de Padoue et Giuliano della Rovere.
- Carlo Braccesco : La manne du tombeau de saint André, 42 × 51 cm, huile sur peuplier[J 42] ; ce tableau constituait un des éléments de la prédelle d'un triptyque consacré à saint André ; la scène représentée rappelle le miracle qui se produisait sur le tombeau de saint André le jour de sa fête, la sécrétion d'une huile bienfaisante recueillie ici par un prêtre et distribuée aux fidèles[GL 8].
- Ambrogio da Fossano : la déploration du Christ
- Ludovico Brea : la présentation au temple, l'Assomption de la Vierge

Salle 13 : Peinture de l'Italie centrale e septentrionale de 1460 à 1510
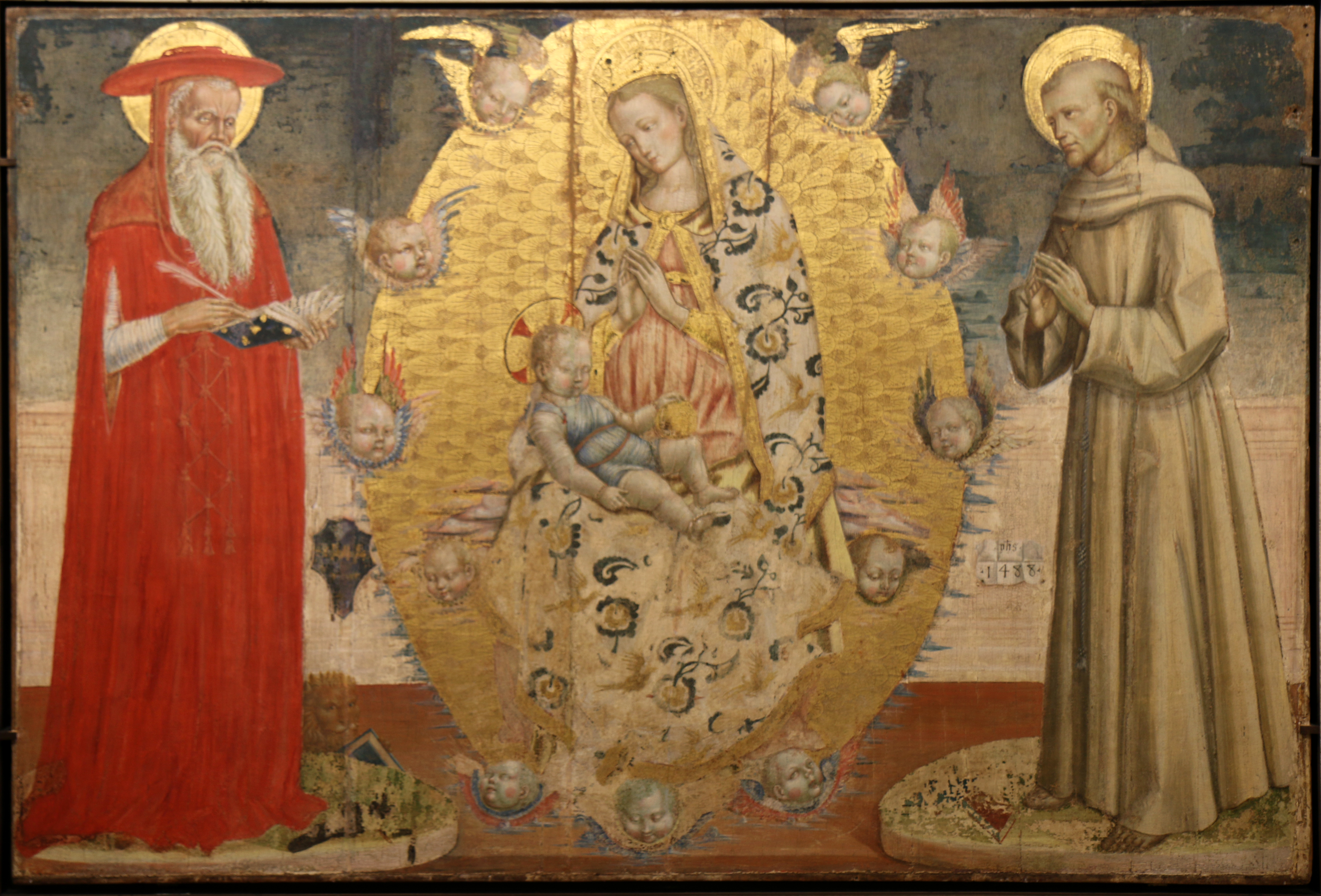
Vierge et Enfant dans une gloire de chérubins, Luca di Paolo
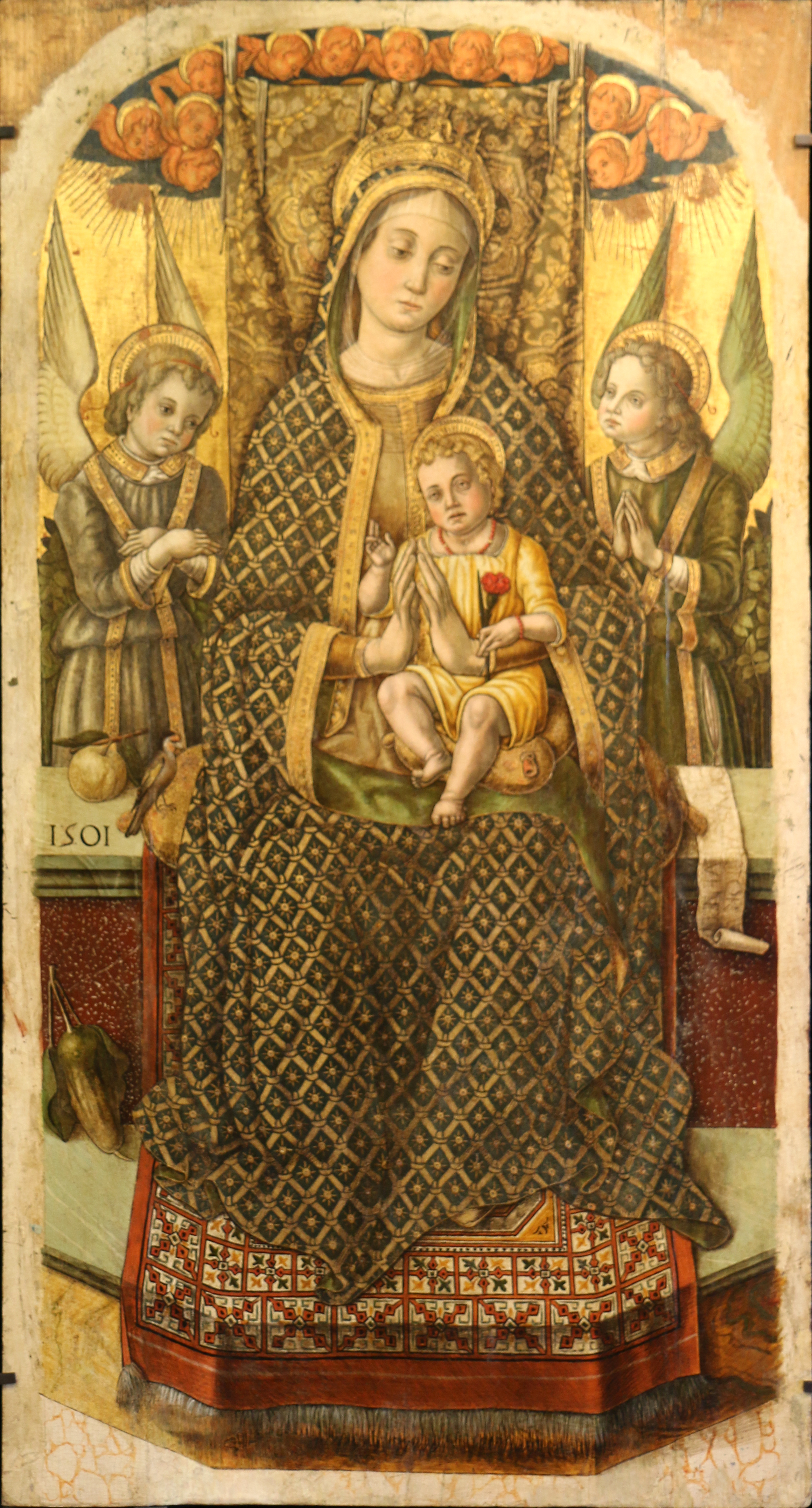
Vierge et Enfant, Vittorio Crivelli
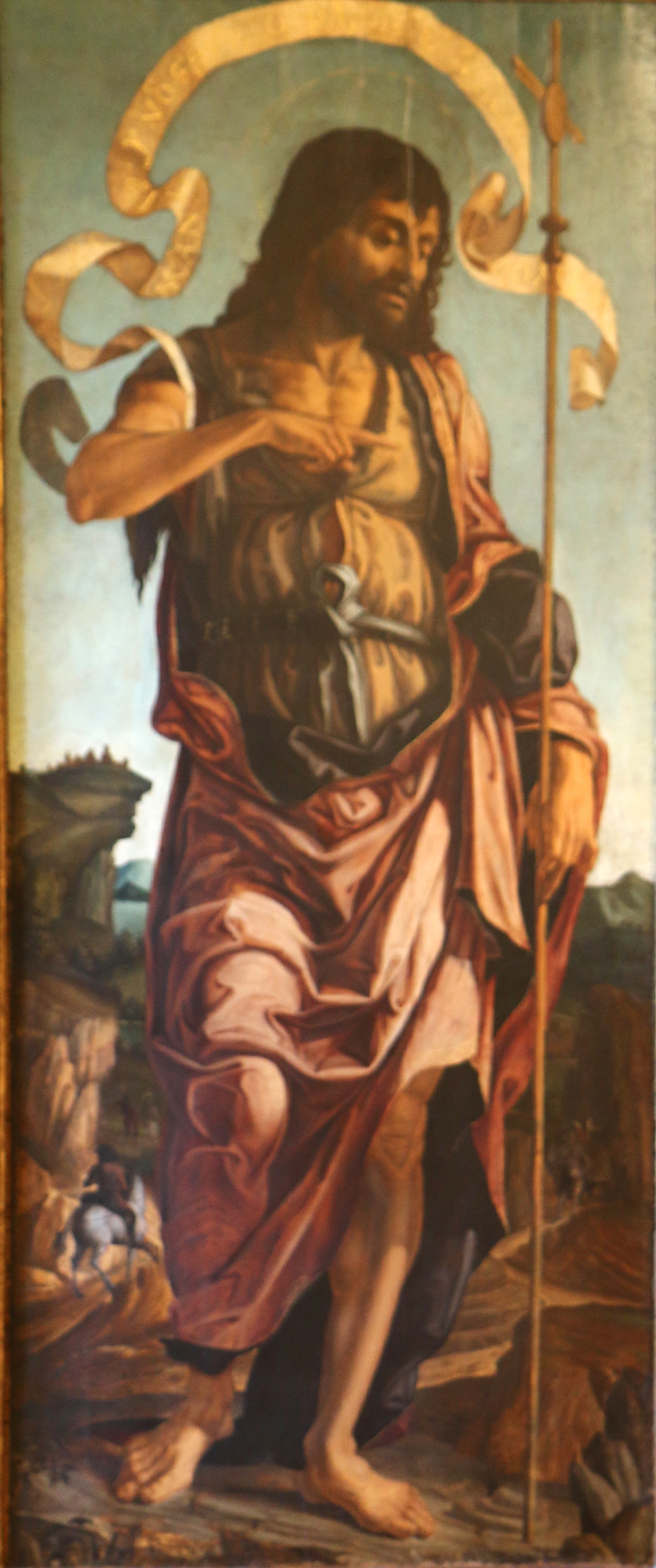
Saint Jean-Baptiste, Cristoforo Scacco
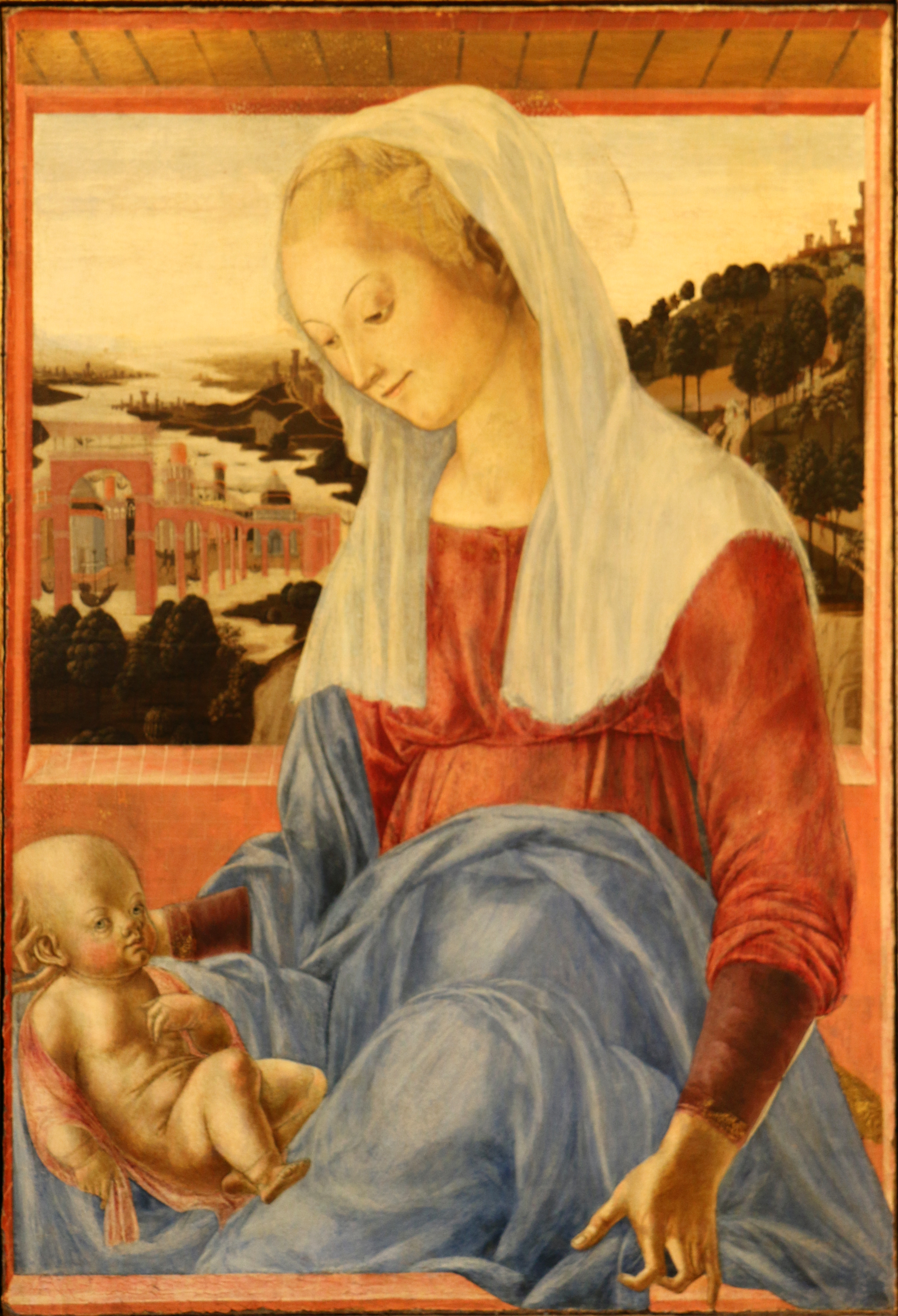
La Vierge et l'Enfant, Francesco di Giorgio Martini
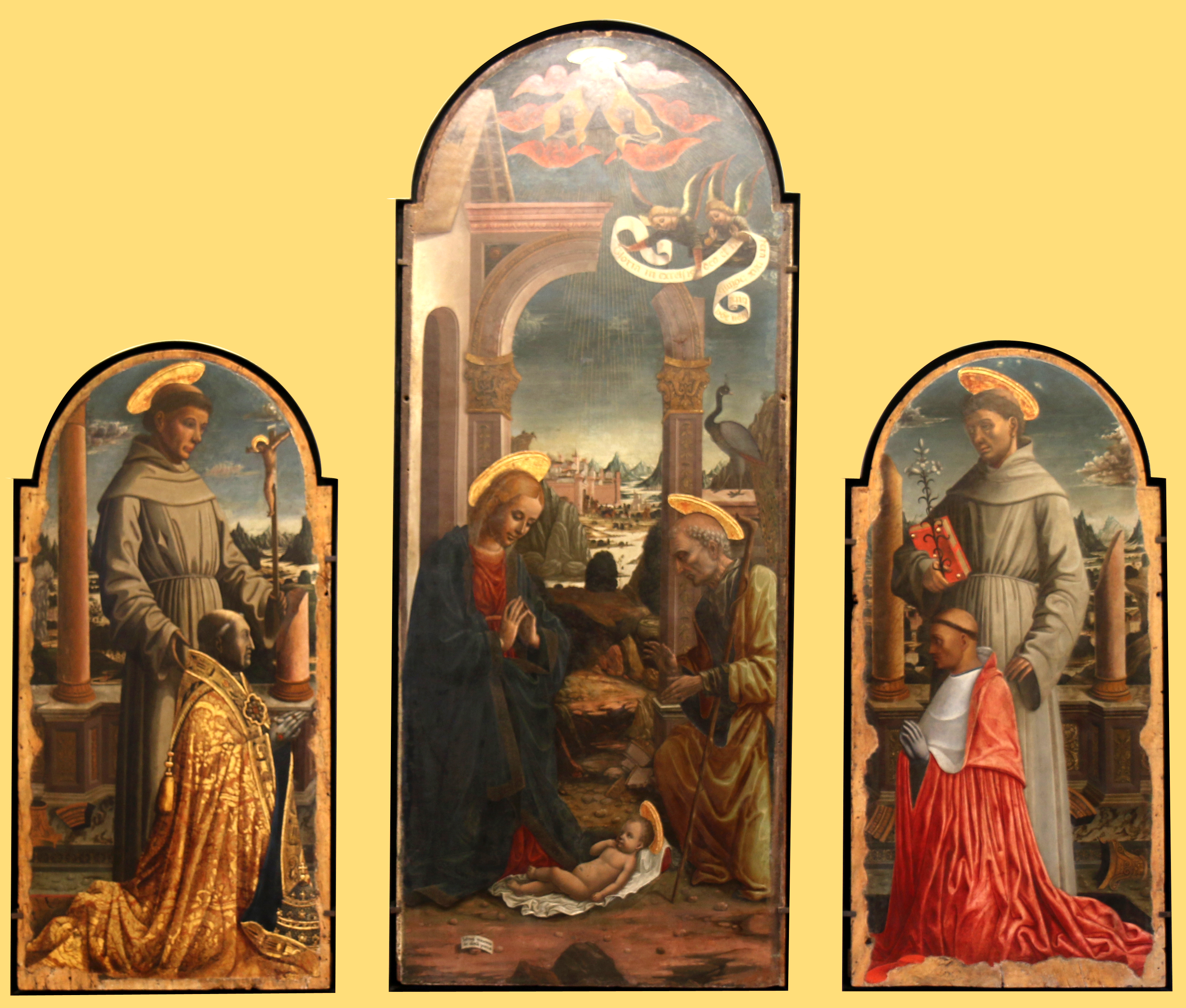
triptyque della Rovere, Giovanni Mazone
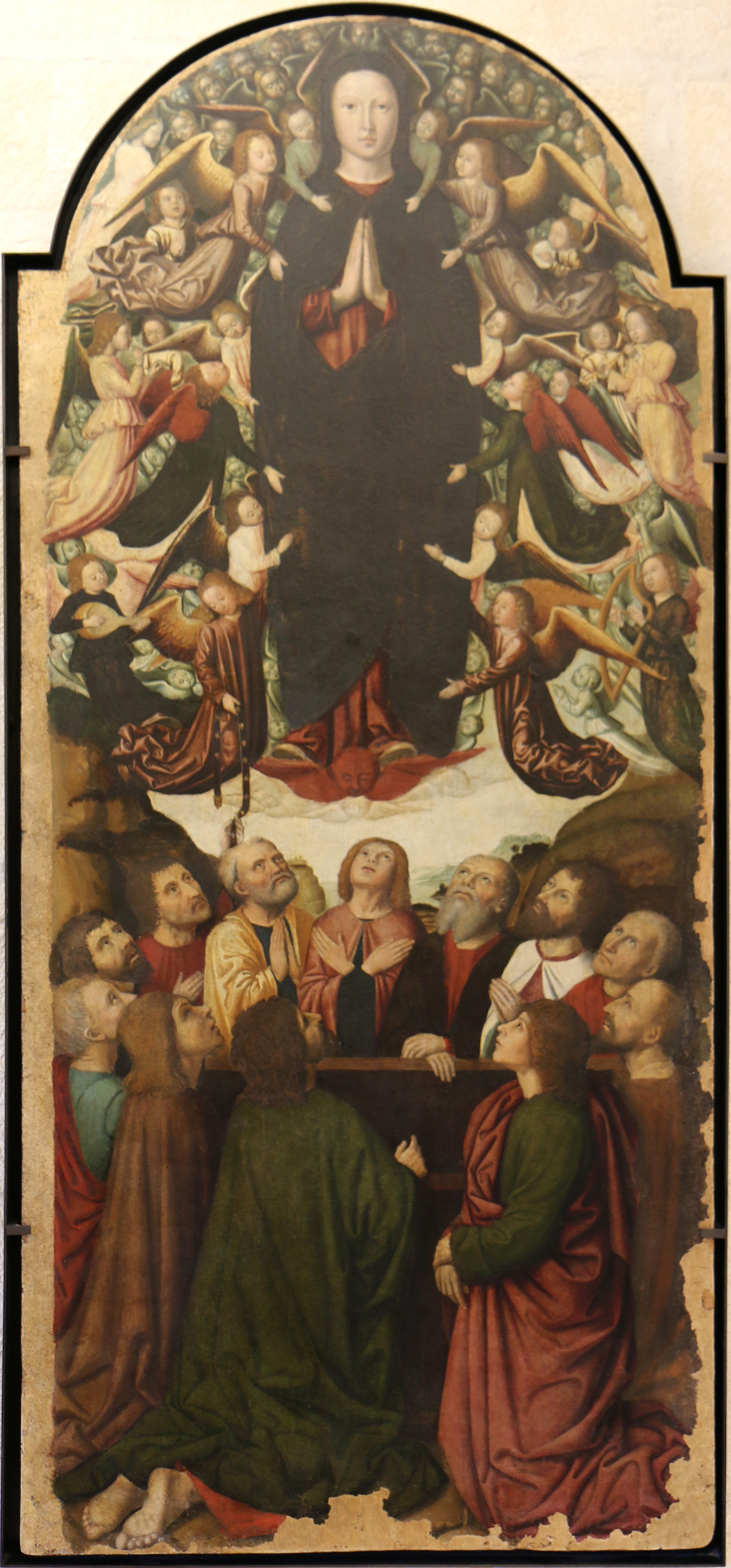
Assomption de la Vierge, Ludovico Brea

### Salle 14: La peinture à Florence et à Lucques de 1470 à 1500
- Bartolomeo di Giovanni : La Vierge et l'Enfant, 65 × 43 cm, huile sur peuplier, vers 1485. le type arrondi et l'expression adoucie des visages rapprochent ce tableau des œuvres de maturité du peintre, ce qui autorise une datation des environs de 1485[ML 11].
- Maître de Marradi : La Vierge et l'Enfant avec deux anges et le petit saint Jean, tableau circulaire de 68 cm de diamètre ; La Vierge et l'Enfant avec deux anges, tableau circulaire de 45 cm de diamètre.
- Jacopo del Sellaio ; la Vierge et l'Enfant, 66 × 46 cm, huile sur bois. La Vierge et l'Enfant entre le petit saint Jean et un ange, tableau circulaire de 84 cm de diamètre ; la Vierge est assise sur un coussin selon un schéma traditionnel de la Vierge d'humilité en vogue depuis plus d'un siècle. Une petite balustrade sur laquelle s'appuient l'ange et le petit saint Jean côtoie les motifs traditionnels du lys, symbole de la virginité de Marie.
- Maître de Tondo Borghèse : saint Barthélemy, 190 × 71 cm et saint Laurent. Ces deux tableaux formaient les deux panneaux latéraux d'un retable encadrant une niche contenant un tabernacle. Les deux saints sont figurés avec en arrière-plan la ville de Florence, reconnaissable à l'architecture de ses palais.
- Agnolo et Donnino di Domenico del Mazziere : saint Léonard et saint Jacques, 78 × 65 cm, huile sur peuplier, fin du XVe siècle
- Ansano Ciampanti : La Vierge et l'Enfant avec huit saints, 166 × 148 cm ; La Vierge et l'Enfant entre saint Jean l'évangéliste, sainte Brigitte de Suède et deux anges, 131 × 127 cm.

Salle 14 : La peinture à Florence et à Lucques de 1470 à 1500
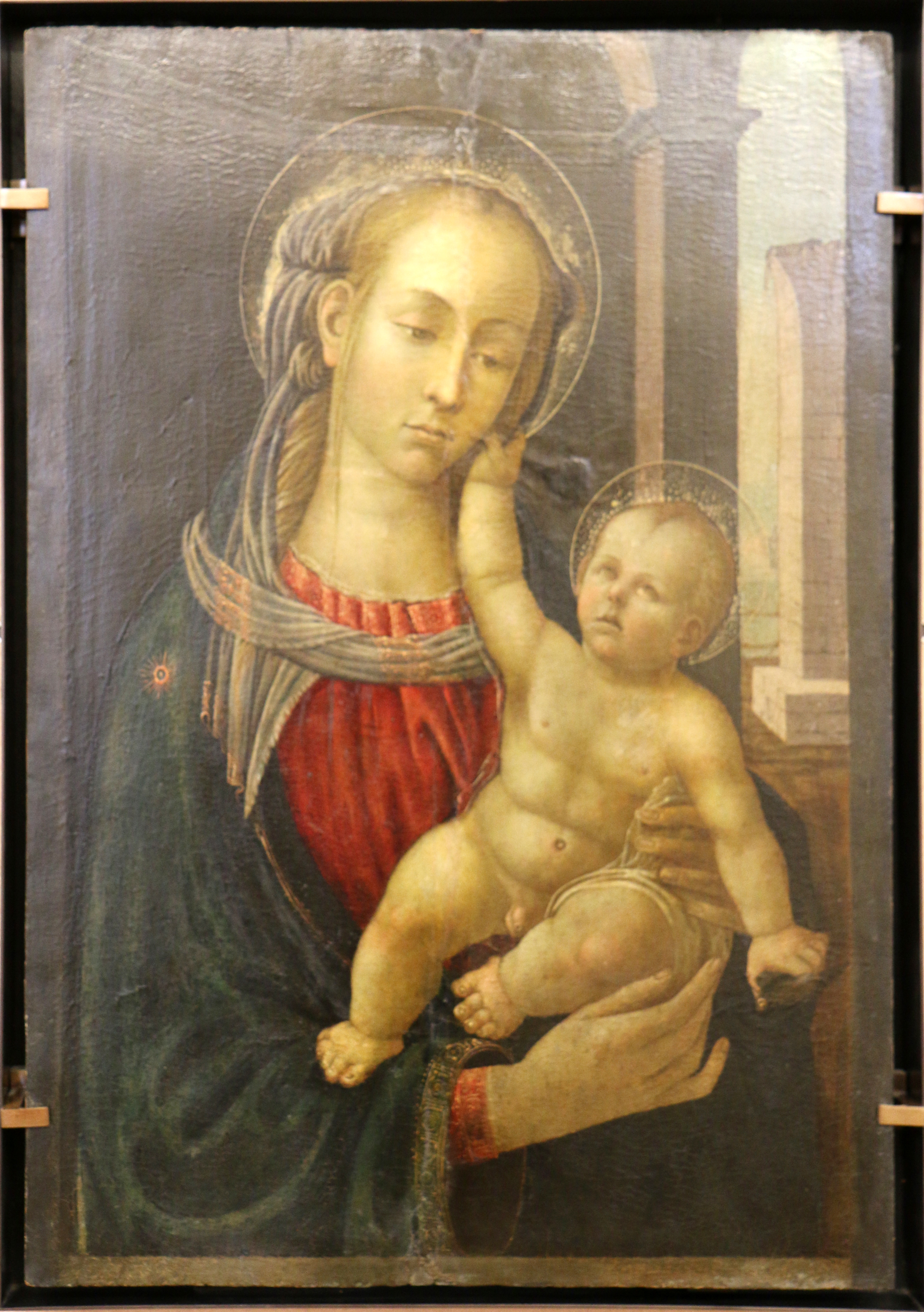
La Vierge et l'Enfant, Jacopo del Sellaio
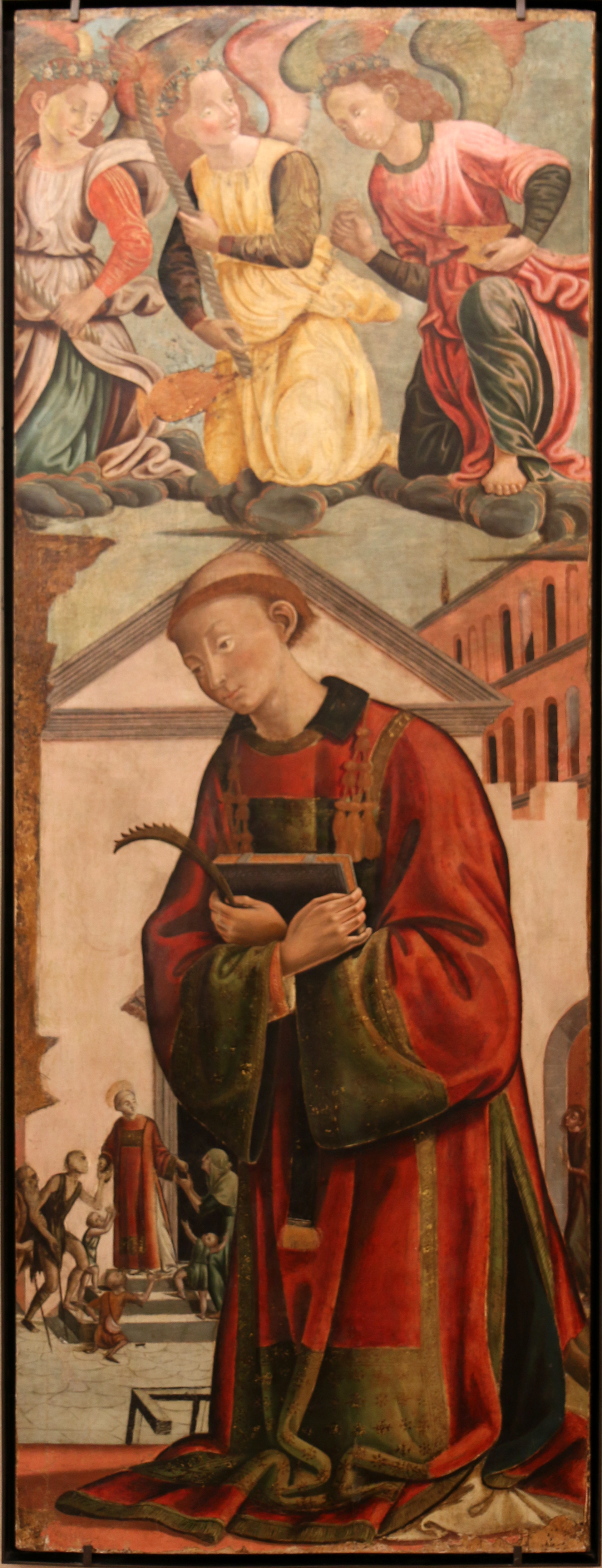
Saint Laurent, Maître du Tondo Borghese
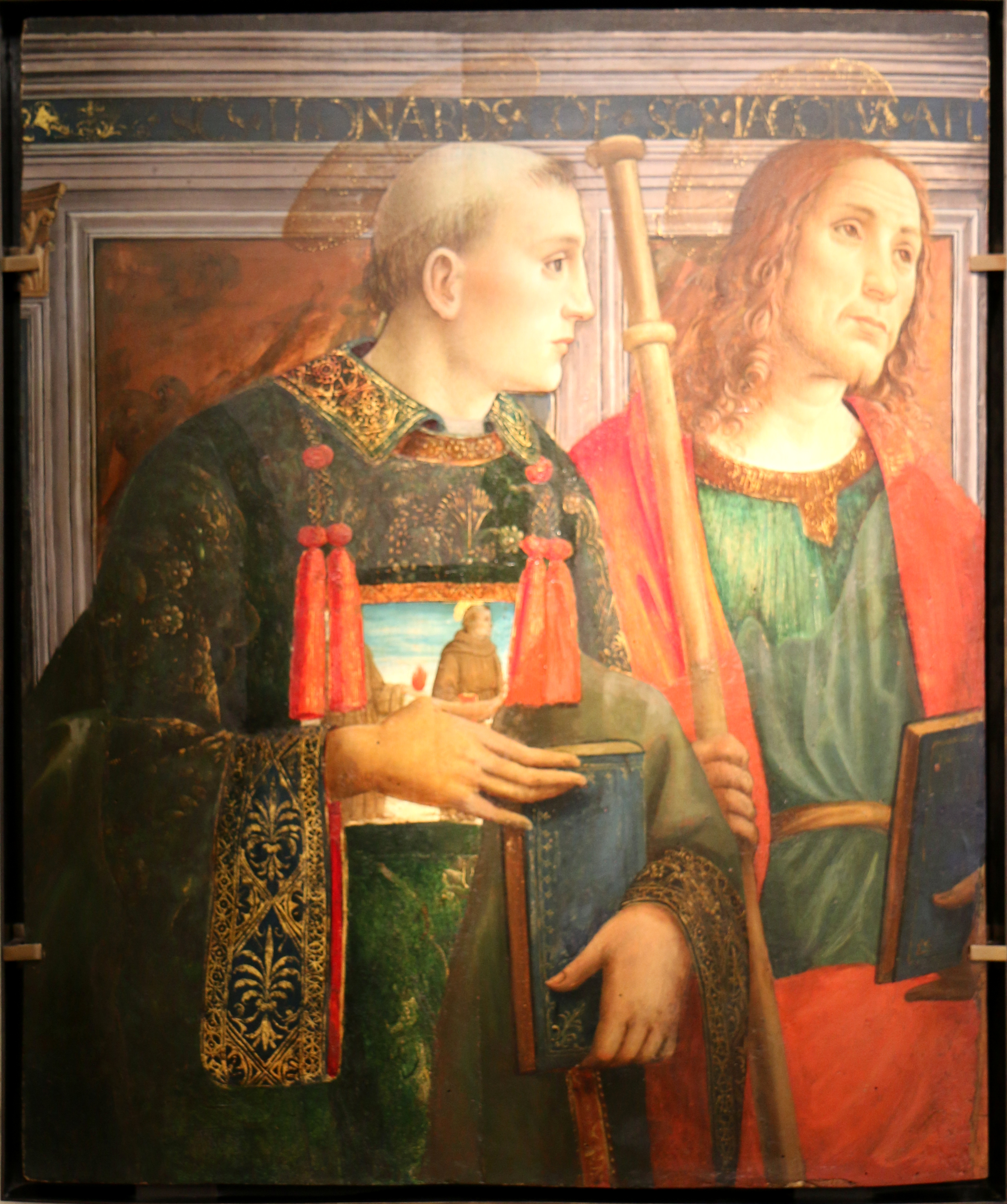
Saint Léonard et saint Jacques, Agnolo et Domenico di Domenico del Mazziere
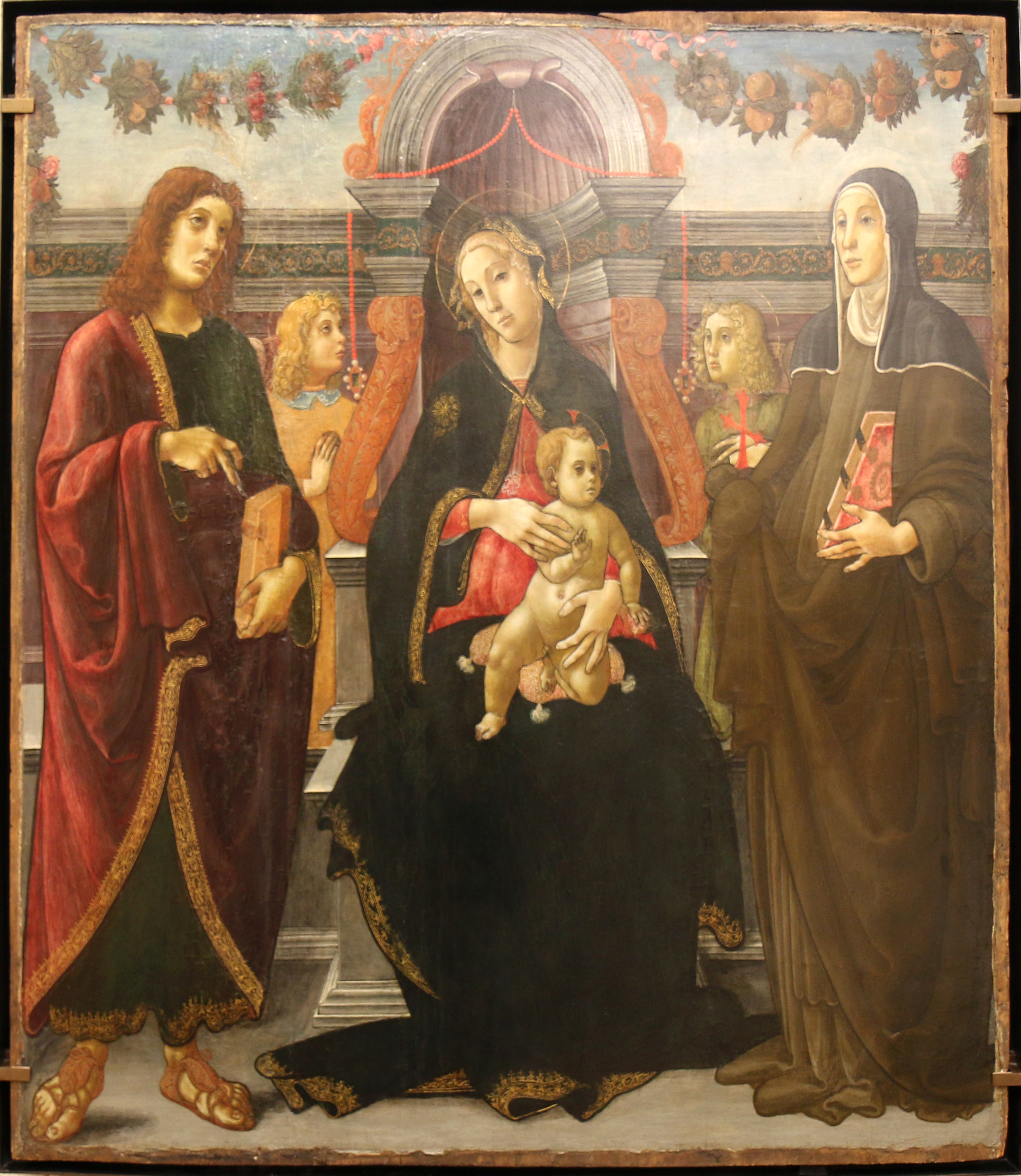
La Vierge et l'Enfant entre saint Jean l'évangéliste, sainte Brigitte de Suède et deux anges, Ciampanti
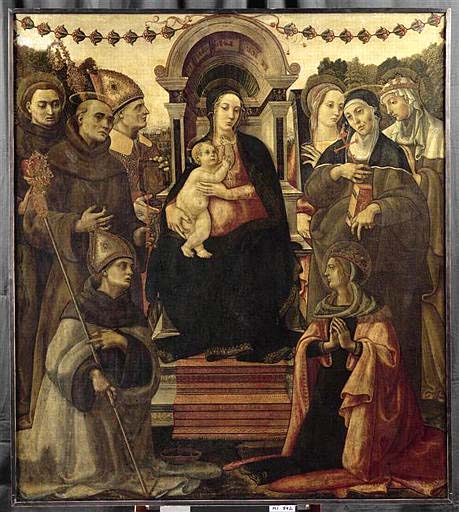
La Vierge et l'Enfant avec huit saints, Ciampanti

### Salle 15: La peinture à Florence auXVIesiècle
- Maître des Cassoni Campana : Ariane abandonnée à Naxos, 69 × 155 cm ; la prise d'Athènes par Minos, 69 × 183 cm ; les amours de Pasiphaé, 69 × 182 ; Thésée et le Minotaure, 69 × 155 cm. Ces quatre tableaux sont des peintures à l'huile réalisées sur bois de peuplier et ont été réalisés vers 1510.

### Salle 16: La peinture à Florence auXVIesiècle
- Raffaellino del Garbo : le couronnement de la Vierge, 292 × 164 cm, peinture à l'huile sur bois, 1500/1511.
- Vittore Carpaccio : Sainte Conversation, 98 × 127 cm, peinture à l'huile sur peuplier, vers 1500[J 43]. Les personnages du premier plan sont ceux de la sainte famille tournés les uns vers les autres et non pas vers le spectateur. Sainte Élisabeth est représentée sous la forme d'une élégante jeune femme richement vêtue et cousant. Dans le lointain la ville au bord du fleuve dominée par une citadelle escarpée emprunte les éléments d'architecture à plusieurs monuments de Vérone[GL 9].
- Anonyme : Assomption de la Vierge, 132 × 134 cm, peinture à l'huile sur peuplier, 1500/1525 ; on identifie à gauche saint François d'Assise et sainte Elisabeth de Hongrie, à droite saint Antoine de Padoue et sainte Catherine d'Alexandrie.
- Anonyme : La Trinité entourée de chérubins, tableau circulaire de 59 cm de diamètre, peinture à l'huile sur peuplier, 1500/1525.
- Ludovico Mazzolino : L'adoration des Mages, 120 × 78 cm, peinture à l'huile sur épicéa, 1575/1600. L'attribution de ce tableau a fait l'objet de nombreuses hypothèses, mais actuellement la plupart des experts s'accorde pour un chef-d'œuvre de jeunesse de Ludovico Mazzolino[ML 12].
- Marchesi da Cotignola : Le Christ portant la croix, 53 × 50 cm, peinture à l'huile sur peuplier, 1520/1526.
- Cima da Conegliano : La Vierge et l'Enfant entre saint Jean-Baptiste et saint François, 65 × 91 cm, peinture à l'huile sur peuplier, 1475/1525.
- Marco Palmezzano : Le Calvaire avec saint Jérôme pénitent, 268 × 186 cm, peinture à l'huile sur bois, 1500/1525.
- Tommaso : La Vierge et l'Enfant avec le petit saint Jean et sainte Marguerite, tableau circulaire de 87 cm de diamètre, peinture à l'huile sur peuplier, 1475/1525.
- Maître de Memphis : La sainte famille avec des bergers, tableau circulaire de 130 cm de diamètre, peinture à l'huile sur peuplier, 1475/1500.
- Lattanzio di Niccolo : La Nativité, 225 × 154 cm, huile sur toile, 1475/1500.
- Giovanni Bellini (école de) : La Vierge et l'Enfant entre saint Jean-Baptiste et saint Jérôme, 77 × 107 cm, huile sur peuplier, 1475/1525.
- Anonyme : Le Calvaire, 127 × 82 cm, peinture à l'huile sur bois, 1500/1525.
- Anonyme : Le Jugement de Daniel, 97 × 140 cm, peinture à l'huile sur épicéa, 1500/1525.
- Anonyme : Le Jugement de Salomon, 97 × 126 cm, peinture à l'huile sur épicéa, 1500/1525.

Salle 16 : La peinture à Florence au XVIe siècle
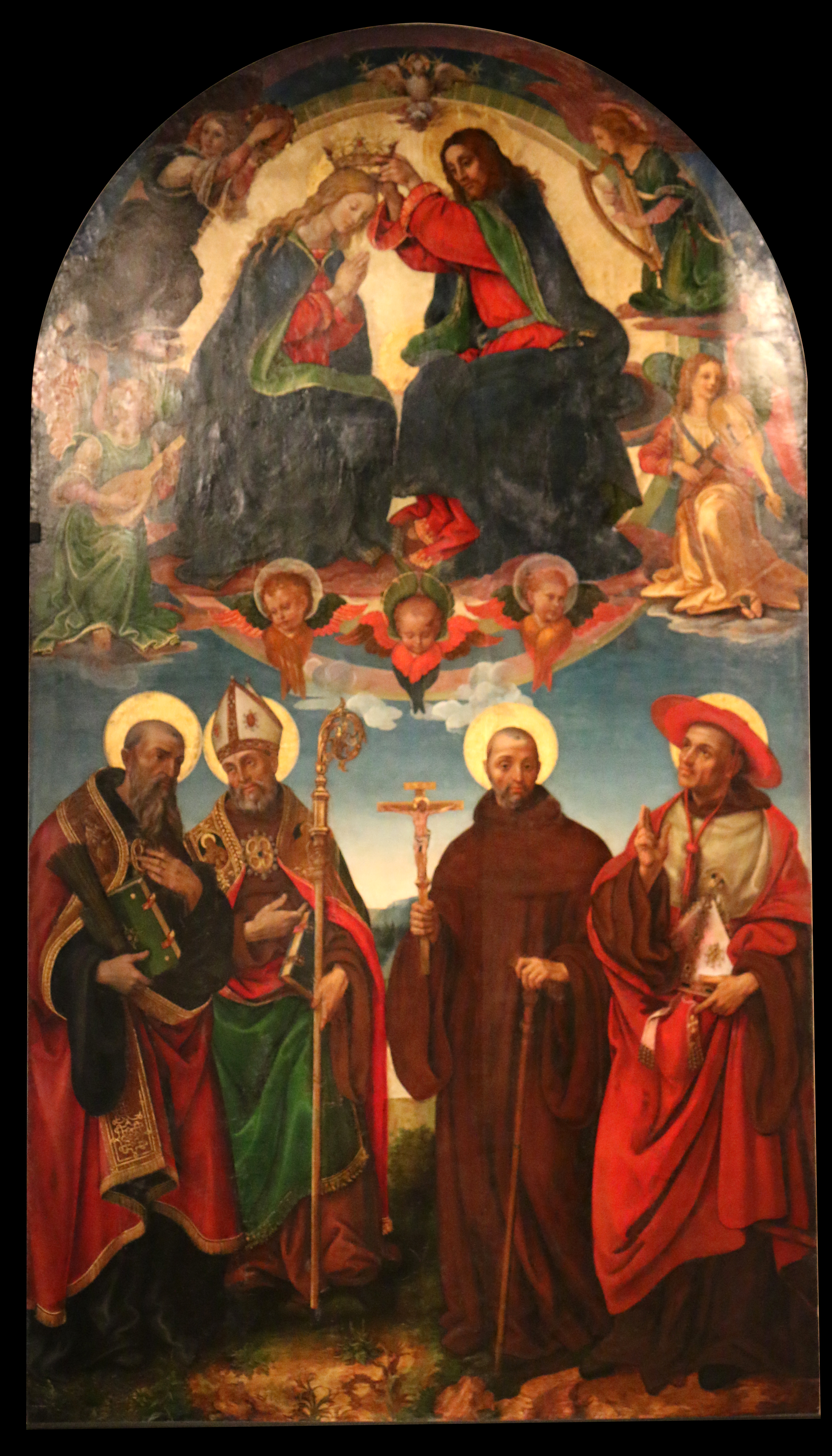
Le Couronnement de la Vierge, Raffaellino del Garbo
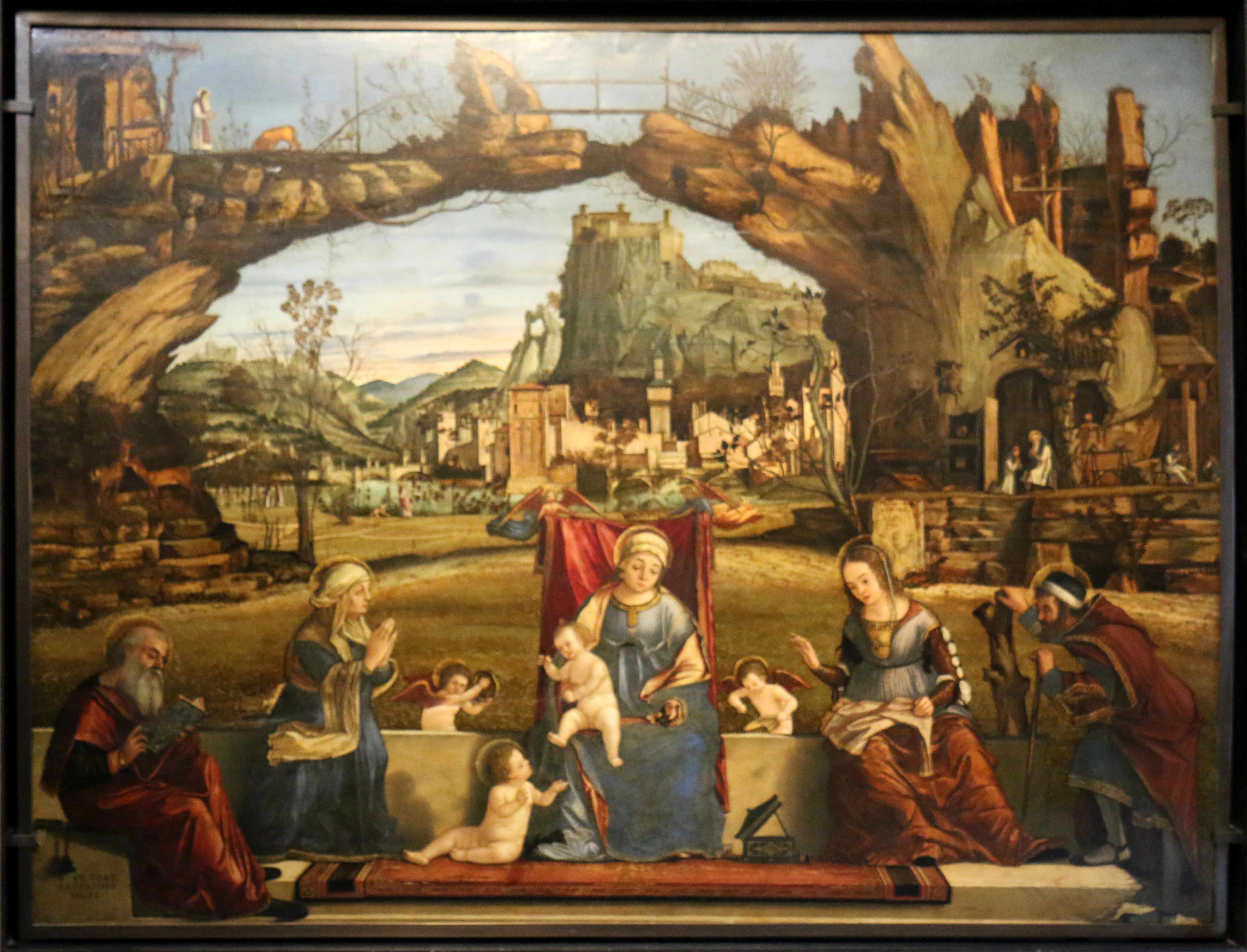
Sainte Conversation, Vittore Carpaccio
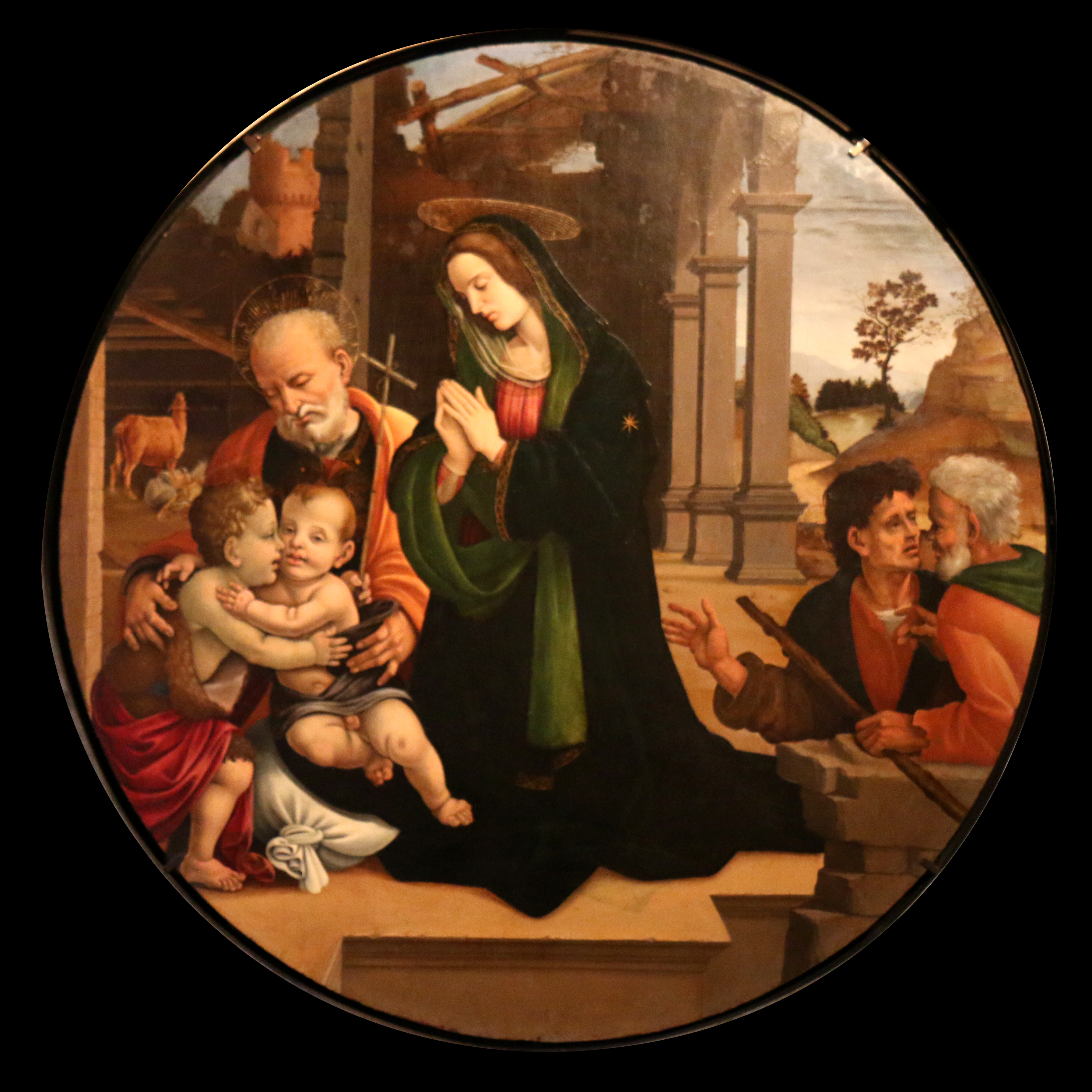
La Sainte famille avec les bergers, Maître de Memphis
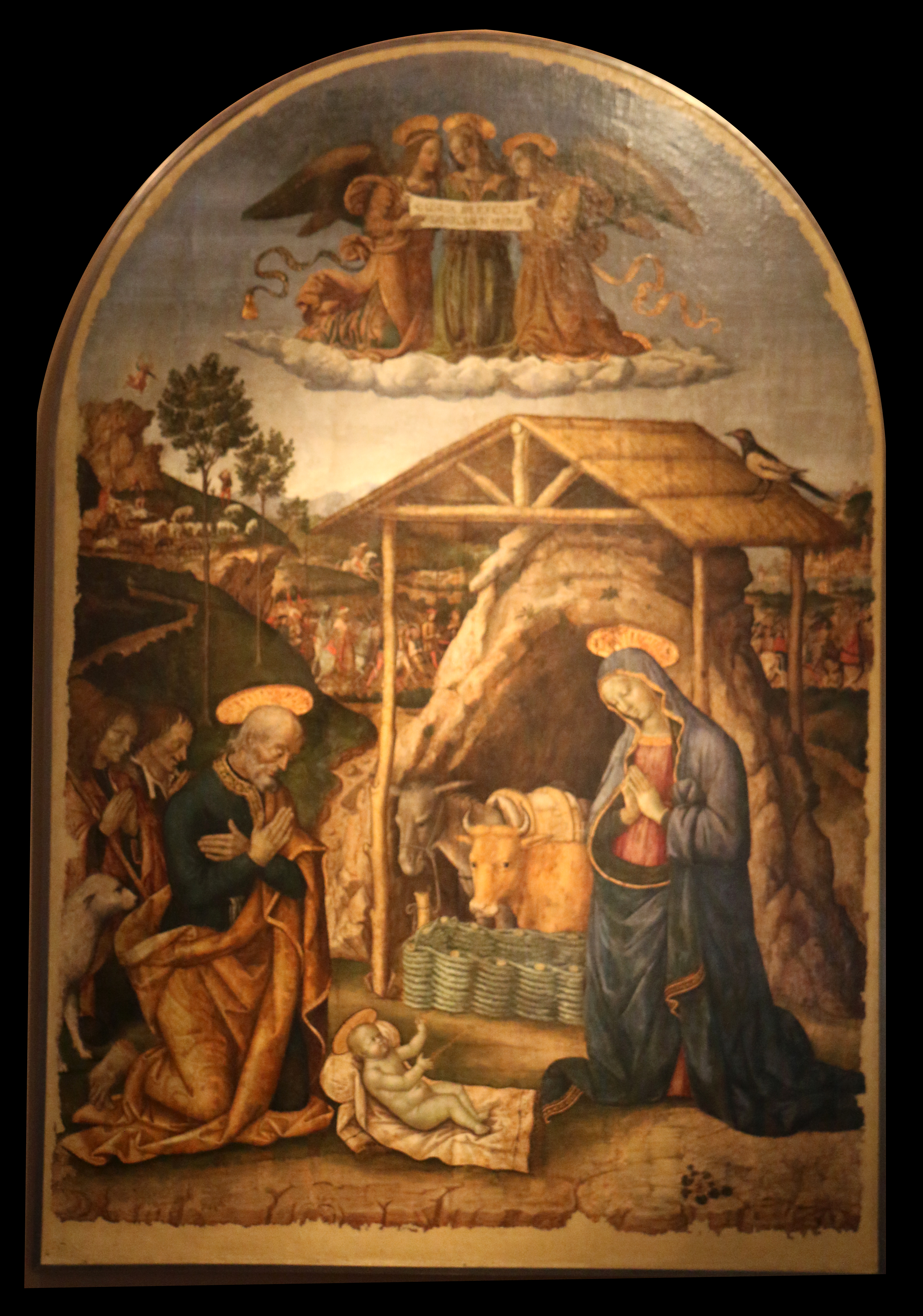
La Nativité, Lattanzio di Niccolo
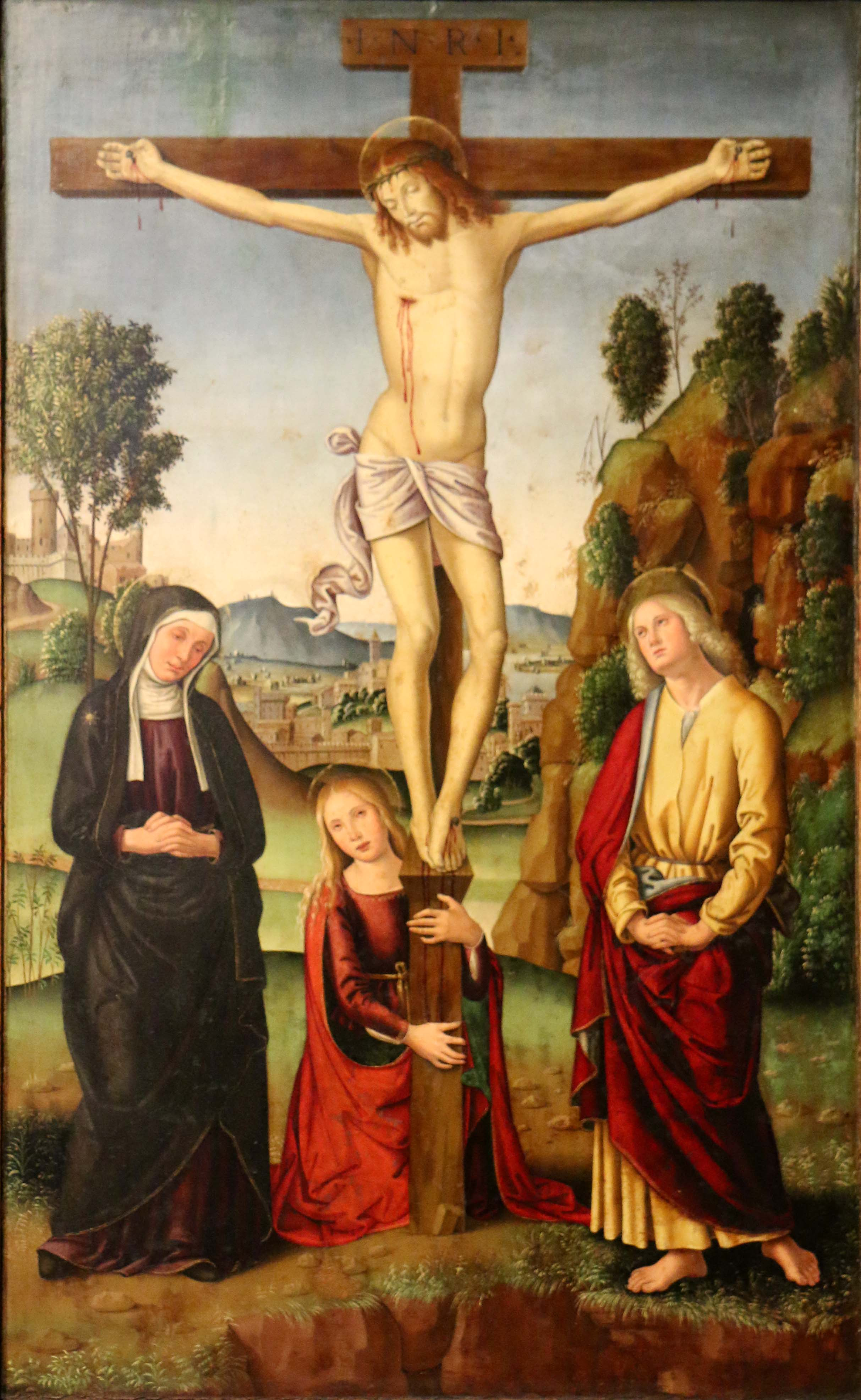
Le Calvaire, anonyme

### Salle 17: L'école d'Avignon auXVesiècle
- Anonyme : La Dormition de la Vierge. Ce thème fut très populaire au Moyen Âge. Cette vision de la mort est très différente des tourments montrés par le tombeau du cardinal de Lagrange visible en salle 2. Au premier plan saint Michel tranche les mains du grand prêtre juif Jéphonias qui a voulu renverser la Vierge de son lit de mort ; saint Pierre lui assurera une guérison miraculeuse.
- Enguerrand Quarton : La Vierge et l'Enfant entre deux saints et deux donateurs, appelé aussi Retable Requin, vers 1450-1455.
- Anonyme : Saint Siffren
- Anonyme : La Vision du bienheureux Pierre de Luxembourg
- Josse Lieferinxe : le musée expose deux volets mobiles d'un même polyptyque représentant L'Annonciation sur une face et Saint Michel terrassant le dragon au revers ainsi que La Circoncision sur une face et Sainte Catherine d'Alexandrie au revers. D'autres panneaux font également partie de ce polyptyque : Le Mariage de la Vierge aux Musées royaux des Beaux-Arts de Belgique de Bruxelles et La Visitation, L'Adoration de l'Enfant et L'Assomption avec au revers Saint Yves au musée du Louvre.
- Antoine Le Moiturier, sculpteur d'Avignon, reçoit le 6 avril 1463 une commande du chapitre de la collégiale Saint-Pierre pour achever, dans un délai de deux ans, un grand retable en pierre destiné à orner le chœur de l'église. Ce retable devait représenter le jugement dernier avec notamment le Christ et quatre anges dont deux soufflant de la trompette et deux portant les instruments de la passion. L'artiste respecta le délai et partit ensuite à Dijon pour terminer le tombeau de Jean sans Peur. Ce retable a été détruit en partie en 1659 afin de permettre l'installation d'une grande boiserie dessinée par François de Royers de la Valfenière. En 1973 les deux anges qui subsistent dont l'un soufflait dans une trompette et l'autre porte les instruments de la passion, ont été déposés et exposés dans cette salle[GL 10].

Salle 17 : L'école d'Avignon au XVe siècle
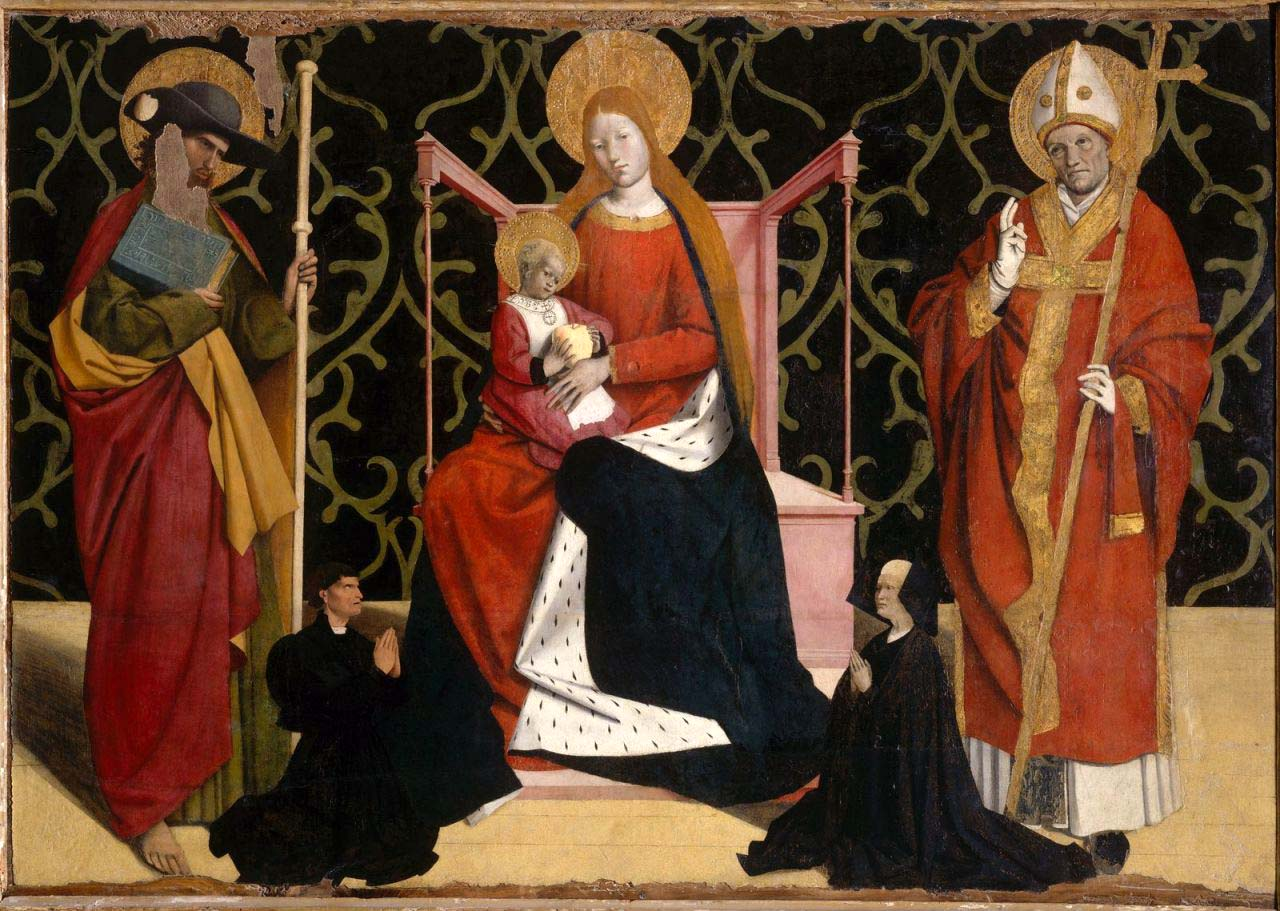
La Vierge et l'Enfant, Enguerrand Quarton
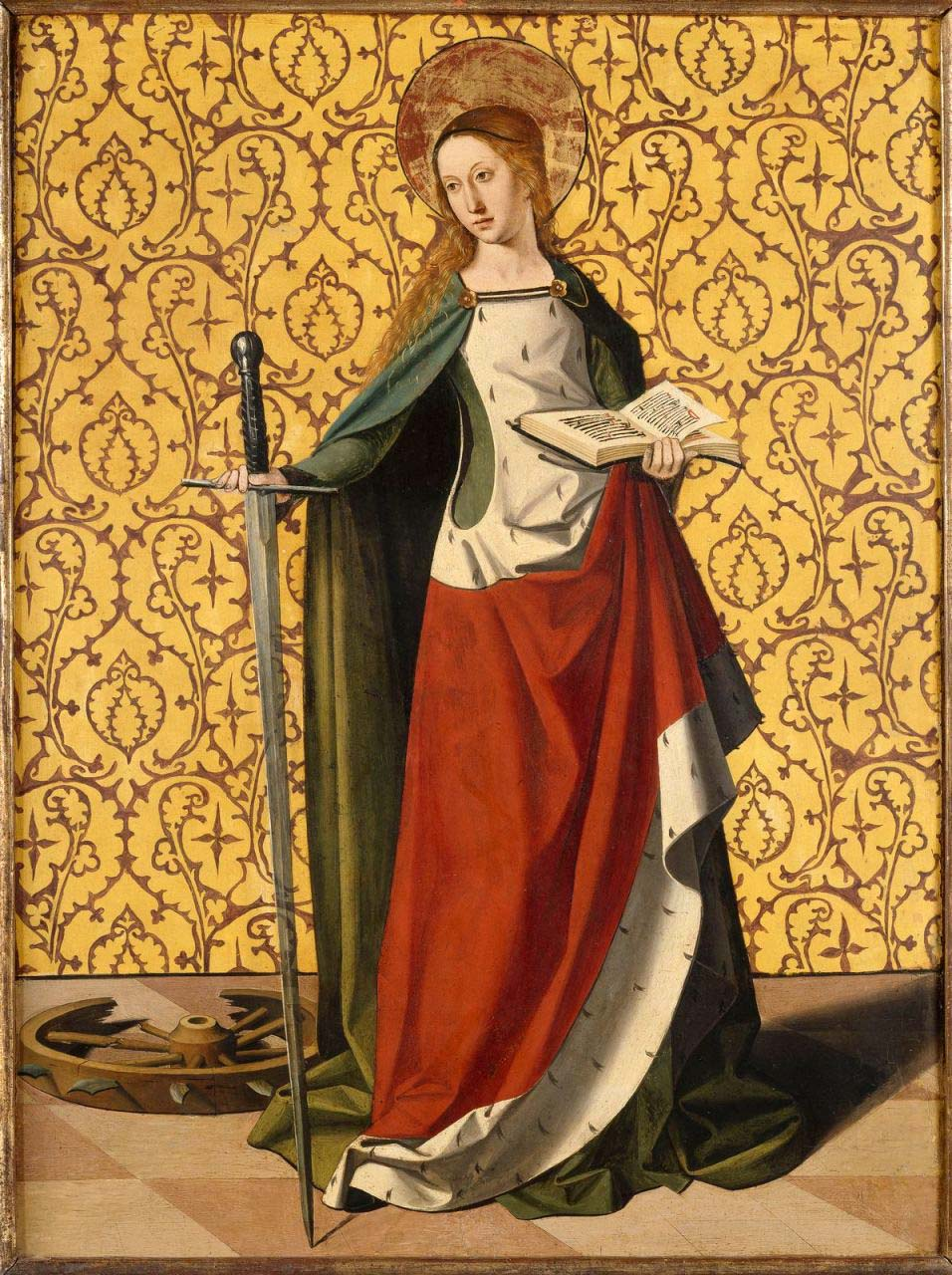
Sainte Catherine d'Alexandrie, Josse Lieferinxe
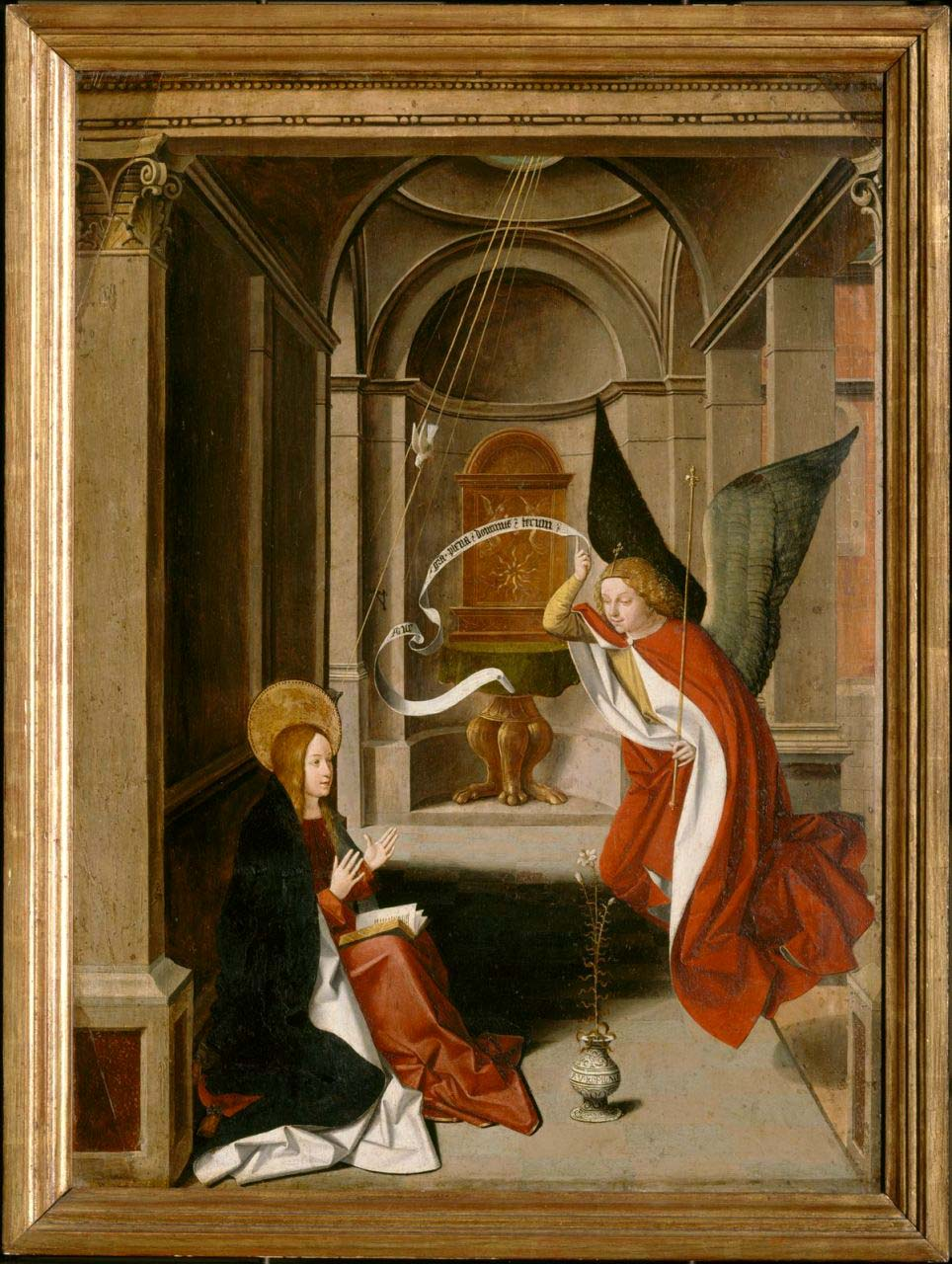
L'Annonciation, Josse Lieferinxe
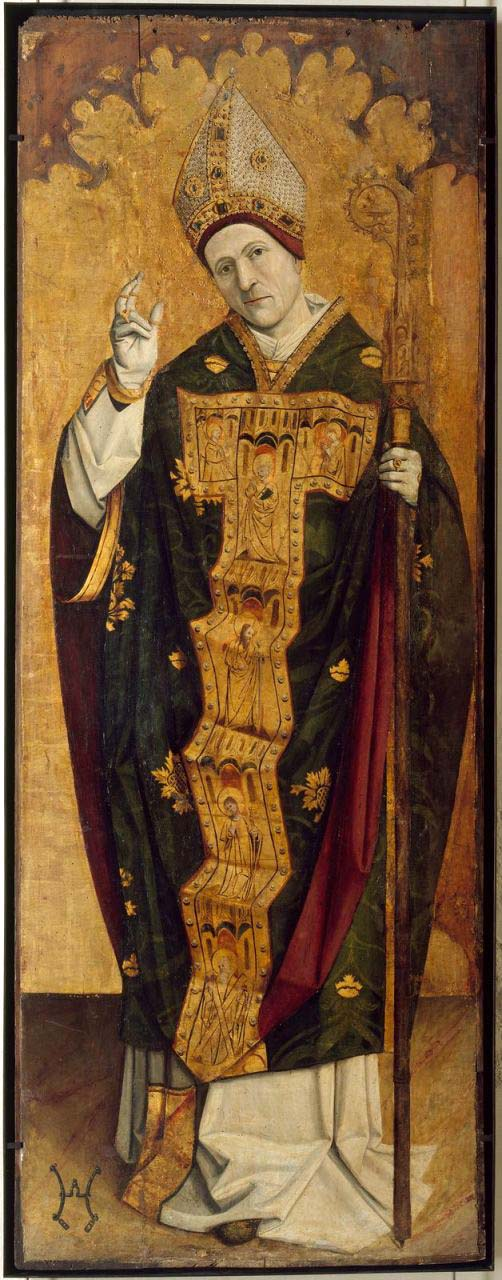
Saint Siffren, anonyme.
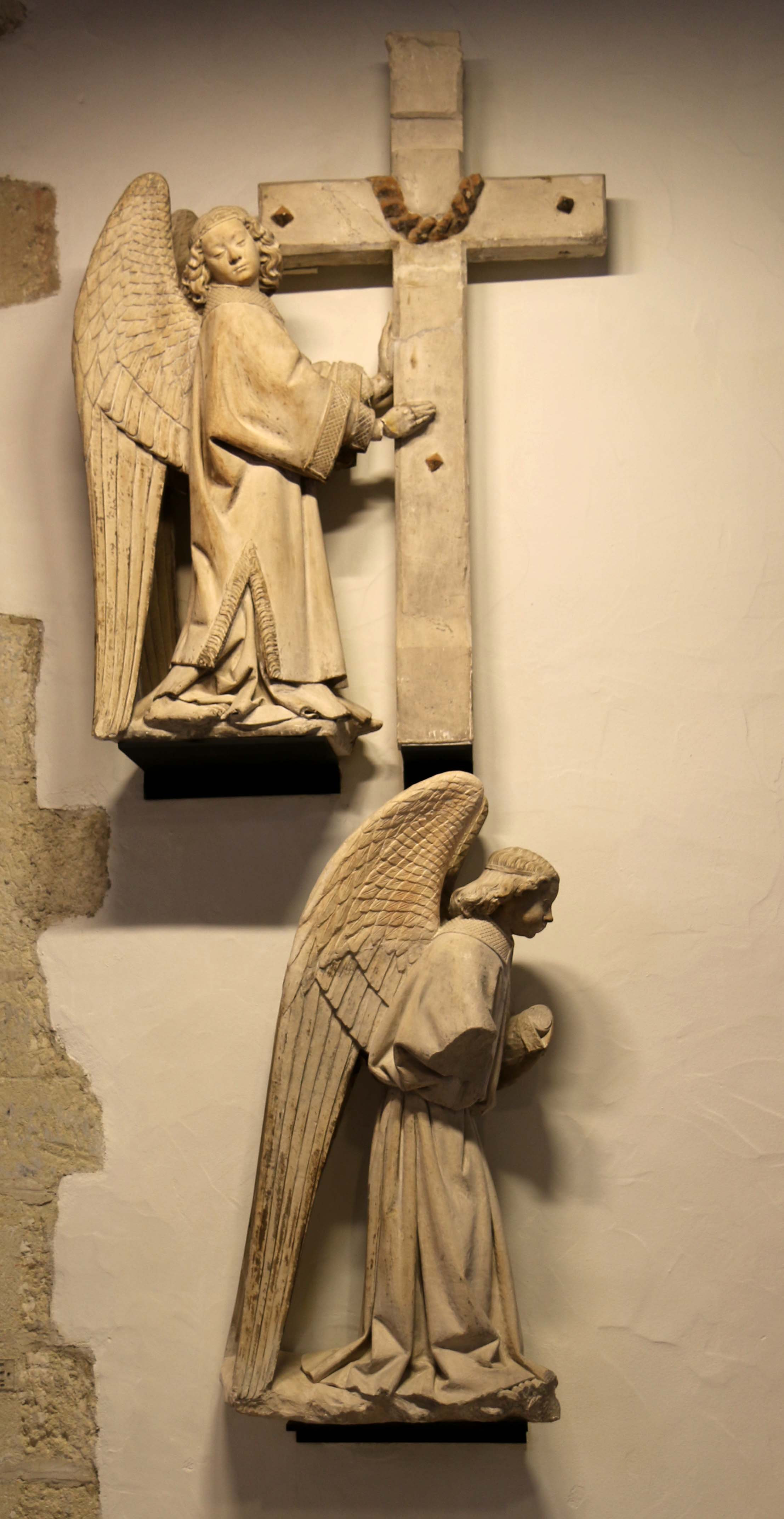
Deux anges par Antoine Le Moiturier

### Salle 18: Les dernières phases de l'école d'Avignon. Fin duXVesiècle
Peintures
- Nicolas Dipre : Le songe de Jacob et La Toison de Gédéon. Ces deux tableaux constituaient à l'origine les deux faces d'un même volet d'un grand triptyque muni de portes comme on avait coutume d'en fabriquer en Provence à cette époque. Ce panneau a été scié dans son épaisseur et chaque face transposée sur une toile. Le songe de jacob est la face extérieure traitée en grisaille : Jacob rêve la tête appuyée sur une pierre et voit en songe l'échelle mystique (Livre de la Genèse, chapitre 28, verset 10). La toison de Gédéon représente ce dernier en chevalier en arme, un genou à terre, demandant à Dieu un nouveau miracle avant d'accepter sa mission de délivrer Israël.
- Anonyme : La Vierge et l'Enfant entre deux saints et deux donateurs : ce tableau datant des environs de 1500 a peut-être été réalisé pour l'église d'une chartreuse du fait de la présence d'un moine cartusien.
- Anonyme : saint Augustin, saint Jérôme et saint Ambroise. Ces trois docteurs de l'église sont représentés debout devant des tentures de brocart entourées de bandes sombres;
- Anonyme : L'Adoration de l'Enfant. Cette toile réalisée vers 1600-1605 a été achetée en 1836 chez un antiquaire d'Avignon ce qui pourrait indiquer une origine locale. Le donateur en armure noire présenté par un saint évêque soulevant sa mitre de la main droite, n'a pu être identifié[GL 11].

Salle 18 : Les dernières phases de l'école d'Avignon. Fin du XVe siècle
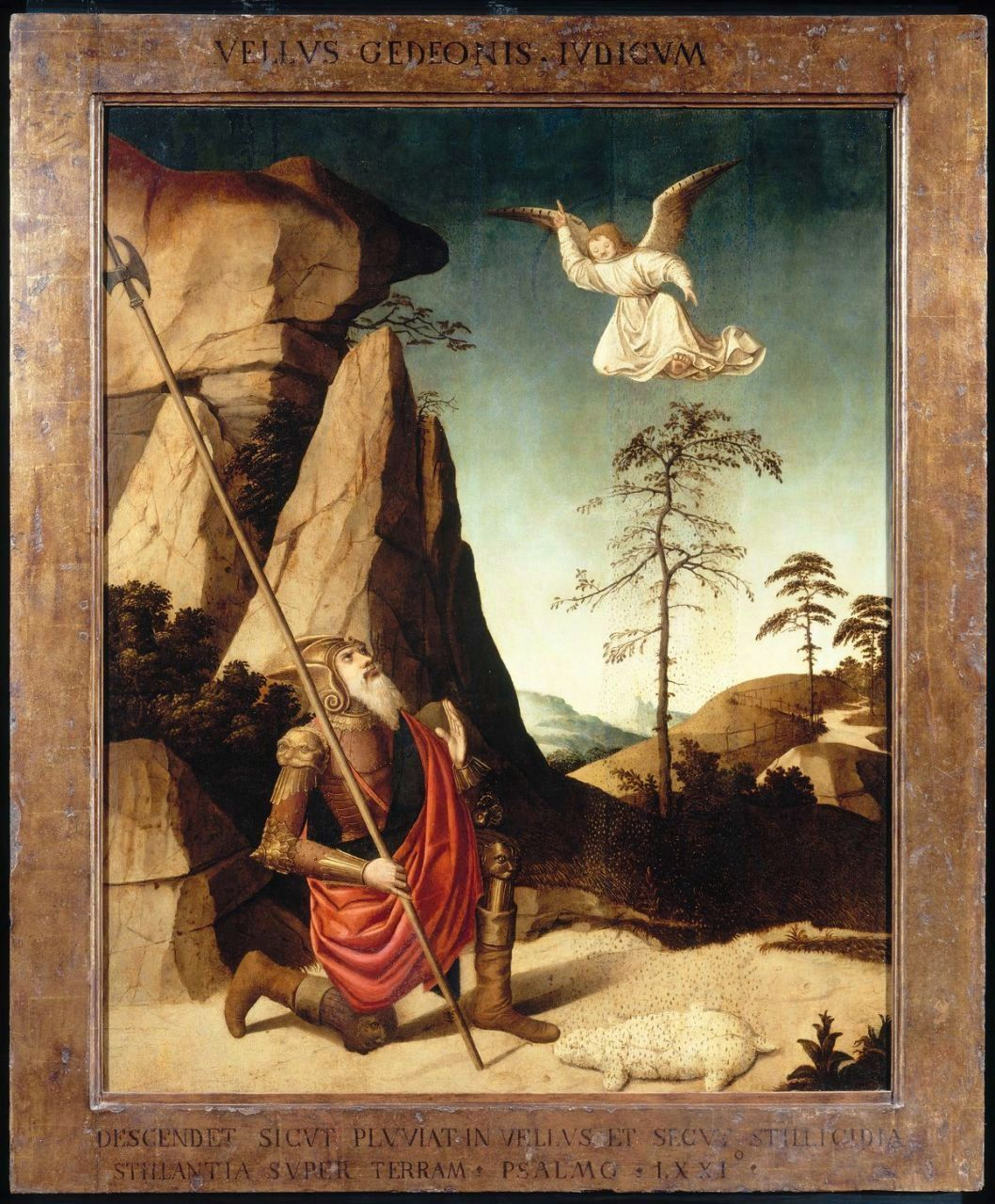
La Toison de Gédéon, Nicolas Dipre
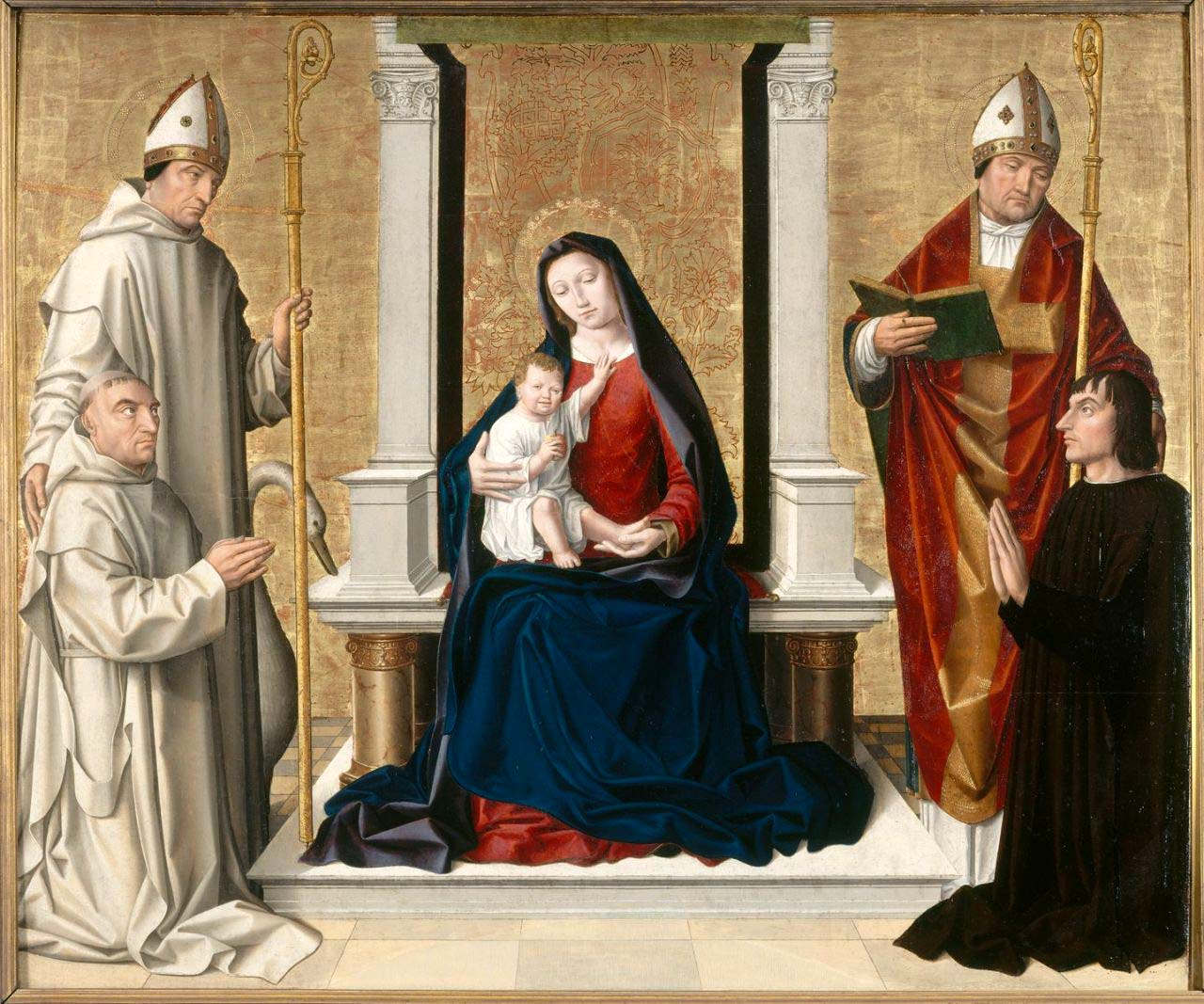
La Vierge et l'Enfant entre deux saints et deux donateurs, anonyme
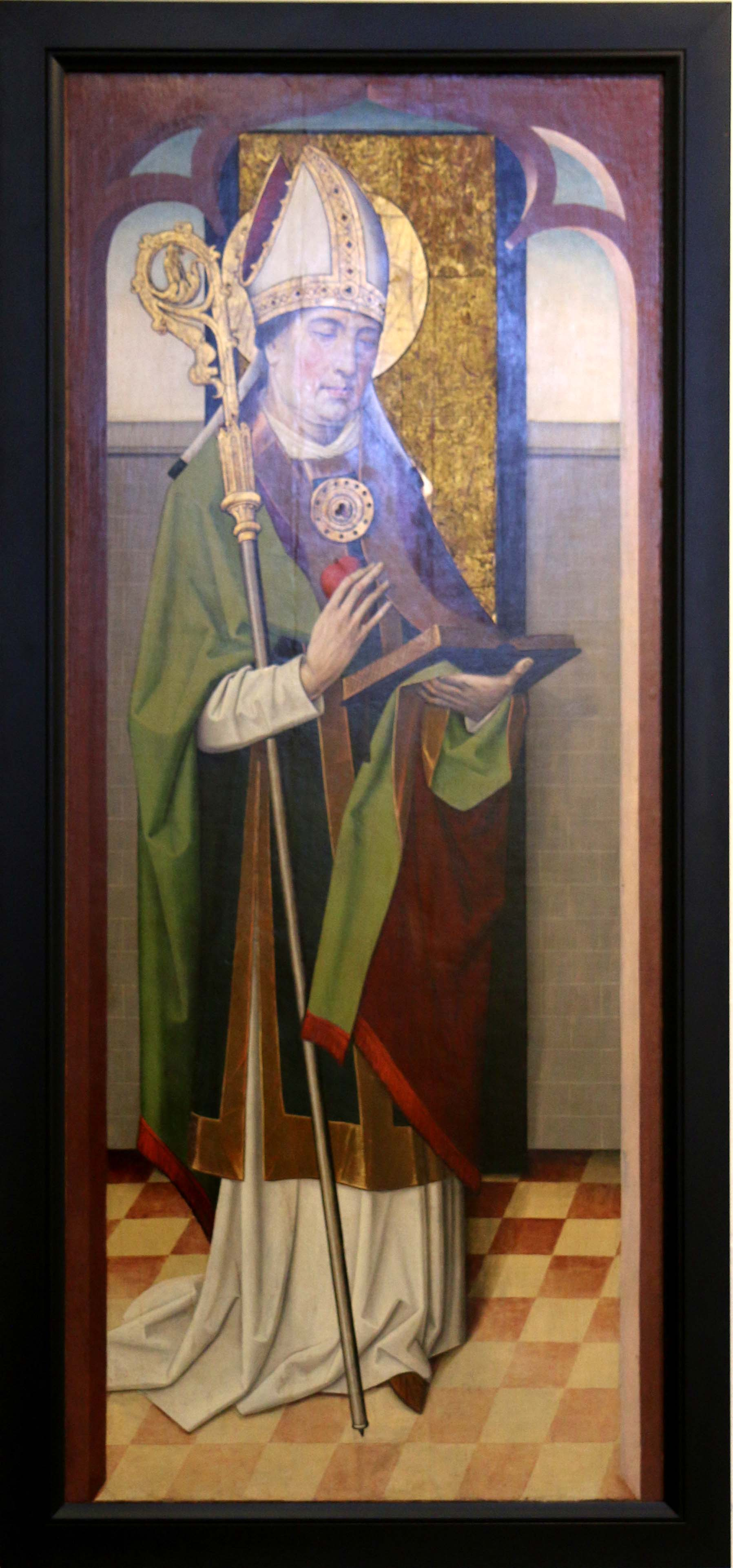
Saint Augustin, anonyme
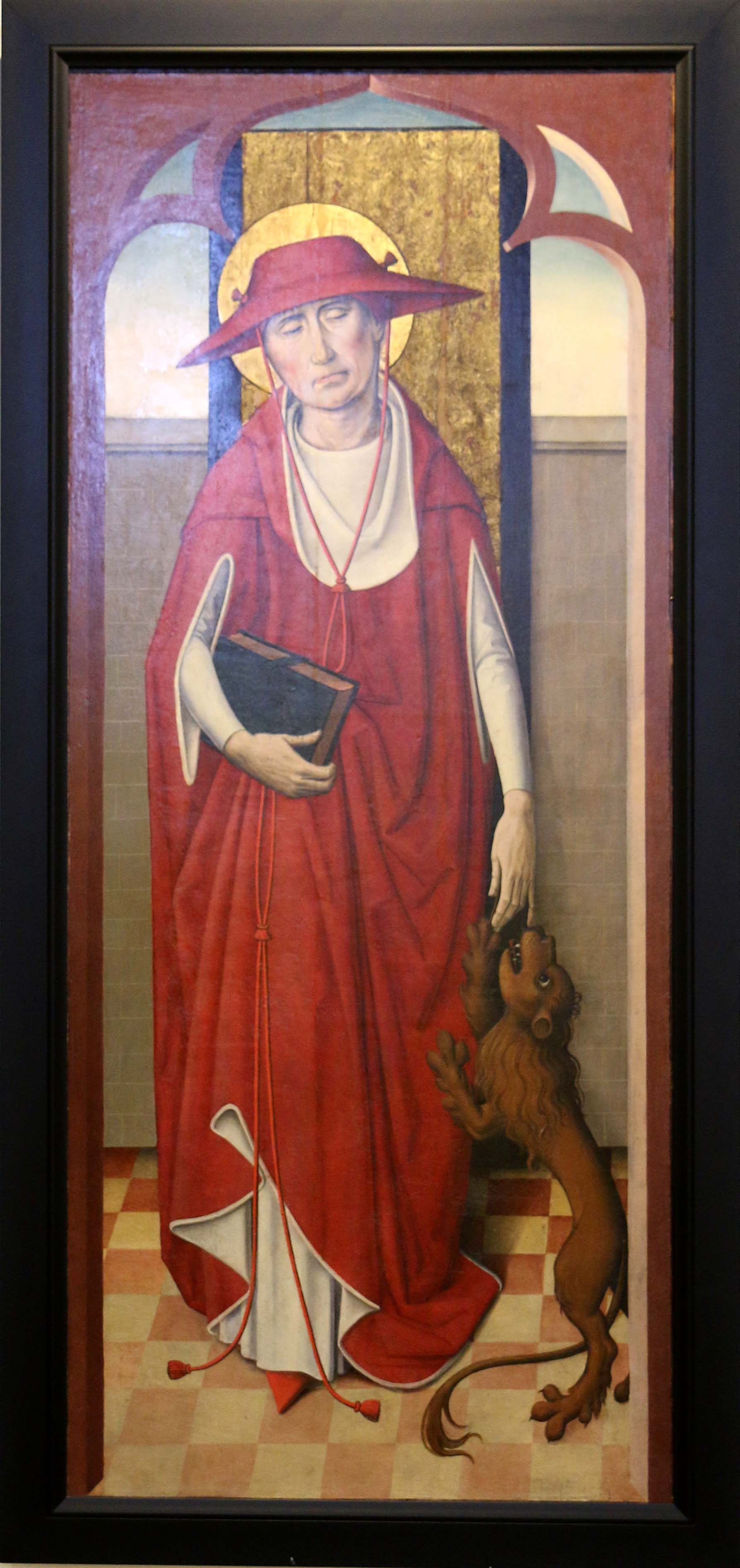
Saint Jérôme, anonyme
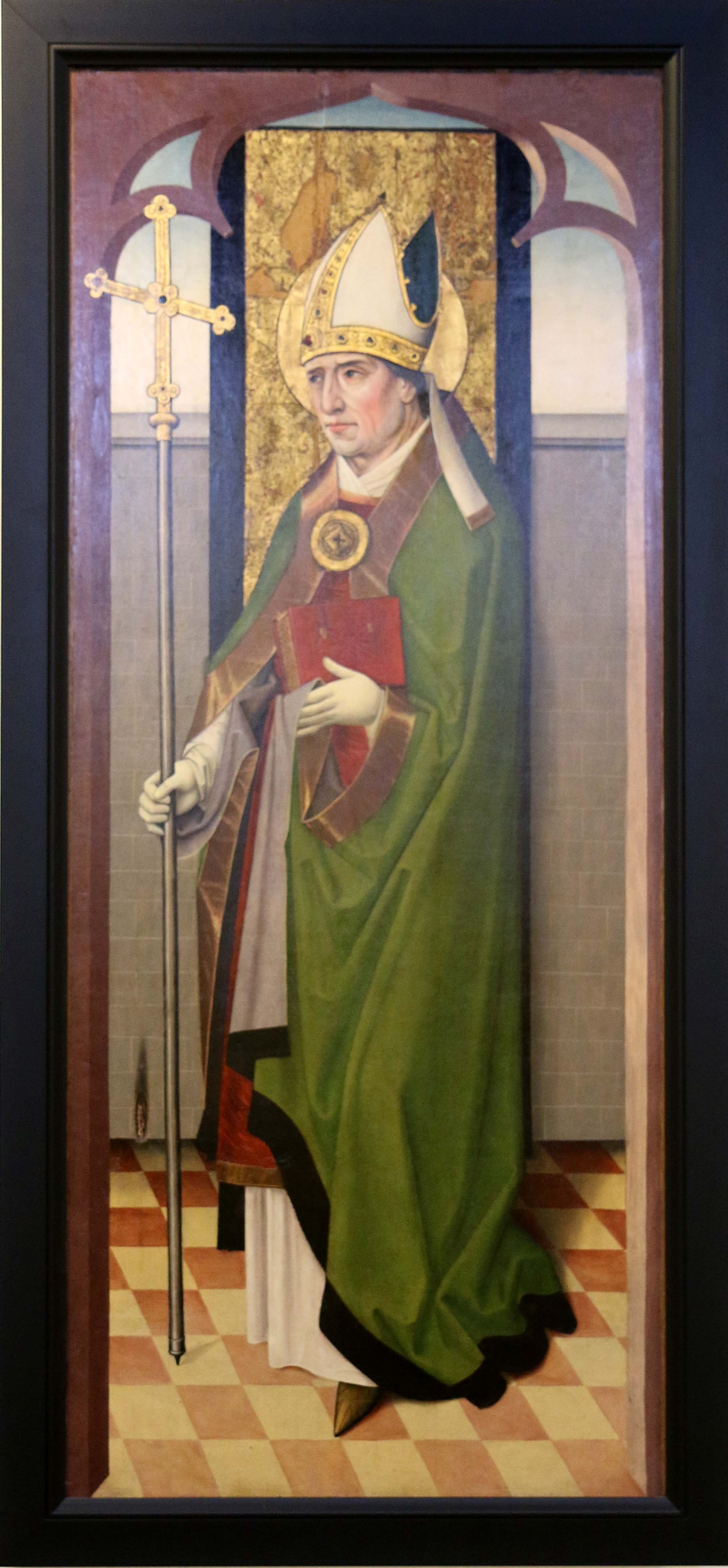
Saint Ambroise, anonyme
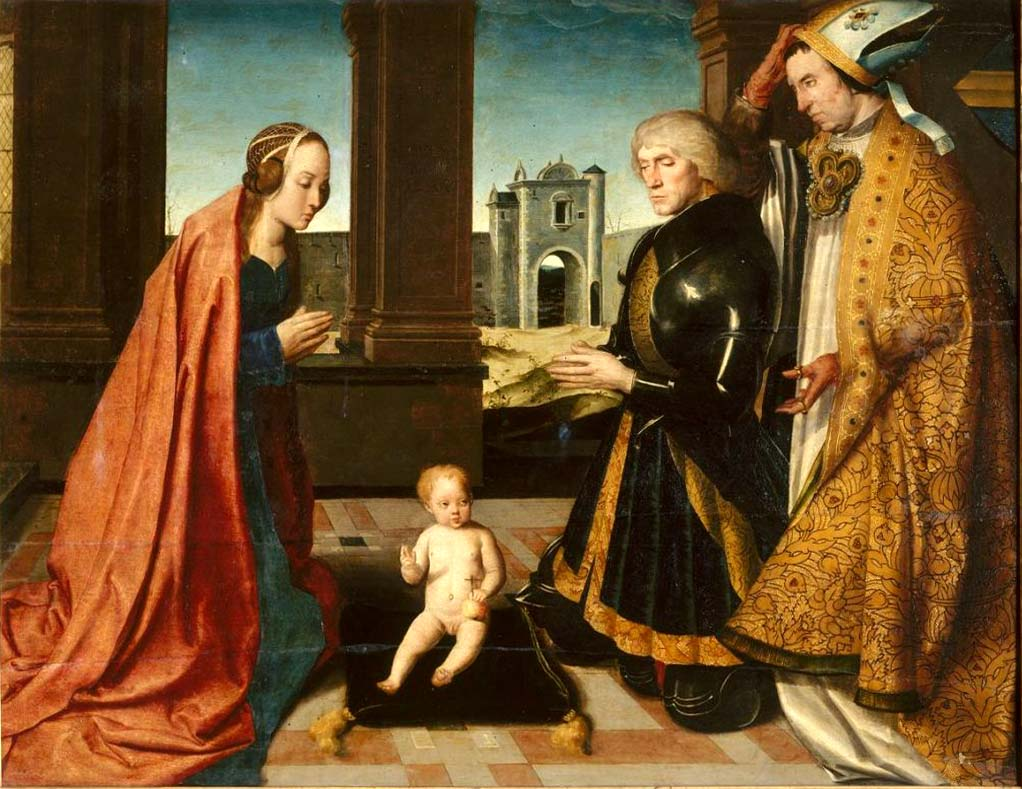
Adoration de l'Enfant, anonyme

Sculptures
Dans ce domaine une activité de haut niveau se maintient au XVe siècle grâce à des maîtres étrangers venant travailler à Avignon.
- Sainte Marthe et saint Lazare ont été réalisés vers 1446 pour orner la chapelle de saint Pierre de Luxembourg dans l'église des célestins à Avignon.
- Vierge de pitié réalisée vers 1457, provient du mur sud du couvent des Dominicains d'Avignon qui sera détruit en 1837 pour le percement de rues, l'église étant elle aussi abattue en 1852. D'après le père Maheut, historien du couvent, qui le décrit en 1678, ce groupe était placé sous un dais. Le sculpteur reprend assez fidèlement la composition d'une œuvre très célèbre d'Enguerrand Quarton, la Pietà de Villeneuve-lès-Avignon exposée au Musée du Louvre[GL 12].
- Sainte Catherine de Sienne : cette statue constitue la plus ancienne représentation de la sainte siennoise en Provence.
- Buste d'un jeune chevalier faisant probablement partie d'un monument funéraire. Il a été trouvé en 1840 à Caumont.

Salle 18 : Sculptures du XVe siècle
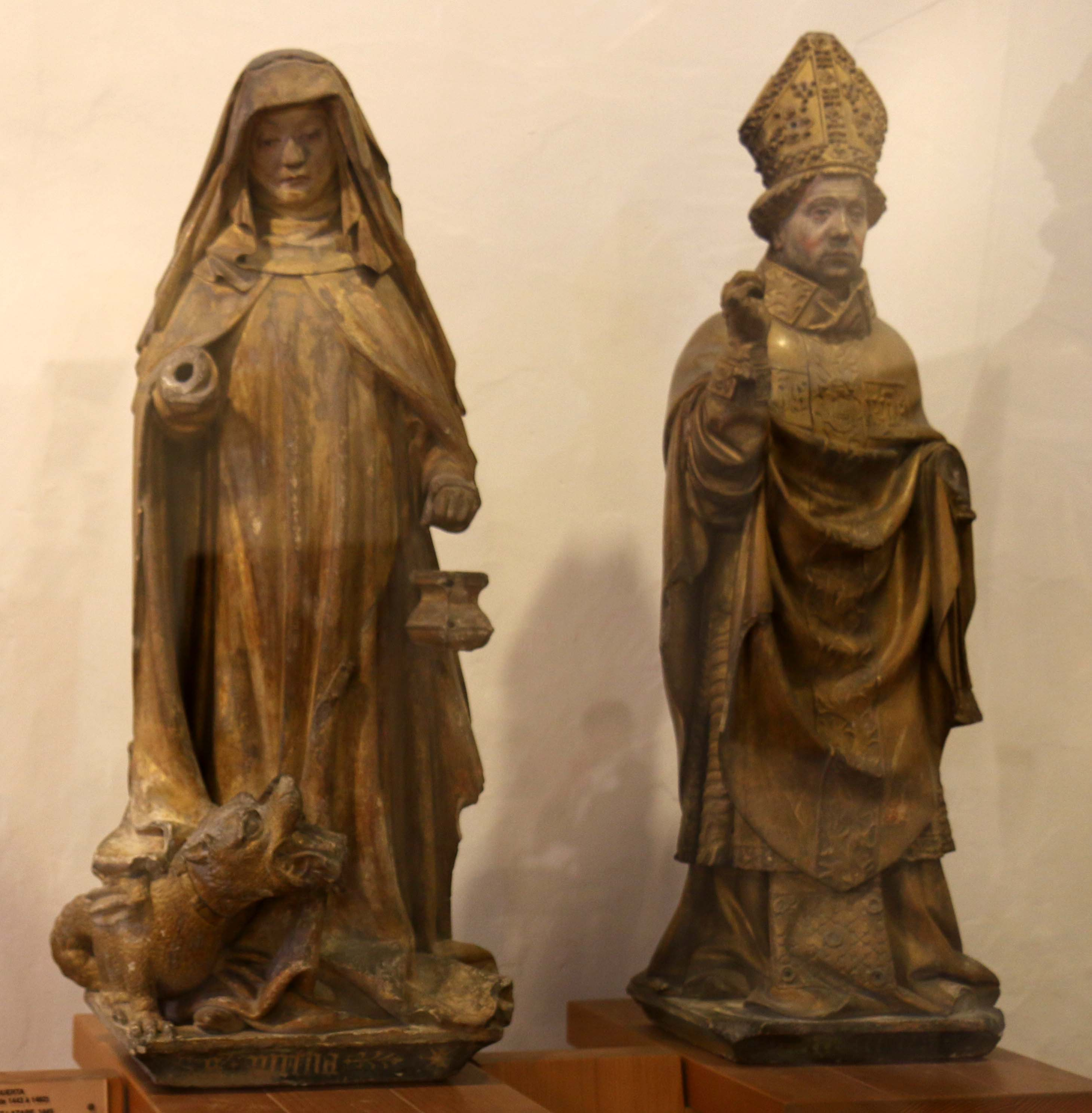
Sainte Marthe et saint Lazare
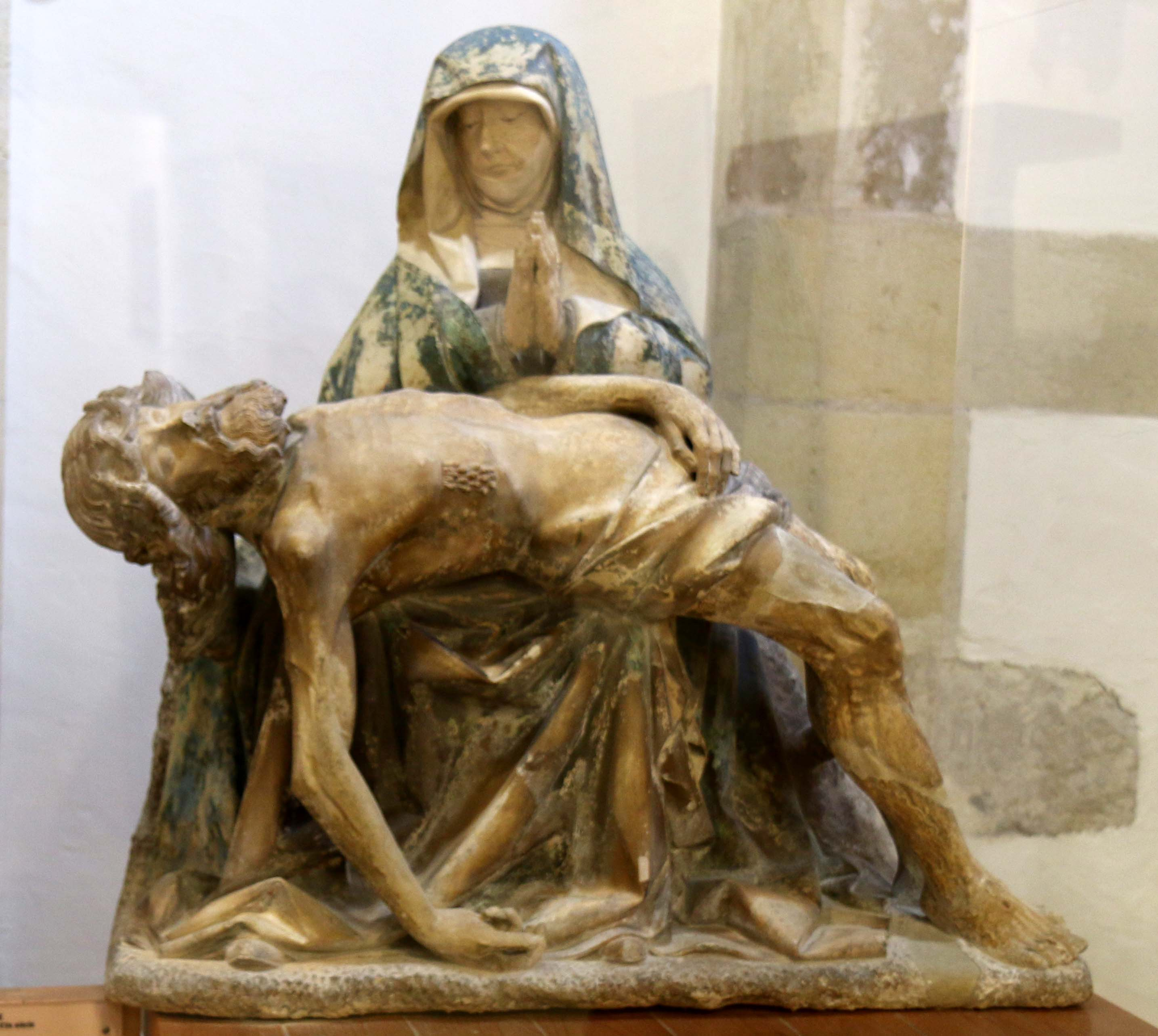
Vierge de pitié
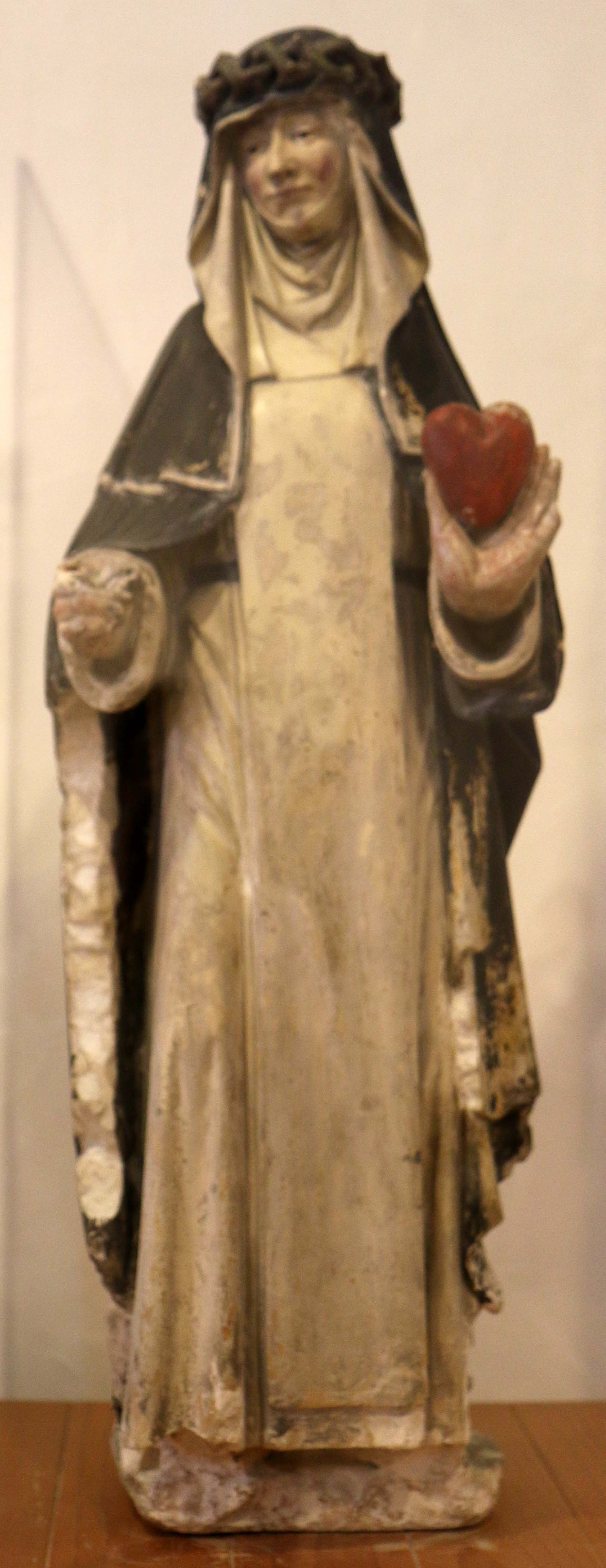
Sainte Catherine de Sienne
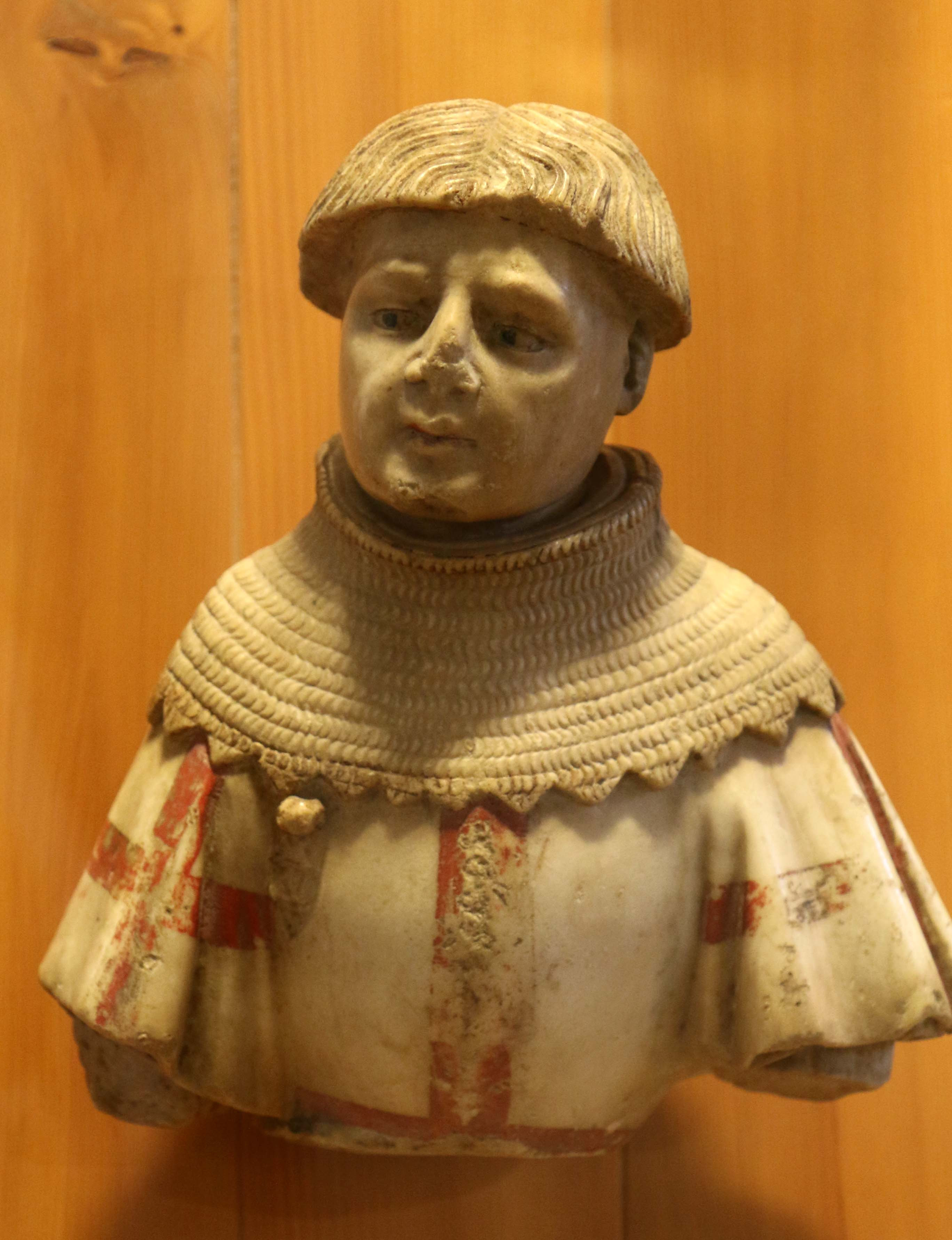
Buste de chevalier

### Salle 19: Les sculptures funéraires auXVesiècle
Dans cette très petite salle sont exposées trois œuvres :
- un gisant d'Antoine de Comis qui fut viguier d'Avignon. Cette sculpture réalisée par Ferrier Bernard se trouvait dans l'église Saint-Didier d'Avignon.
- une statuette d'un pleurant réalisée également par Ferrier Bernard et en provenance de la même église.
- une dalle funéraire de Raymond Roger de Beaufort, vicomte de Valerne, mort en 1420. Cette dalle se trouvait dans l'église du collège bénédictin de Saint-Martial d'Avignon.